# FIA Groupe A

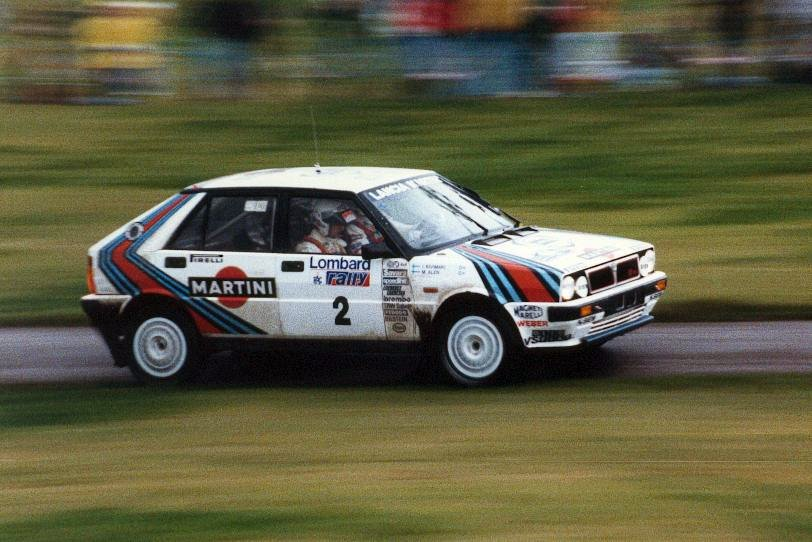
Lancia Delta HF 4WD, l’un des véhicules du Groupe A ayant remporté le plus de victoires dans le championnat du monde des rallyes.

Le Groupe A est la classification relative aux « voitures de tourisme » modifiées dérivées de la production dans le règlement FIA, principalement présentes en rallye mais aussi en course de voitures de tourisme. Cette catégorie a été créée en 1982 pour remplacer l'ancienne catégorie Groupe 2.
Ces dernières années, les groupes A et N ont commencé à devenir progressivement inéligibles aux championnats, bien qu’ils continuent de former la base d’homologation pour la plupart des catégories de voitures de course basées sur la production, y compris les groupes Rally (en) qui doivent d’abord être homologuées dans le Groupe A.
Les deux groupes N et A, et les détails de leurs différences sont décrits dans le Code Sportif International FIA et plusieurs de ses annexes J,,,,.

## Homologation
Les Groupe A sont des voitures plus ou moins modifiées par rapport aux voitures de série, lesquelles doivent être produites à un minimum de 2 500 exemplaires par an pour que les versions compétitions puissent être homologuées par la FIA. Pour pouvoir modifier les voitures, les constructeurs doivent faire homologuer chaque nouvelle pièce par la FIA, avant de pouvoir les utiliser en course.

## Classes
Les Groupe A, comme les Groupe N, sont réparties en quatre classes de cylindrées :
- A5 : jusqu'à 1 400 cm3
- A6 : de 1 400 à 1 600 cm3
- A7 : de 1 600 à 2 000 cm3
- A8 : plus de 2 000 cm3

Note : les moteurs utilisant une suralimentation (compresseur ou turbo) se voient appliquer un coefficient multiplicateur de 1,7 (1,4 jusqu'à 1986)  par rapport à leur cylindrée réelle.
Exemple : un 2 litres turbo devient un 3,3 litres après calcul, donc passe en classe A8.

## Groupe A: post-Groupe 2 | 1982-1987

### Historique
Lors de la création en 1982, le groupe A est une catégorie destinée à recevoir des « voitures de tourisme de grande production modifiées ». Pour pouvoir être homologuées, ces voitures devront avoir été fabriquées à au moins 5 000 exemplaires identiques en 12 mois consécutifs. Les modifications sont limitées à certaines pièces définies et soumises à homologation par la FIA. Les autres pièces doivent provenir du modèle de série mais peuvent recevoir une préparation.
Dans l'ombre du Groupe B, où s'affronte les constructeurs, le groupe A permet à certains constructeurs de mettre en avant des modèles de série performants.
En 1986, un titre de champion du monde des rallyes Groupe A est créé, remporté cette année-là par Kenneth Eriksson sur Golf GTI 16V. Dès 1987 avec l'interdiction des Groupe B et la suppression du Groupe S, le Groupe A devient la catégorie phare du championnat du monde des rallyes.

### Photos

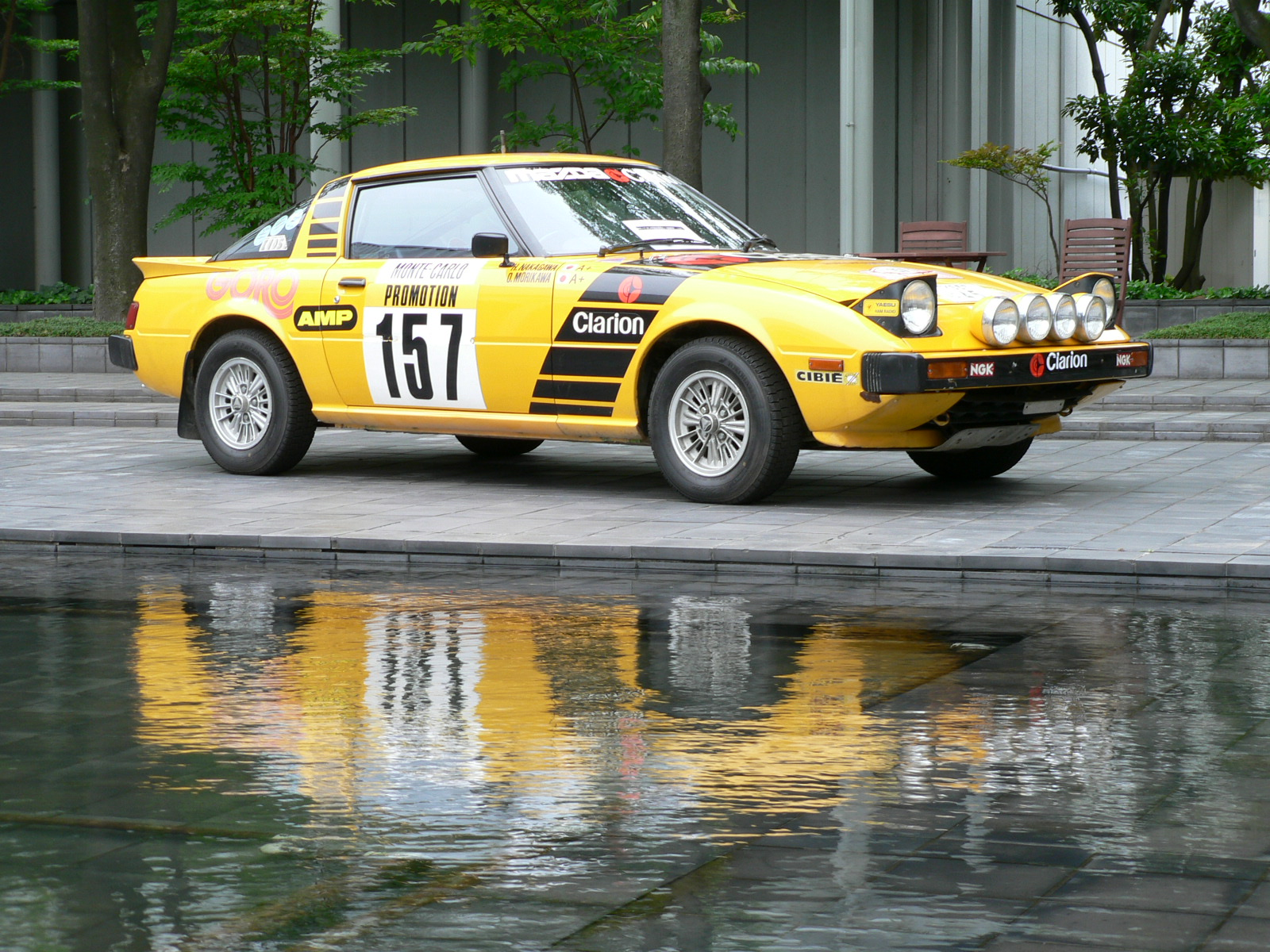
1985 Mazda RX7
1985 Opel Ascona
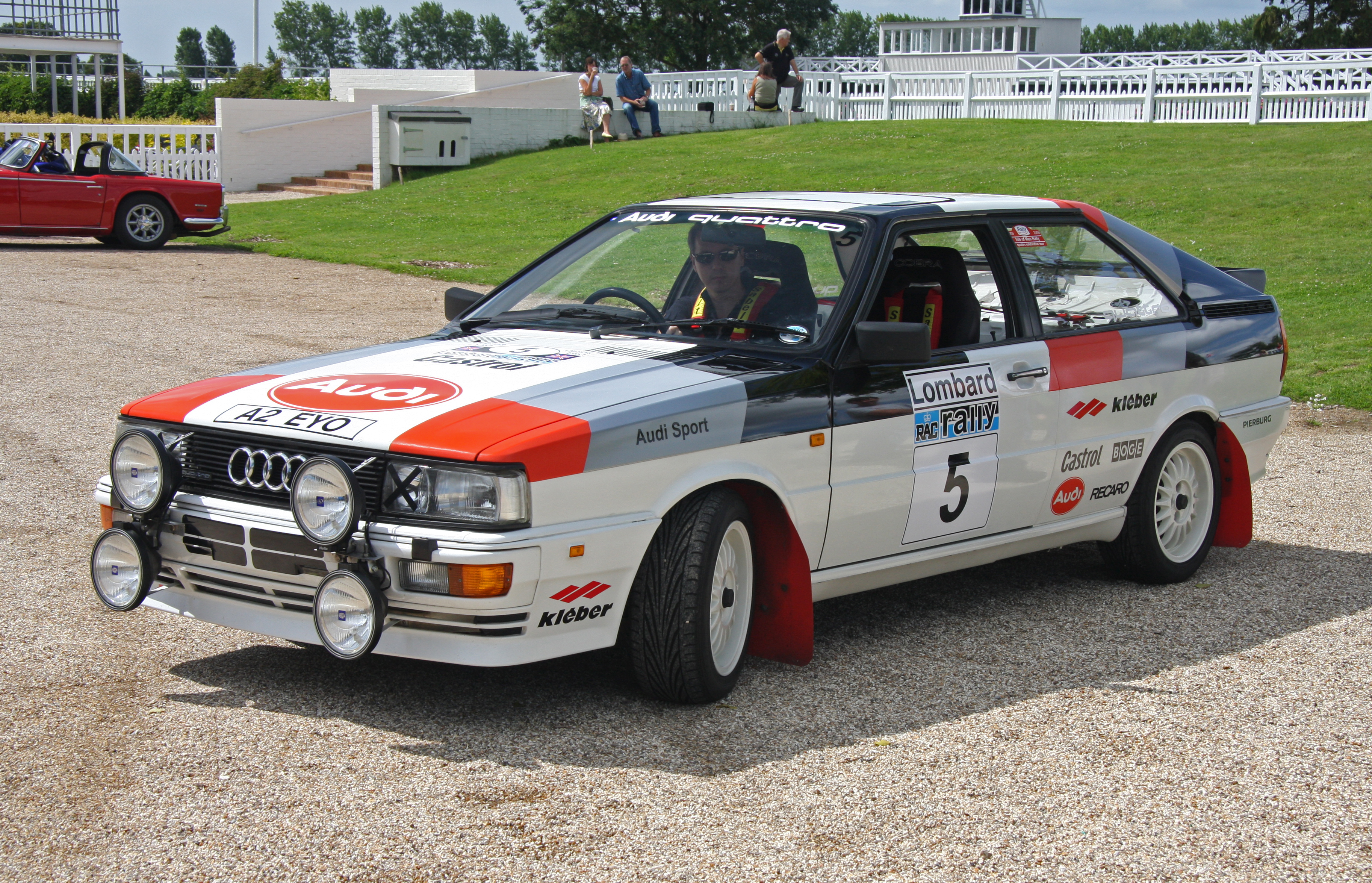
1986 Audi Coupé Quattro
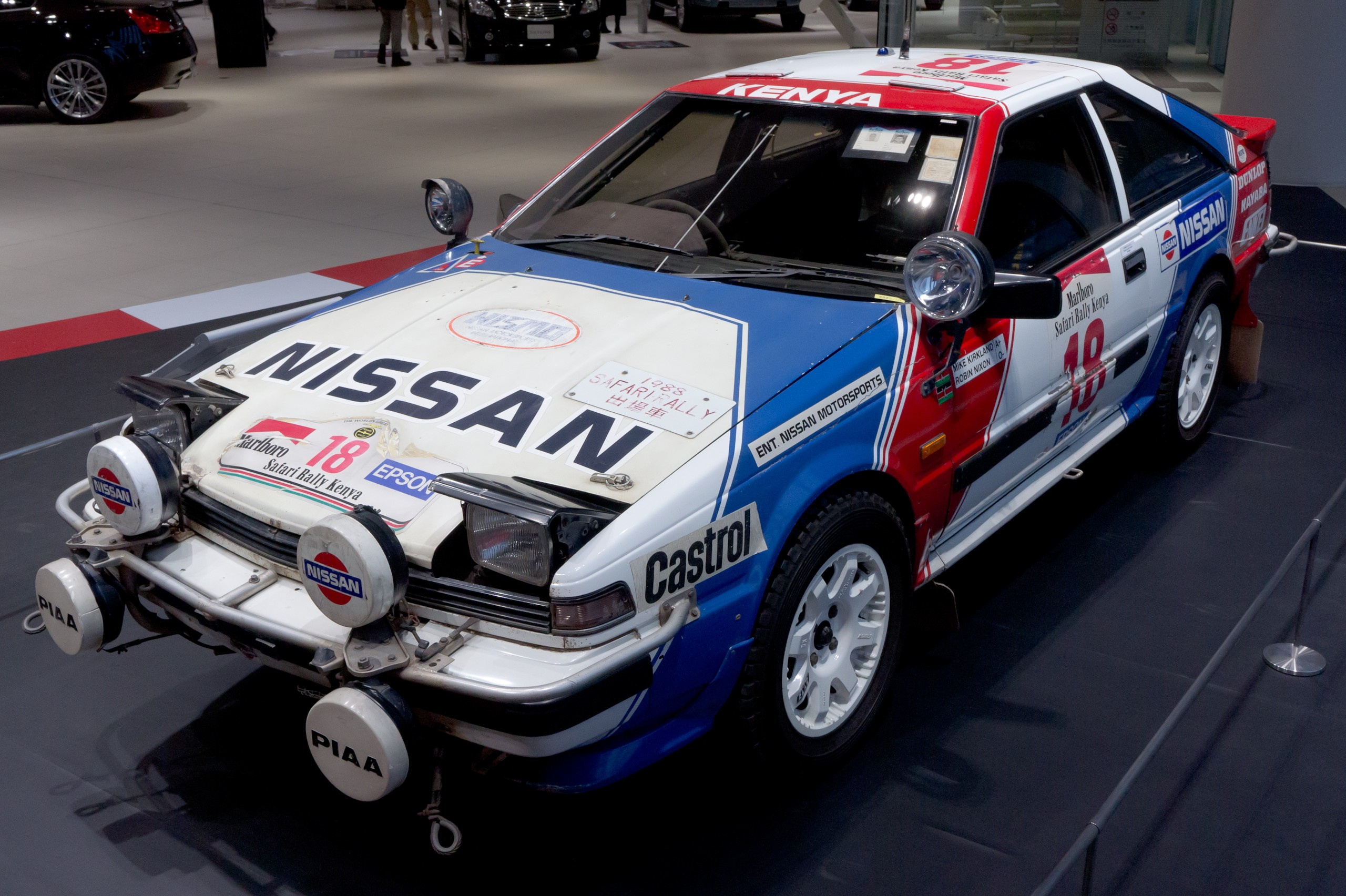
1986 Nissan 200SX
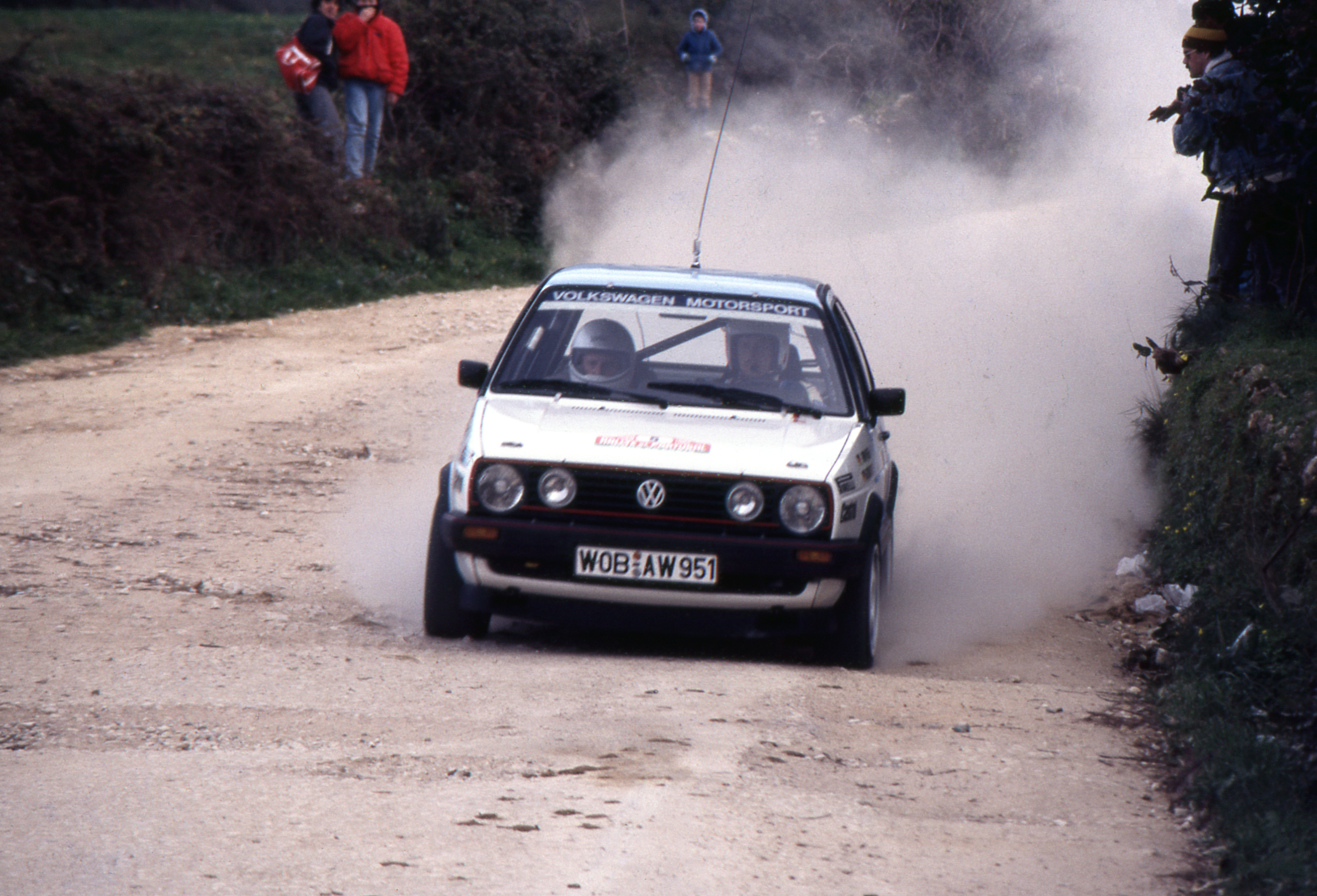
1986 VW Golf Gti 16V
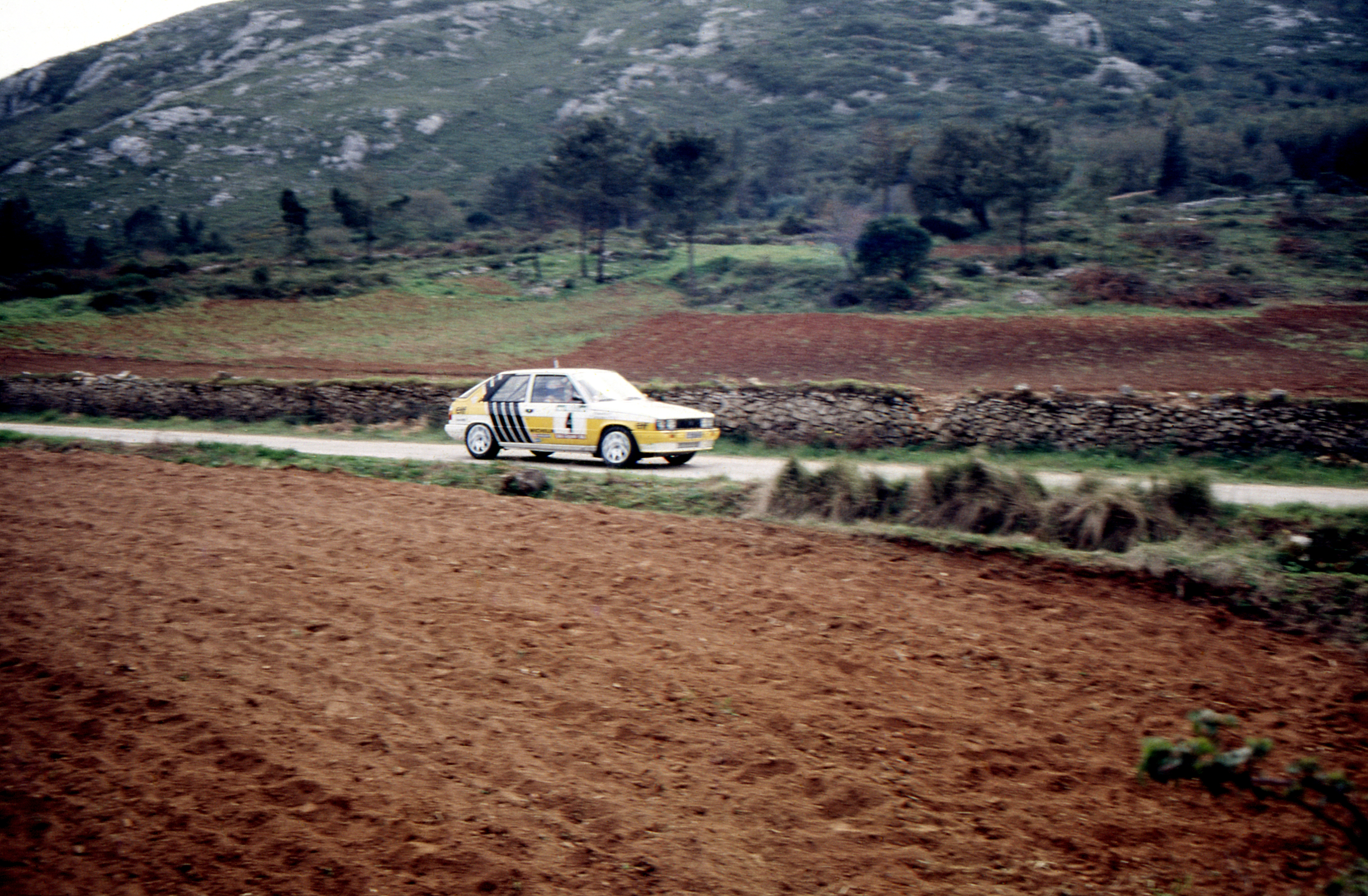
1987 Renault 11 Turbo

## Groupe A: catégorie reine | 1987-1997

### Historique
Les Groupe A sont, à l'heure actuelle, principalement présentes en rallye. En effet, à la suite de la disparition de la catégorie Groupe B en 1987, la catégorie Groupe A est devenue la catégorie reine des voitures de rallye. La catégorie Groupe A rallye a connu de grandes modifications avec l'arrivée des sous-catégories World Rally Car et autres Kit-Car.
Les Groupe A étaient également utilisées dans les divers championnats de voitures de tourisme dans les années 1980, mais ont depuis été remplacées par les Supertourisme, Superproduction, puis Super 2000.

### Photos

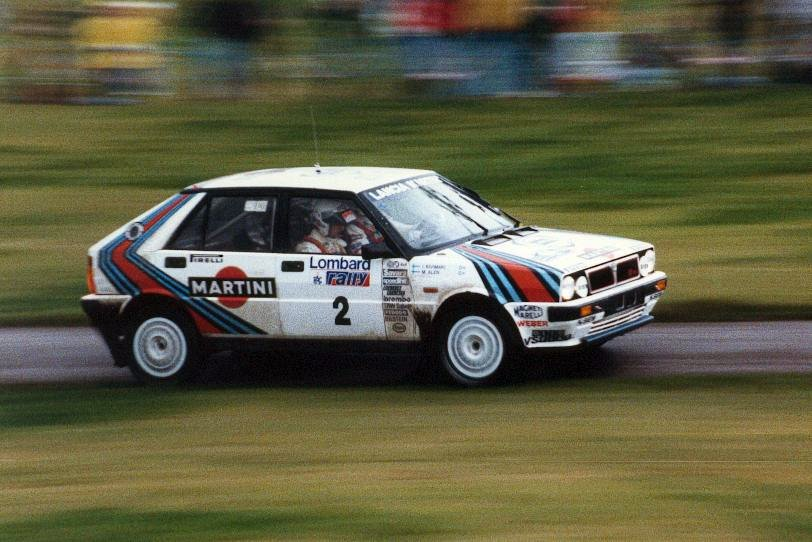
1987 Lancia Delta HF 4WD
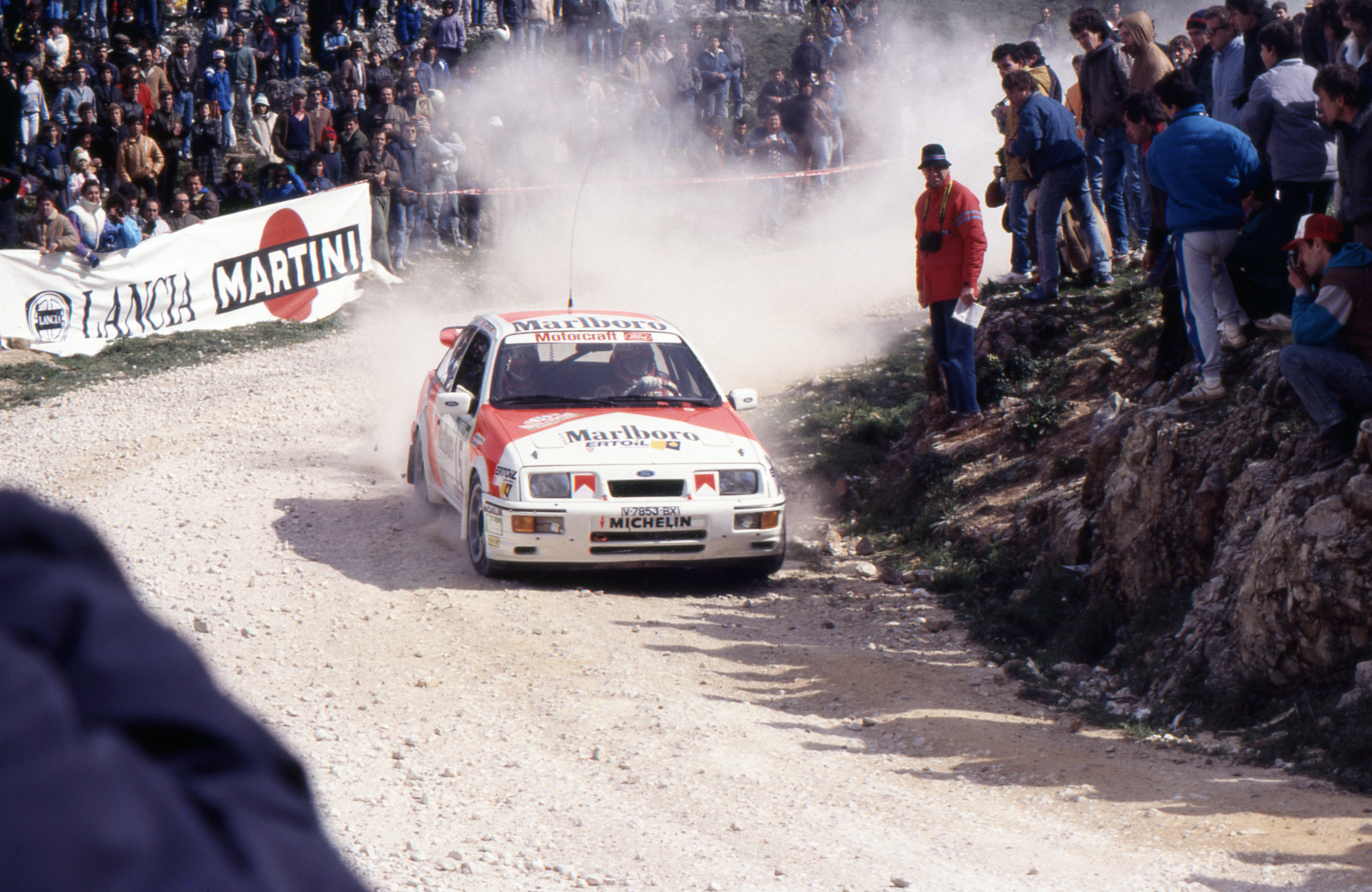
1988 Ford Sierra RS Cosworth
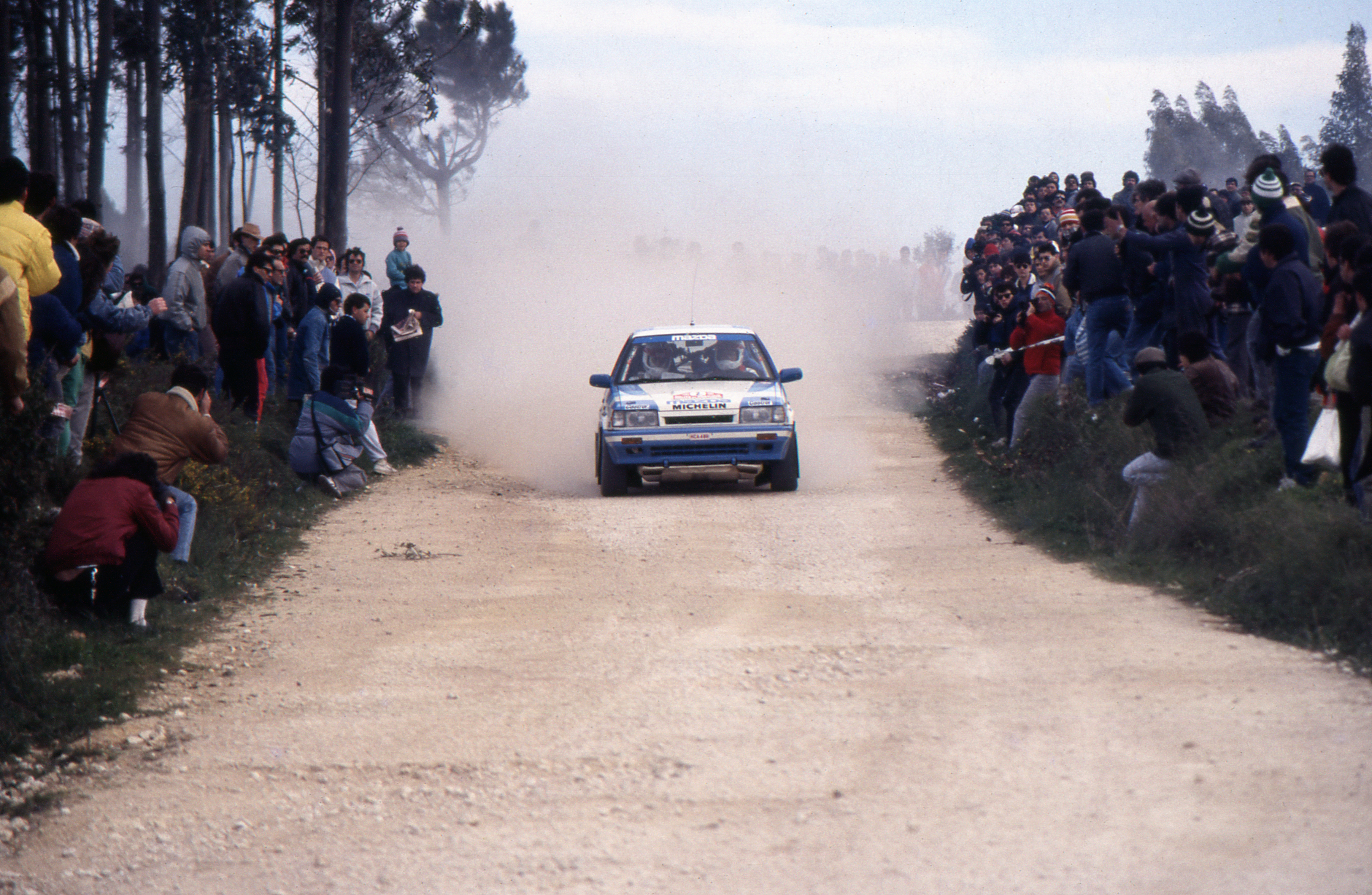
1988 Mazda 323 4WD
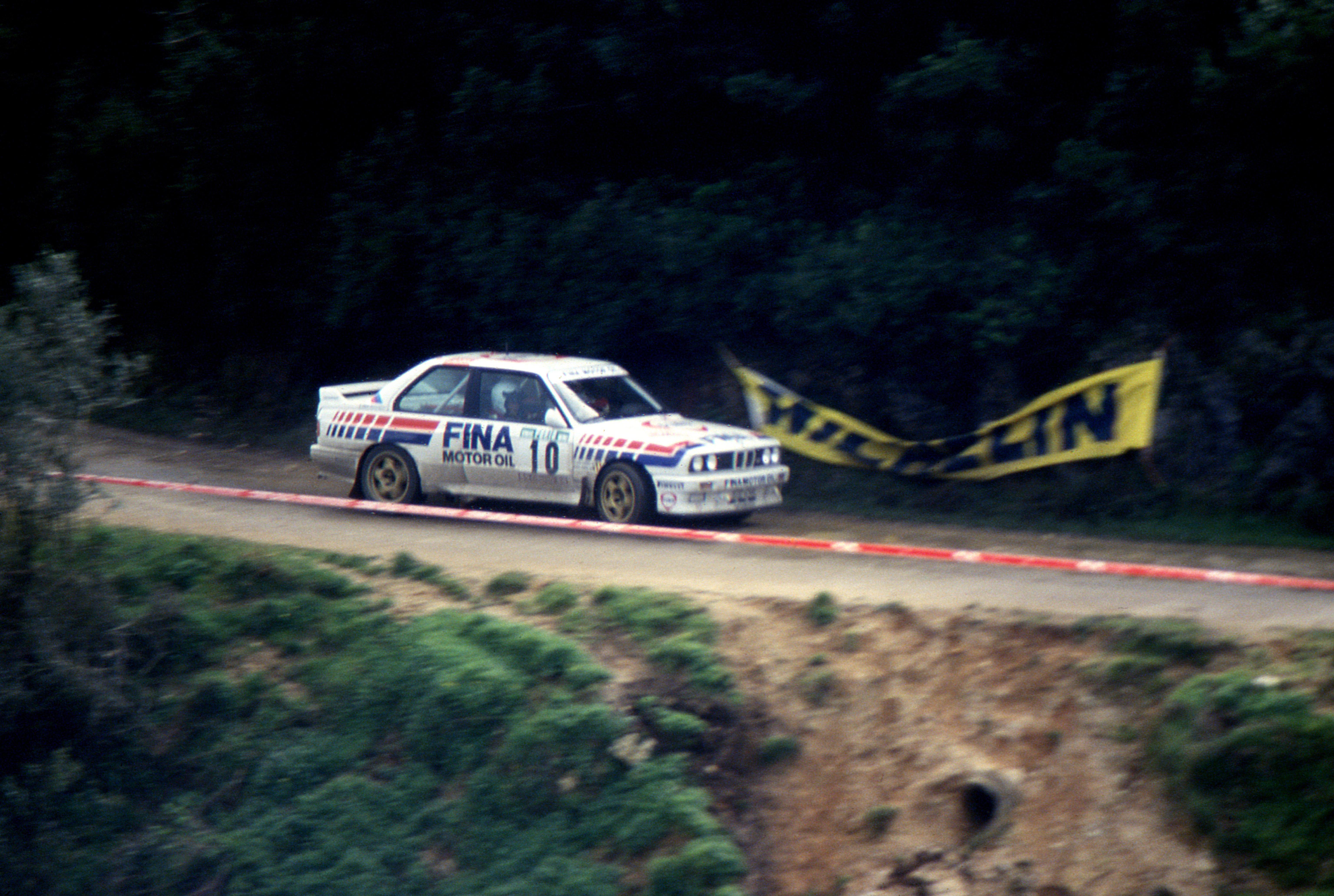
1989 BMW M3
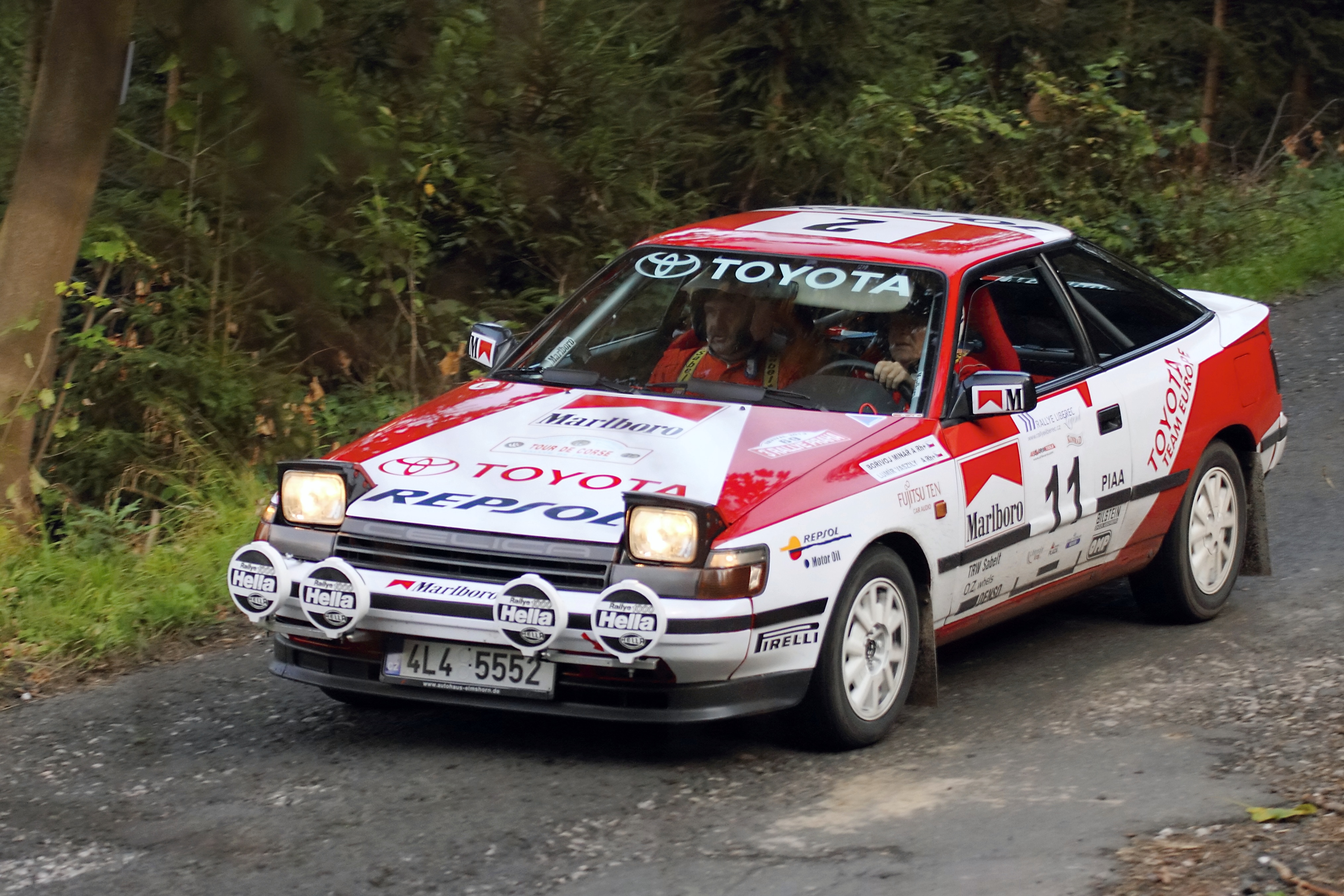
1989 Toyota Celica GT4 ST165
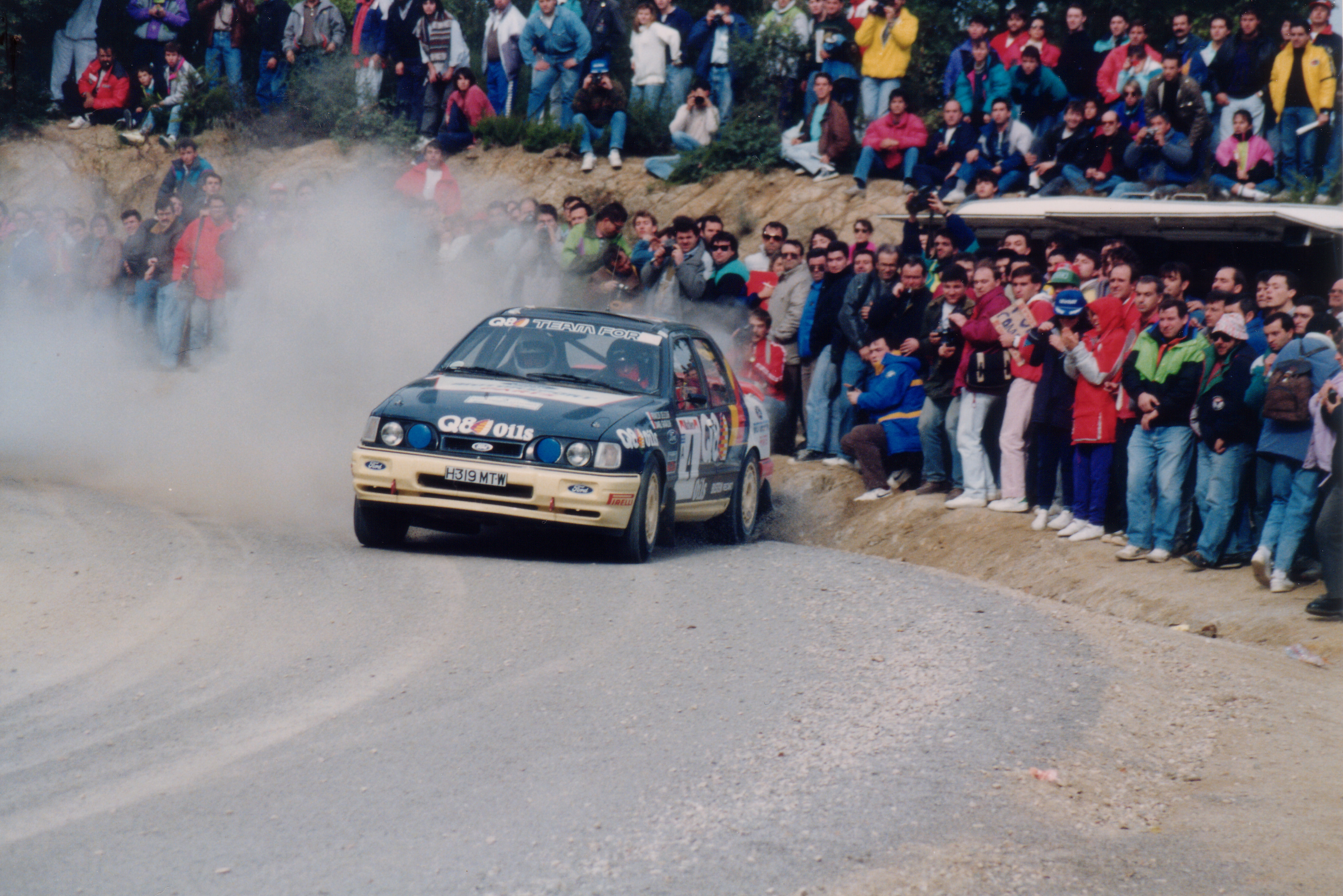
1991 Ford Sierra RS Cosworth 4x4
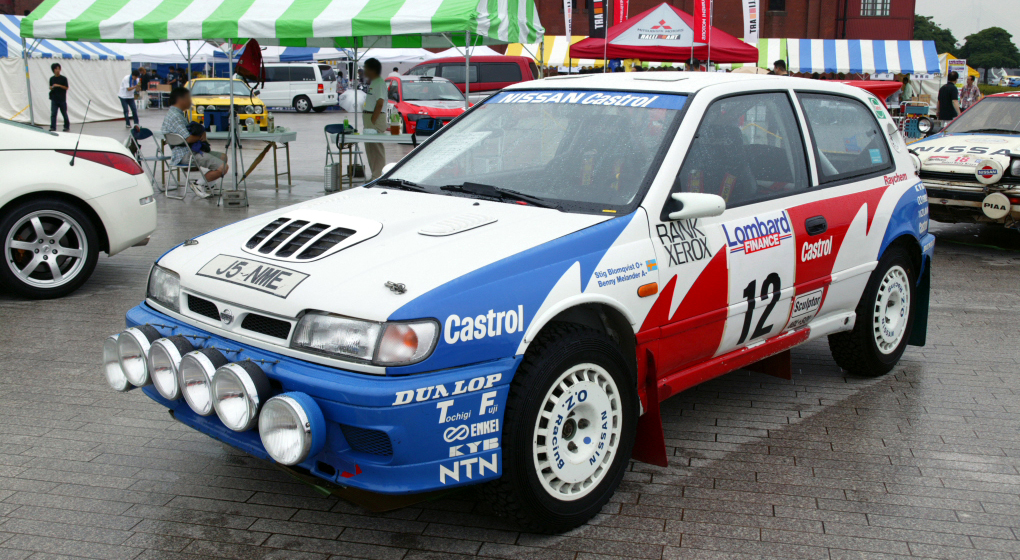
1992 Nissan Pulsar Gr.A
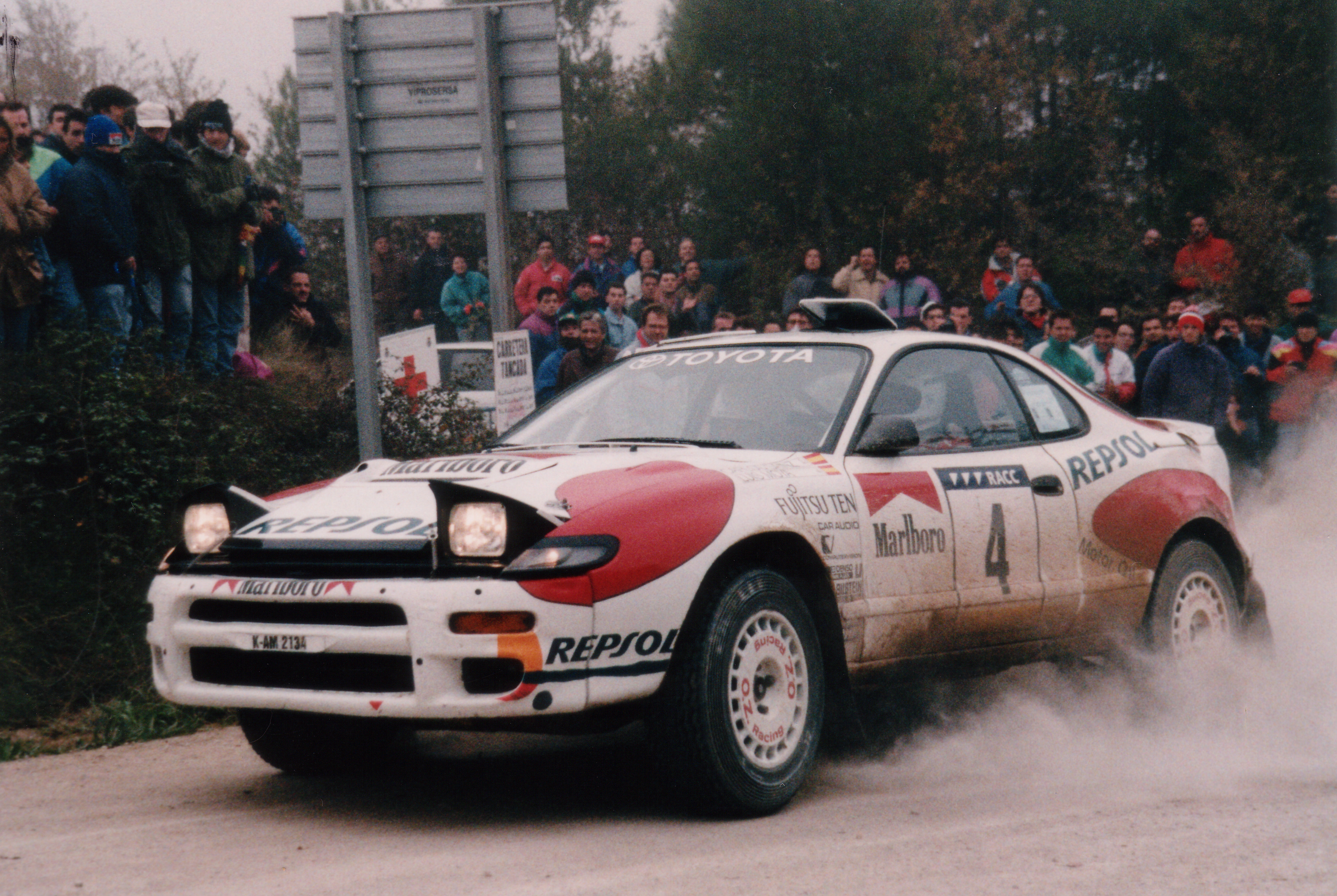
1992 Toyota Celica 4WD ST185
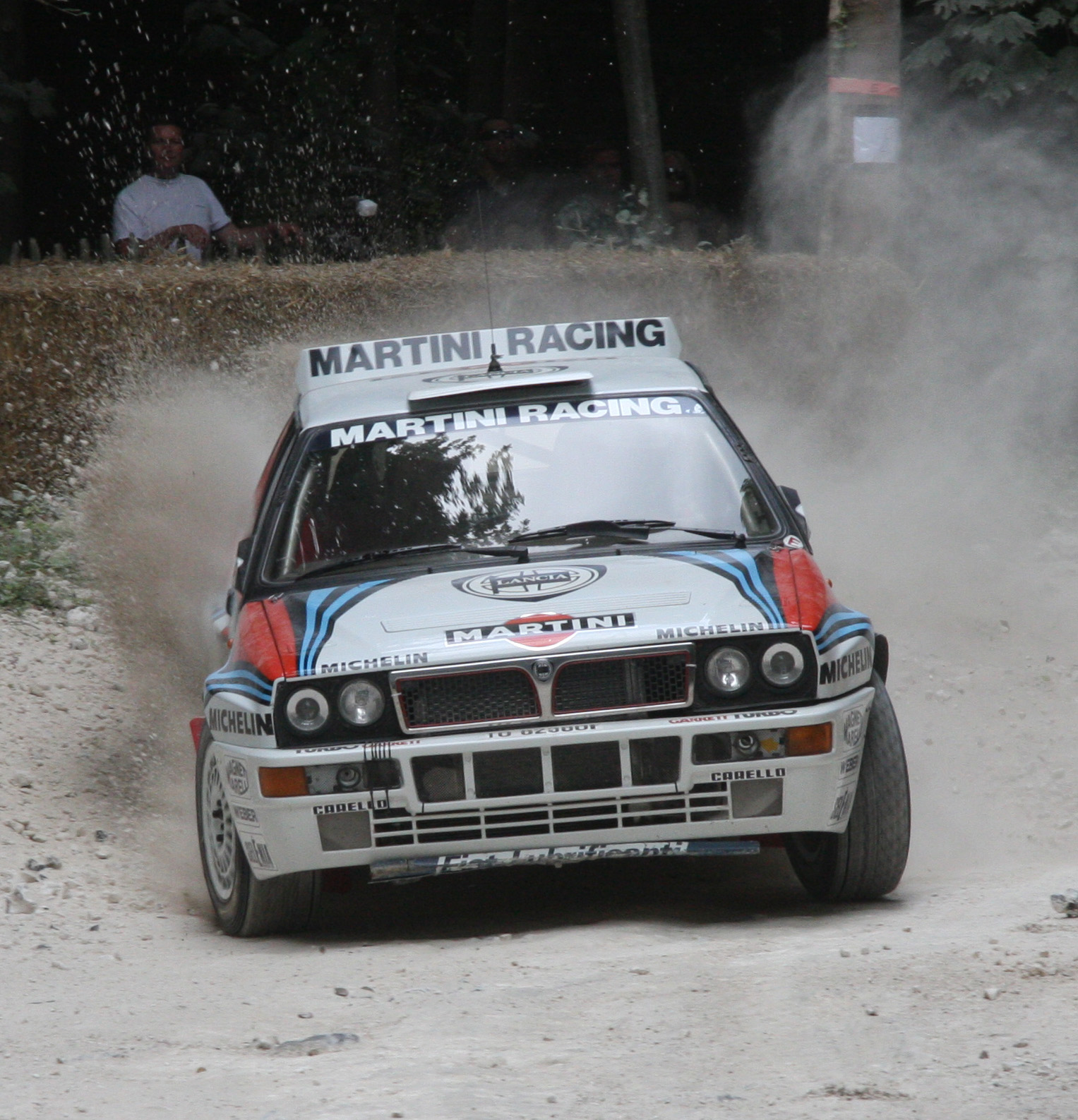
1992 Lancia Delta HF Integrale "Evoluzione"
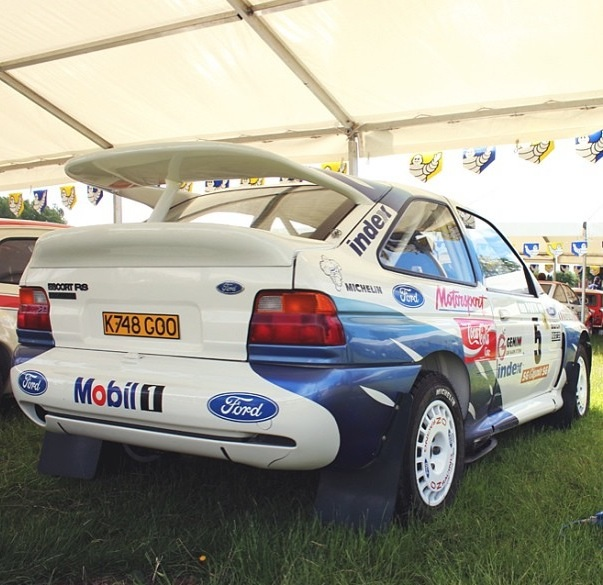
1993 Ford Escort RS Cosworth
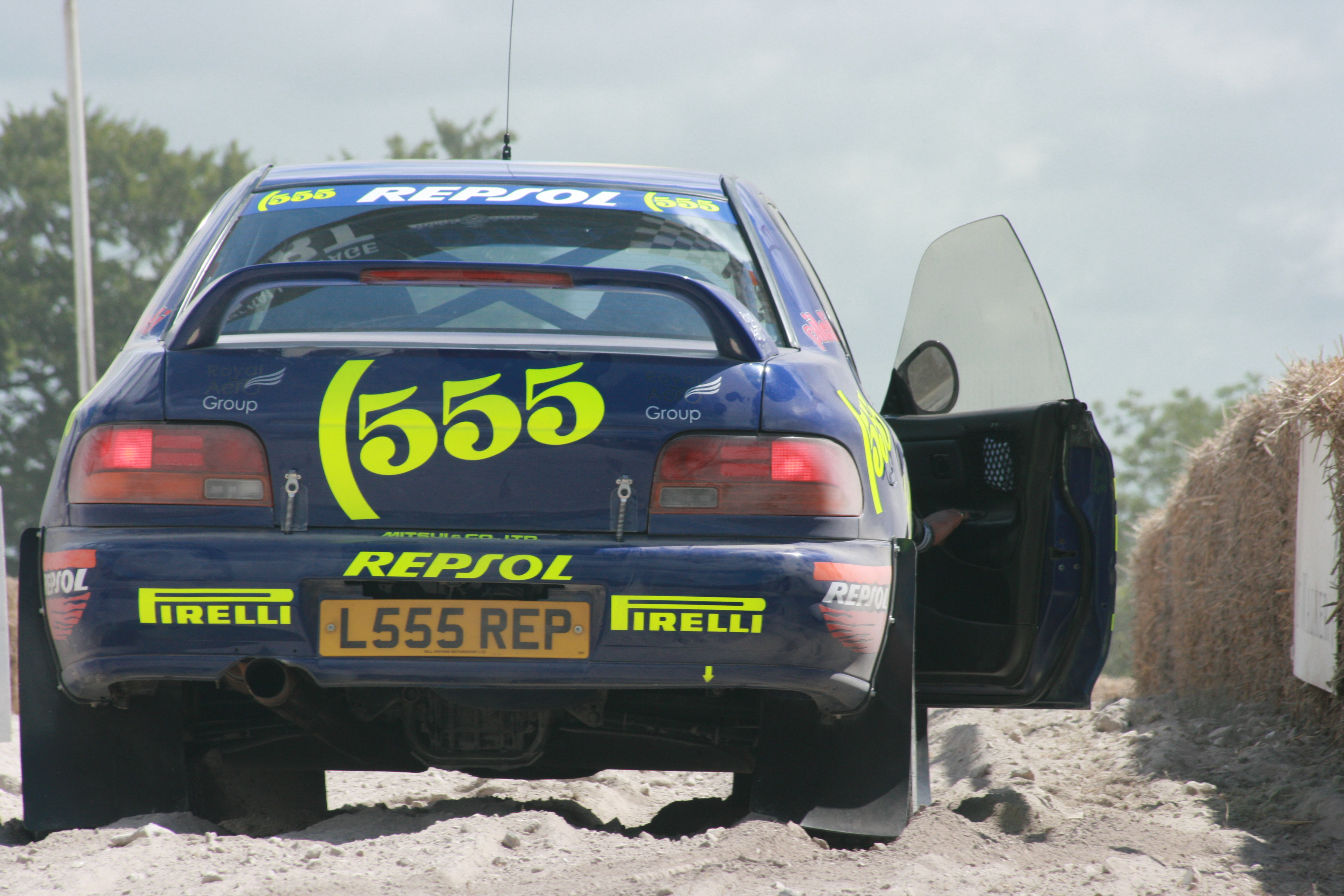
1995 Subaru Impreza 555
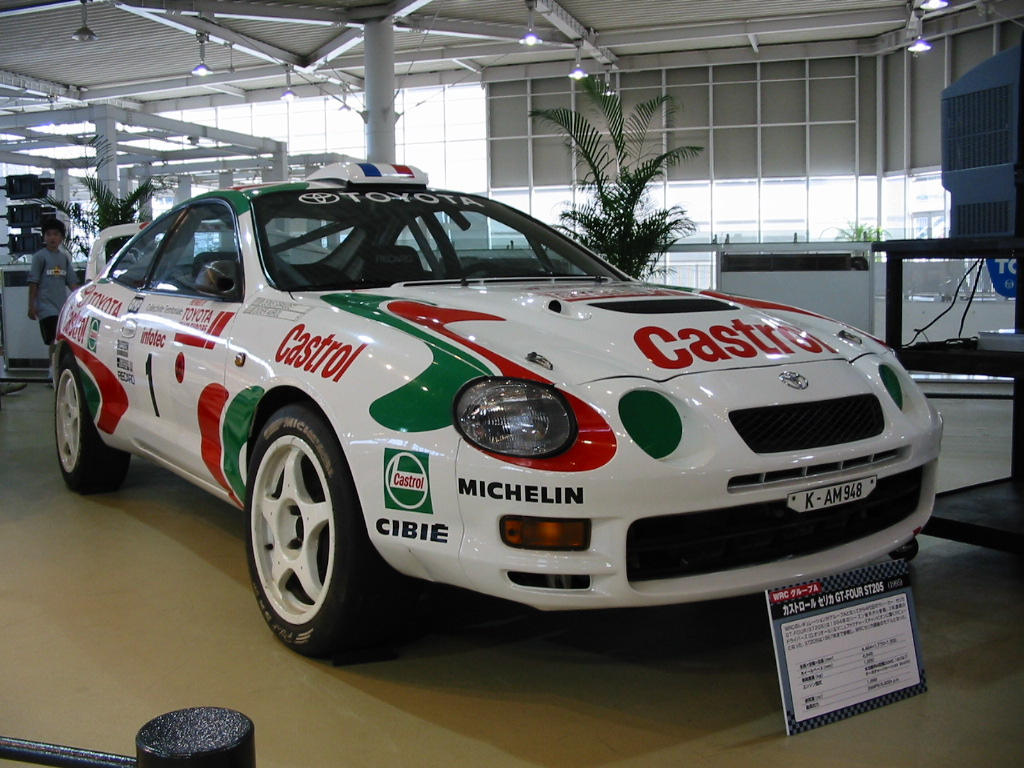
1995 Toyota Celica GT-Four ST205
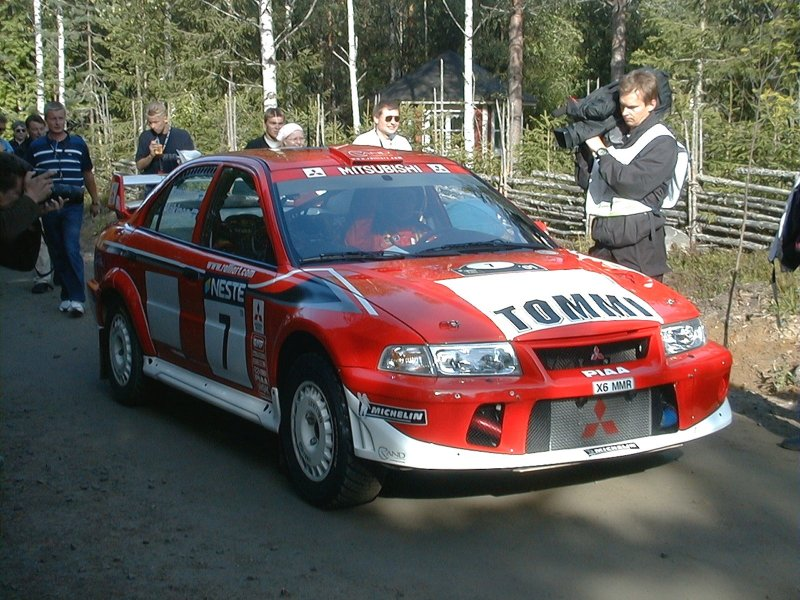
1998 Mitsubishi Lancer Evolution

## Catégorie World Rally Car: Championnat du monde des rallyes (1997-2021)

### Historique

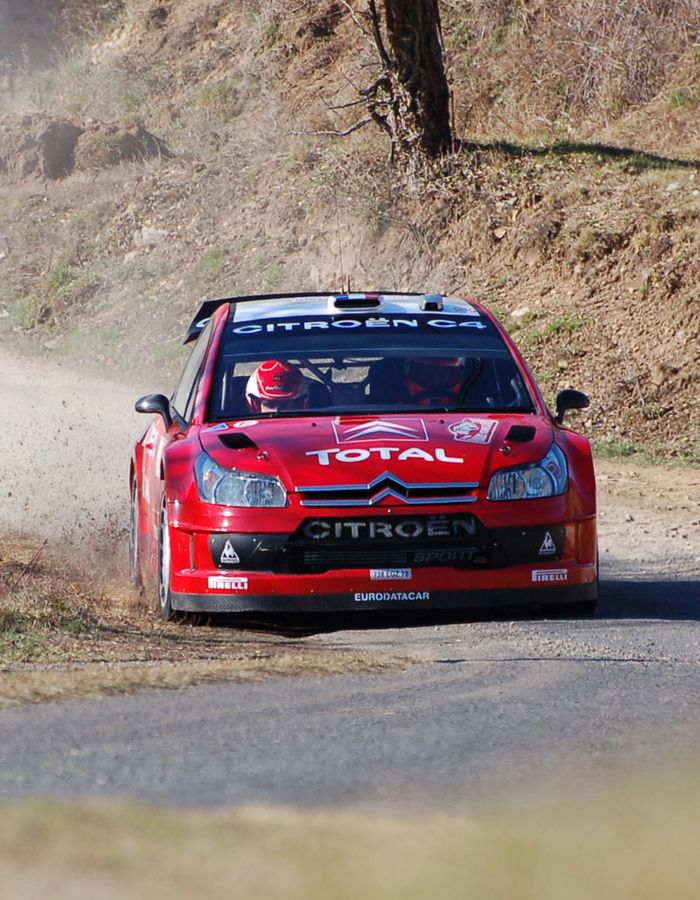
Exemple de WRC avec la C4 de Sébastien Loeb au Monte-Carlo.

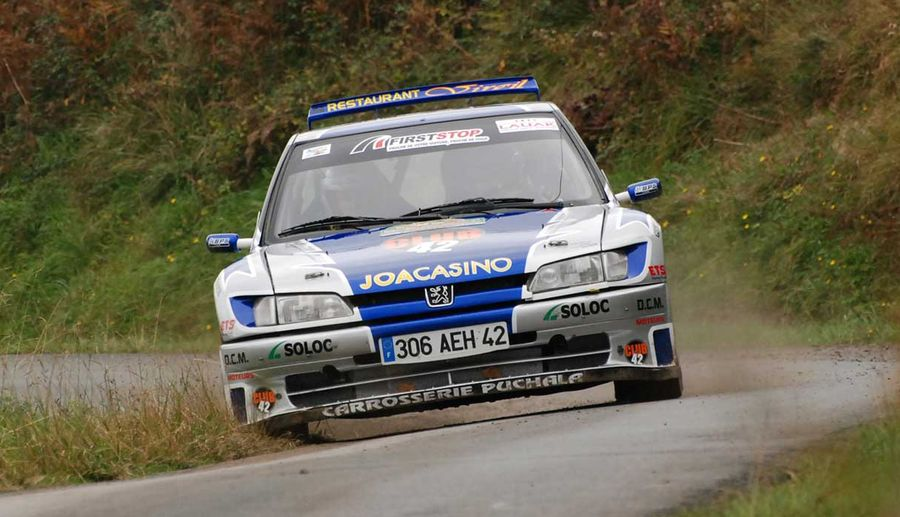
Exemple de Kit-Car avec la 306 Maxi de David Salanon.

La sous-catégorie World Rally Car (abréviation WRC, comme le nom du championnat du monde, le World Rally Championship) a été créé en 1997, dans le but d'attirer de nouveaux constructeurs dans le Championnat du monde des rallyes (WRC).
En effet, jusqu'ici, pour pourvoir participer au championnat et être compétitif dans la classe A8, les constructeurs devaient avoir dans leur gamme, un modèle compact, équipé d'une transmission intégrale, d'un moteur de 2 litres turbo, et produit à 5000 exemplaires /an (2500/an dès 1990) : citons par exemple, la Ford Escort Cosworth (en), la Subaru Impreza 555...).
Le règlement WRC pour "World Rally Car" permet à un constructeur de modifier la base d'un modèle de série, qui ne possède pas toutes ces caractéristiques. Le règlement autorise ainsi d'utiliser un moteur 2 litres différent de celui du modèle de série (à condition toutefois qu'il provienne d'un autre modèle homologué par le constructeur), de lui ajouter un turbo, d'ajouter une transmission intégrale, de modifier les points d'ancrage de suspension, rajout d'appendices aérodynamique, rajout de prise d'air, etc.
Une "World Rally Car" (WRC) est une variante d'un modèle de voiture déterminée, homologuée au préalable en Groupe A et doit donc être constituée comme un véhicule de Groupe A. Ces voitures doivent avoir été fabriquées à au moins 2500 exemplaires identiques en 12 mois consécutifs.
Cette nouvelle réglementation fut un succès, et permit l'arrivée de nouveaux constructeurs en WRC tels que Seat, Skoda, Peugeot, Citroën, etc., des constructeurs qui étaient limités par leurs gammes de modèle.
Depuis 2002, tous les constructeurs présents WRC sont engagés via cette réglementation. Le dernier constructeur ayant utilisé une « simple » Groupe A étant Mitsubishi, avec son modèle Lancer Evo VI.
En 2011, la réglementation a évolué et n'autorise plus qu'une cylindrée maximale de 1 600 cm3 + turbo.
En 2017, une évolution des voitures "WRC" est appliquée, celles-ci sont toujours basées sur des modèles de séries modifiées comme les WRC précédentes mais Les moteurs 1 600 cm3 Turbo seront moins bridés et les modifications apportées à la coque et la carrosserie seront plus importantes.
La catégorie WRC suivra une évolution régulière toute au long de sa longue carrière : 
- modifications aérodynamiques plus importantes,
- gestion des ponts évoluant,
- passages vitesse au volant ou au levier,
- vitrage en macrolon remplaçant les vitres de série en verre,
- évolution de la cylindrée,

En 2022, la création des Groupes "Rally" va faire évolué une nouvelle fois le paysage des homologations et véhicules participant au Championnat du monde des rallyes et les voitures "Rally 1" vont remplacer les voitures "WRC".

### Photos
- Citroen C3 WRC

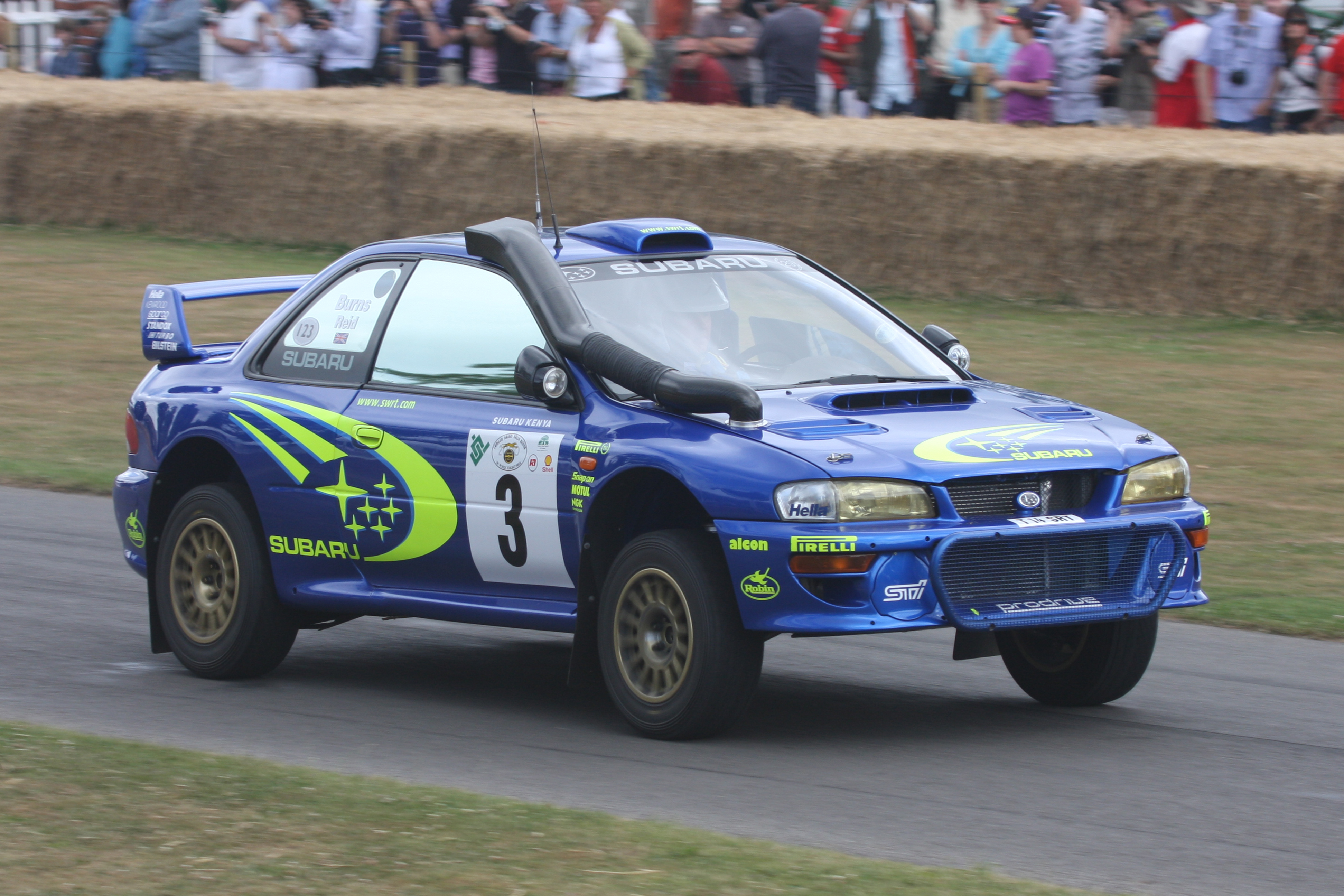
Subaru Impreza WRC 97
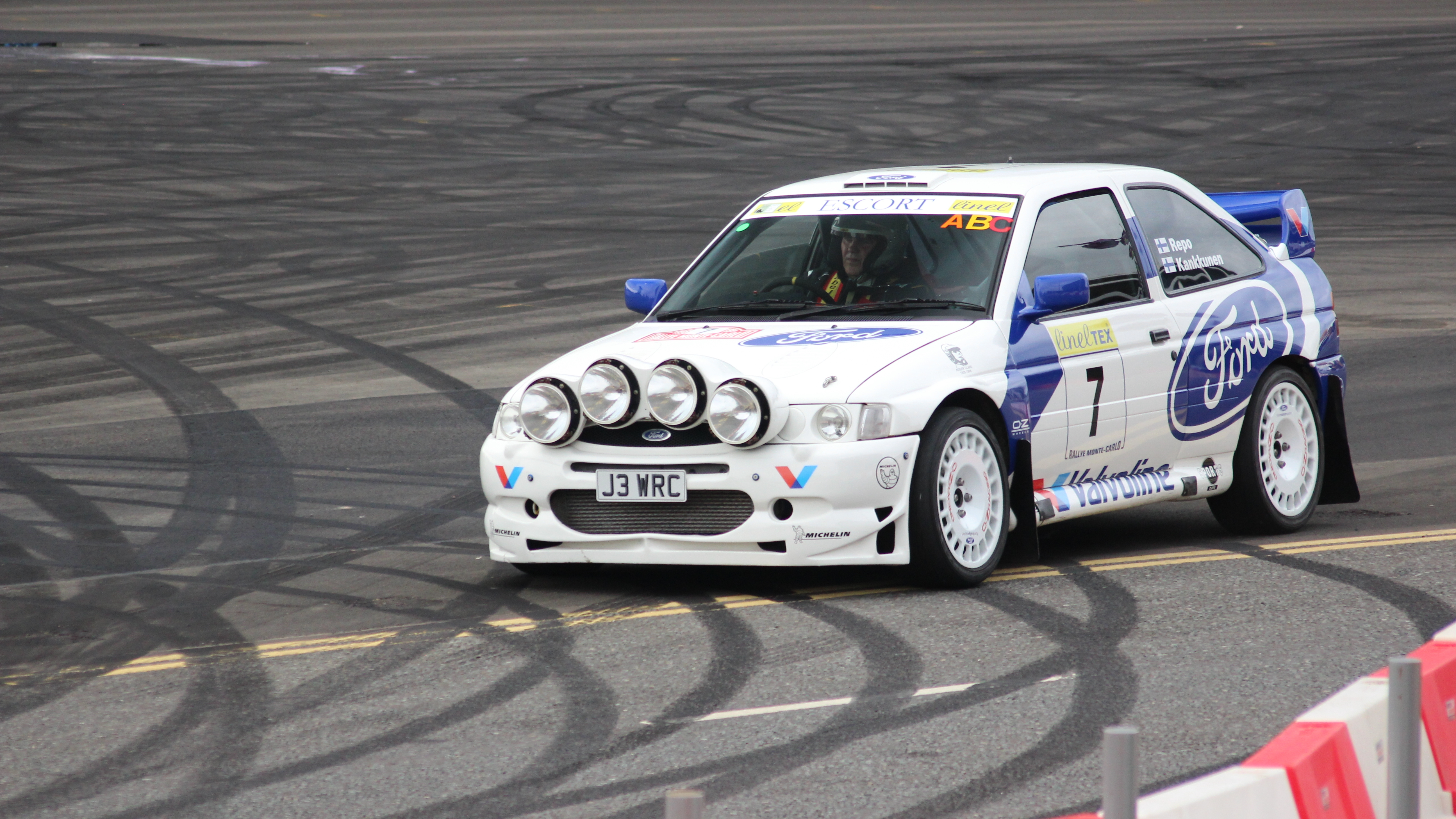
Ford Fiesta WRC

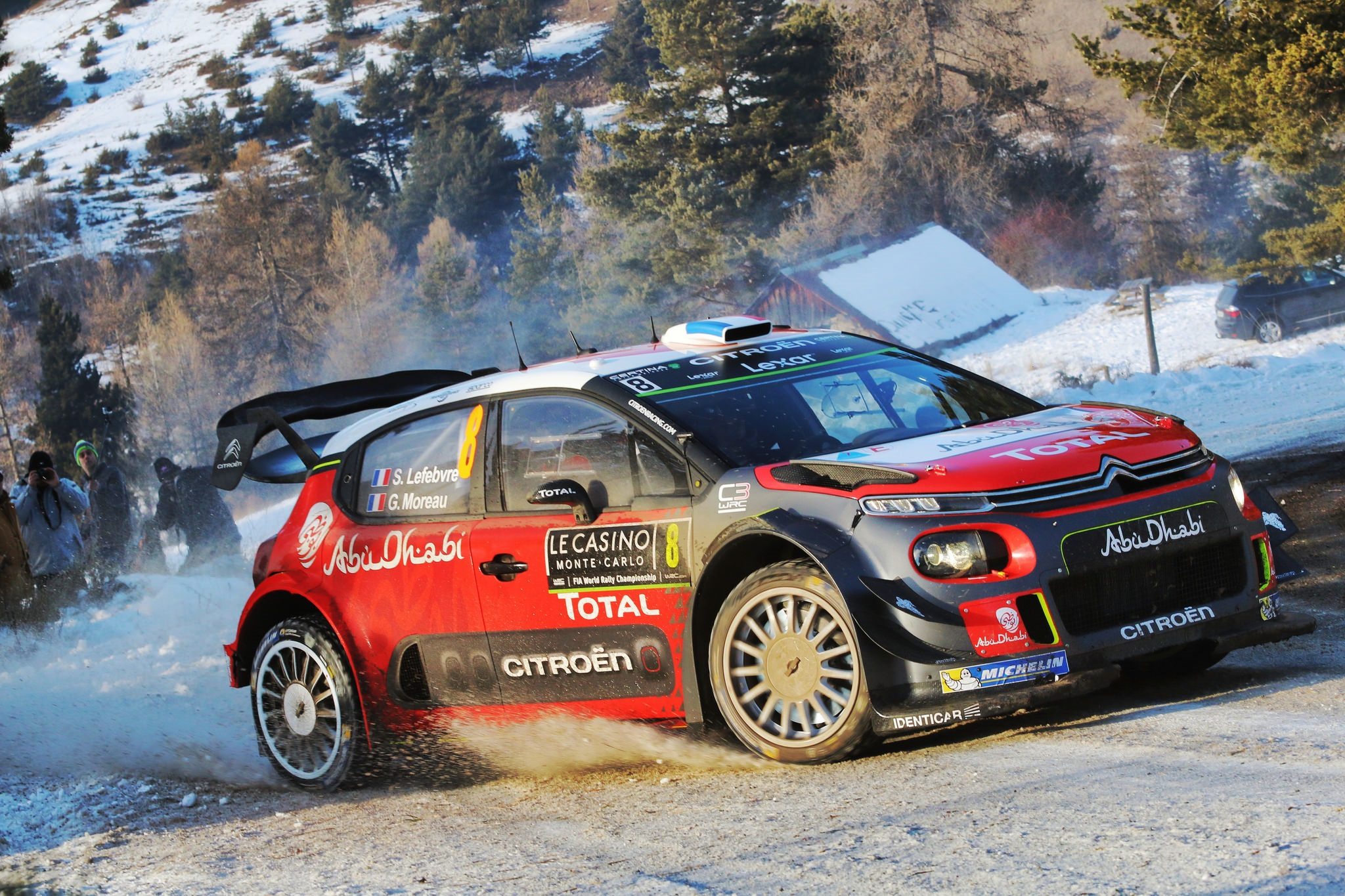
Citroen C3 WRC
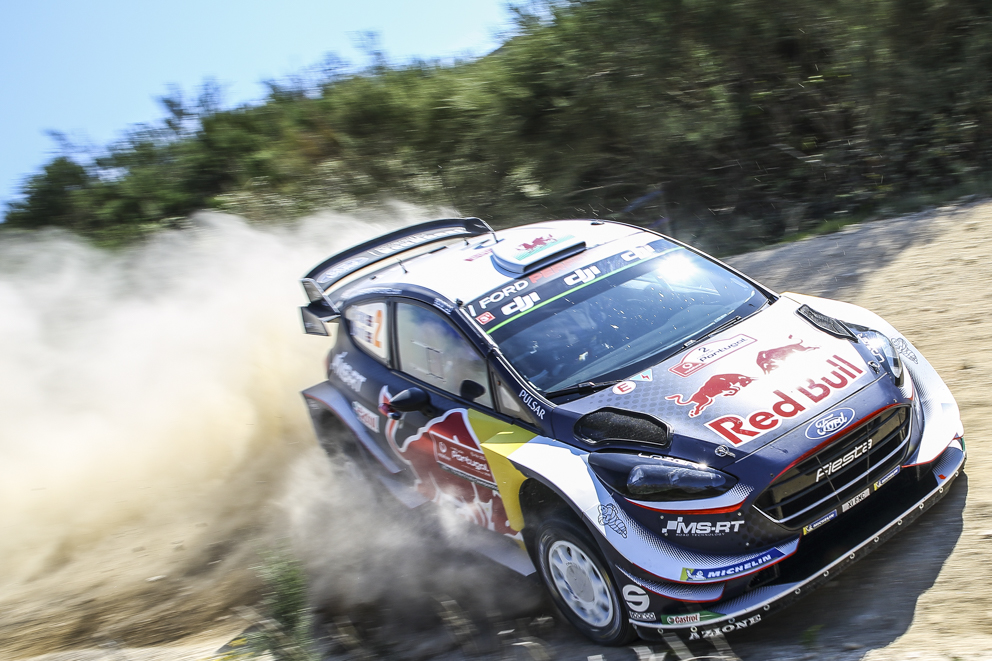
Ford Fiesta WRC
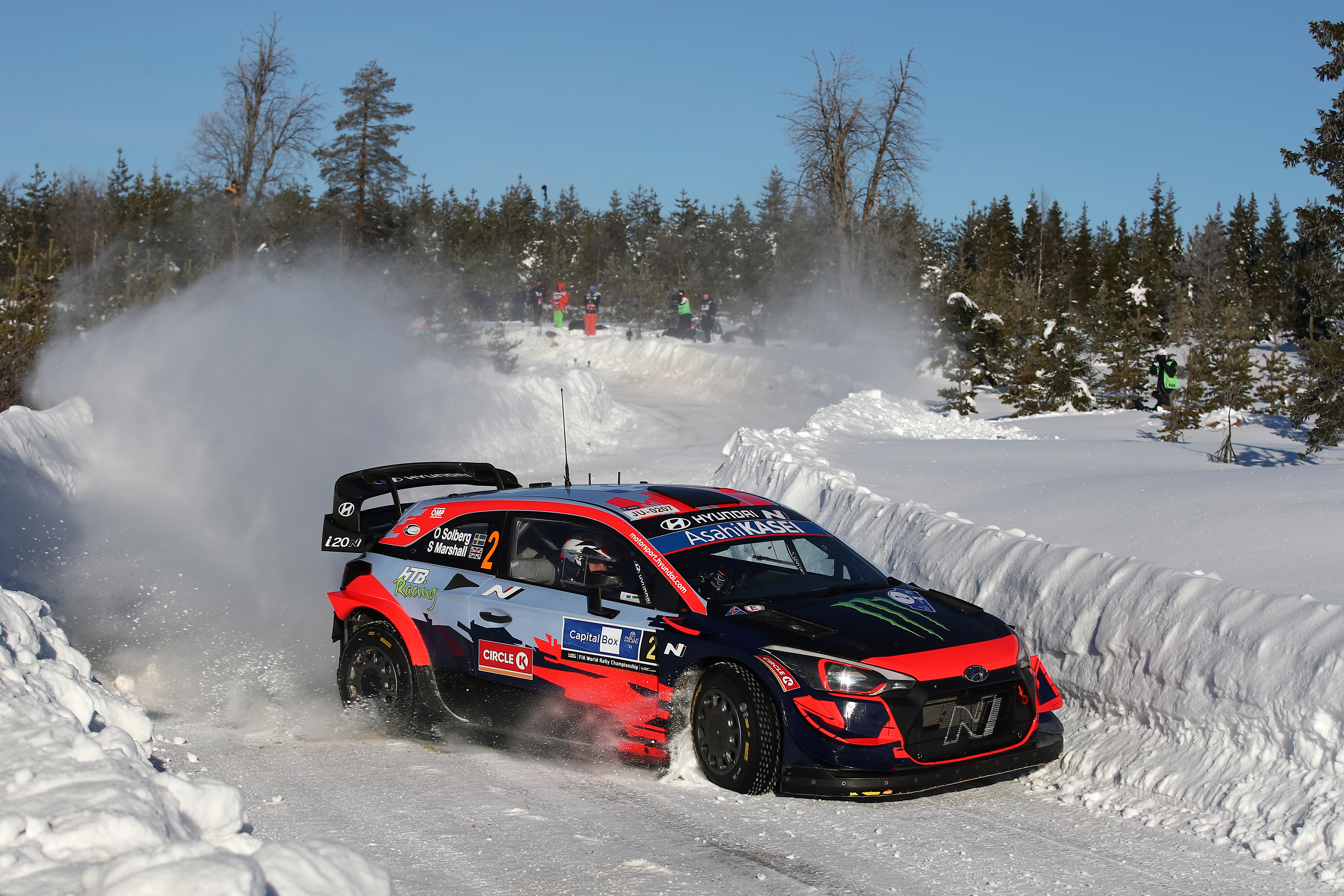
Hyundai i20 Coupe WRC
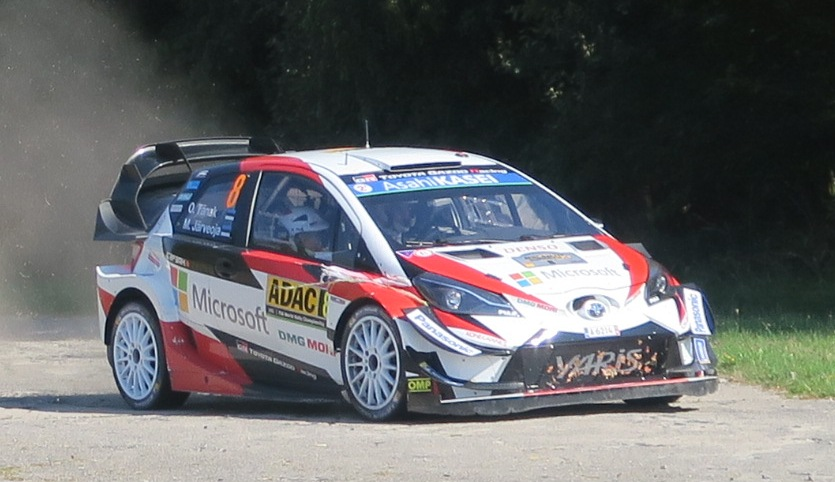
Toyota Yaris WRC
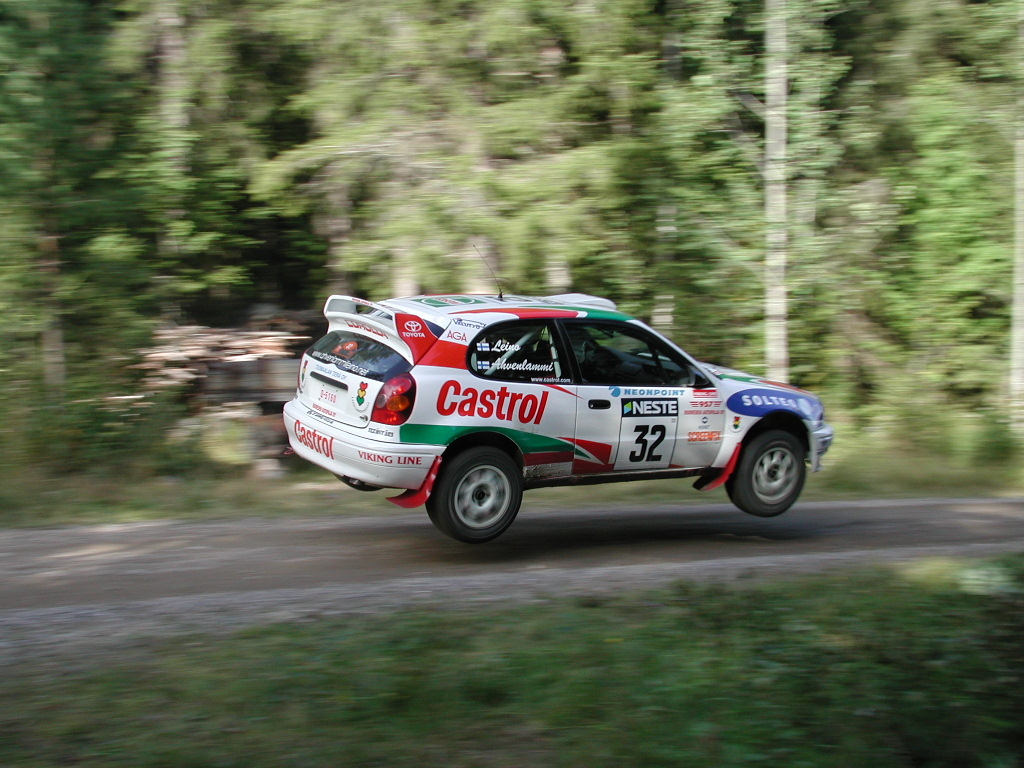
Toyota Yaris WRC
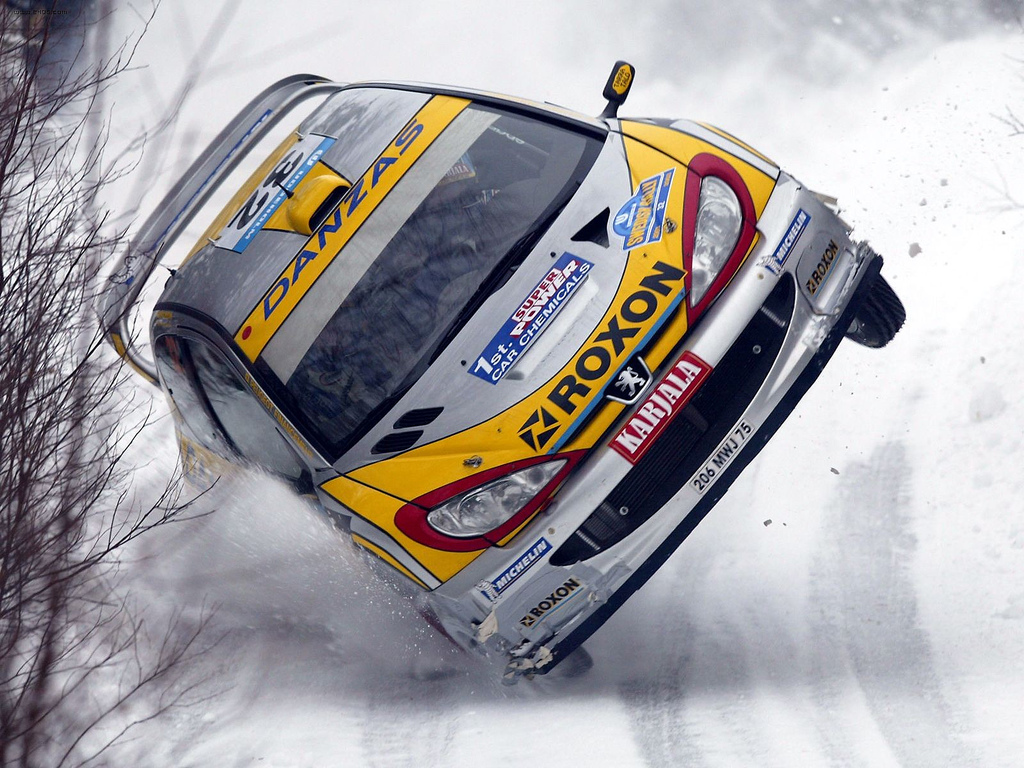
Peugeot 206 WRC
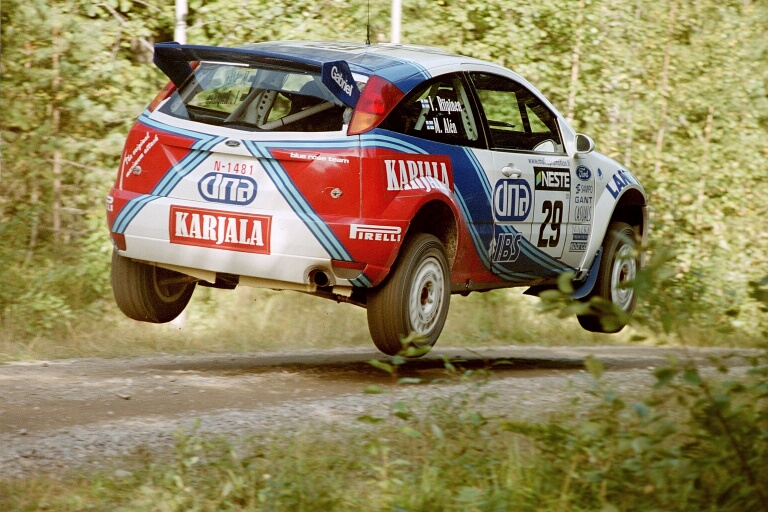
Ford Focus RS WRC 99
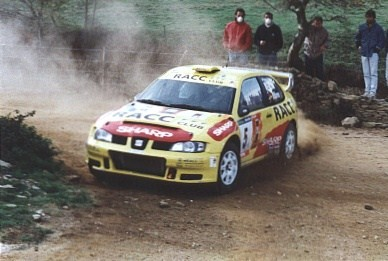
Seat Cordoba WRC
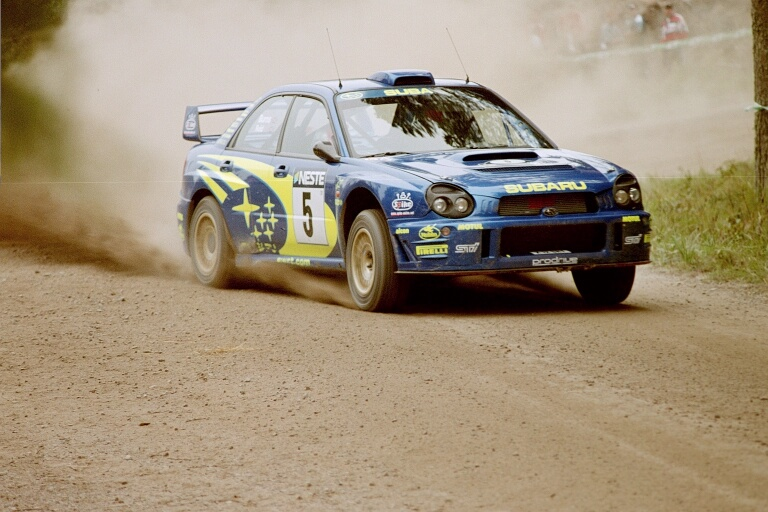
Subaru Impreza WRC 01
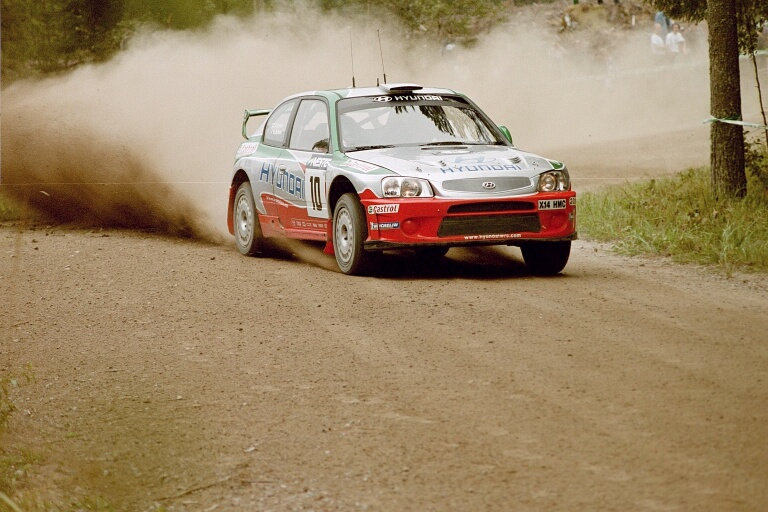
Hyundai Accent WRC
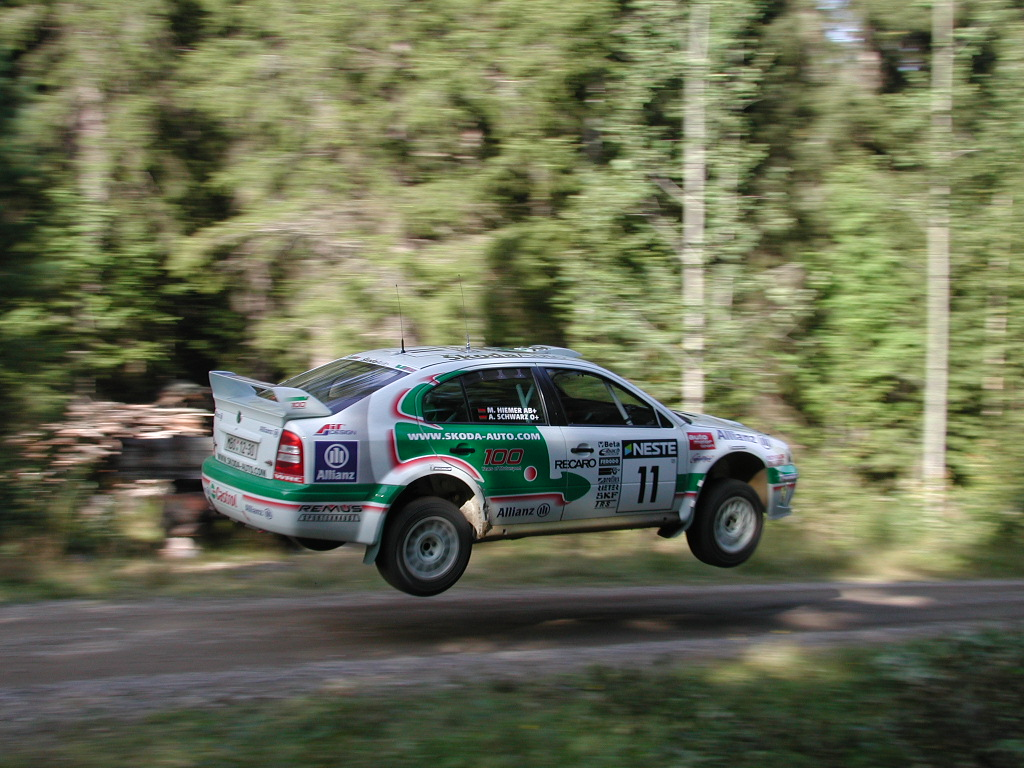
Skoda Octavia WRC
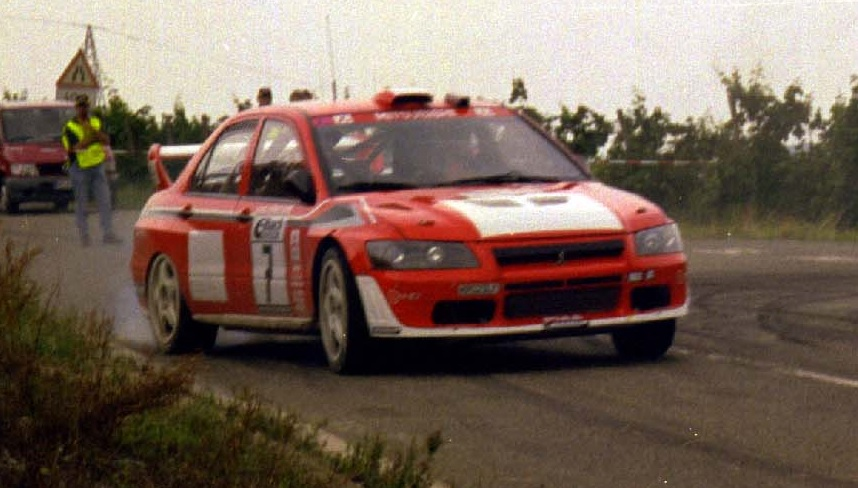
Mitsubishi Lancer Evolution WRC 1
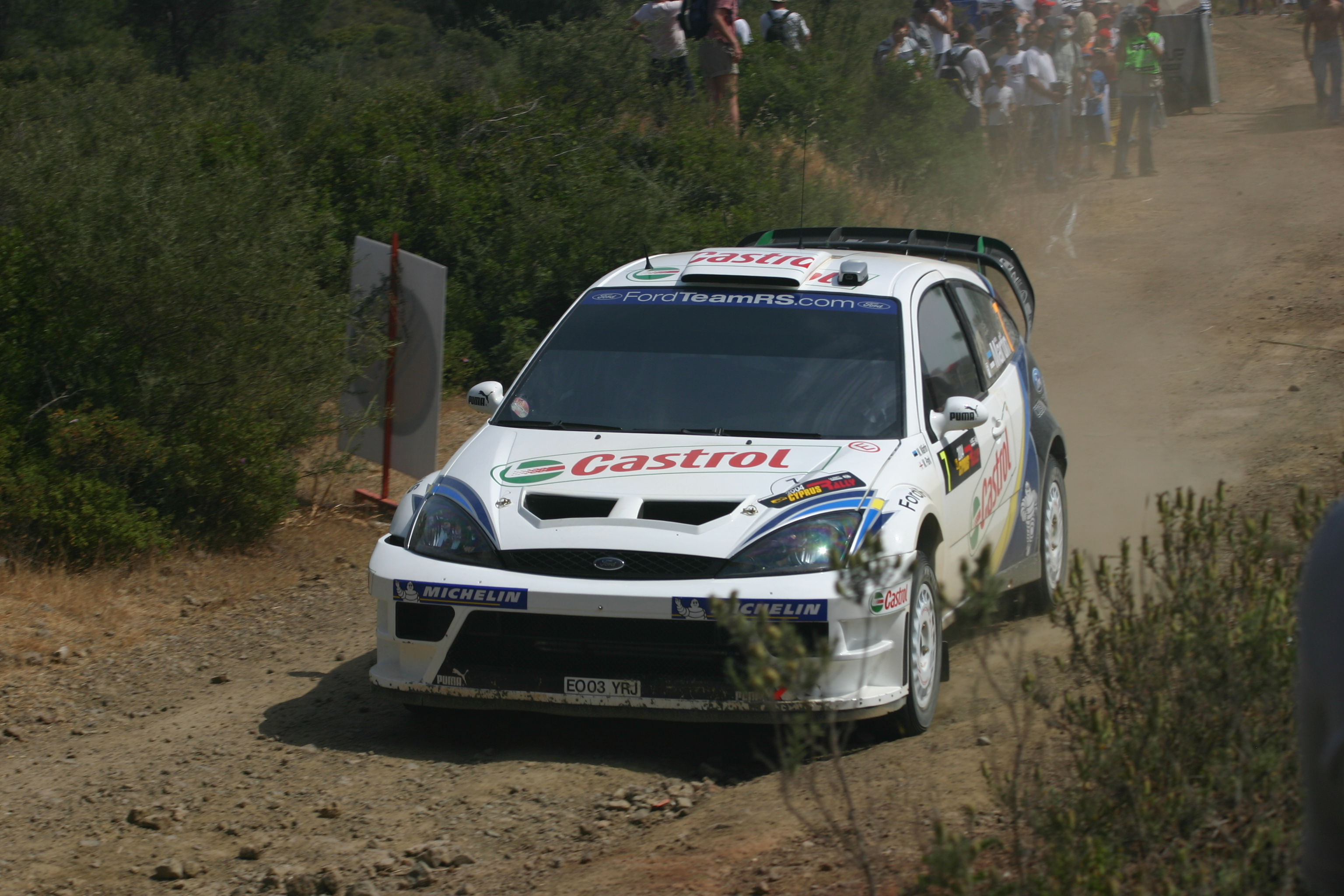
Ford Focus RS WRC 04
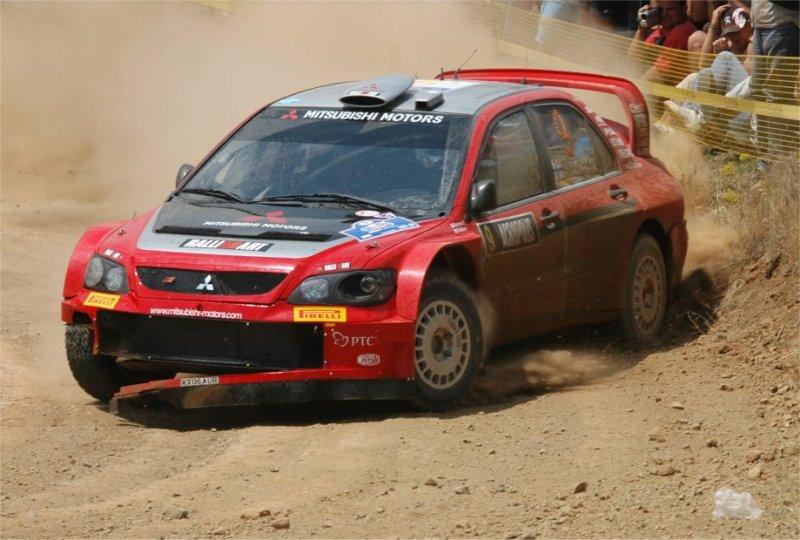
Mitsubishi Lancer Evolution WRC 2
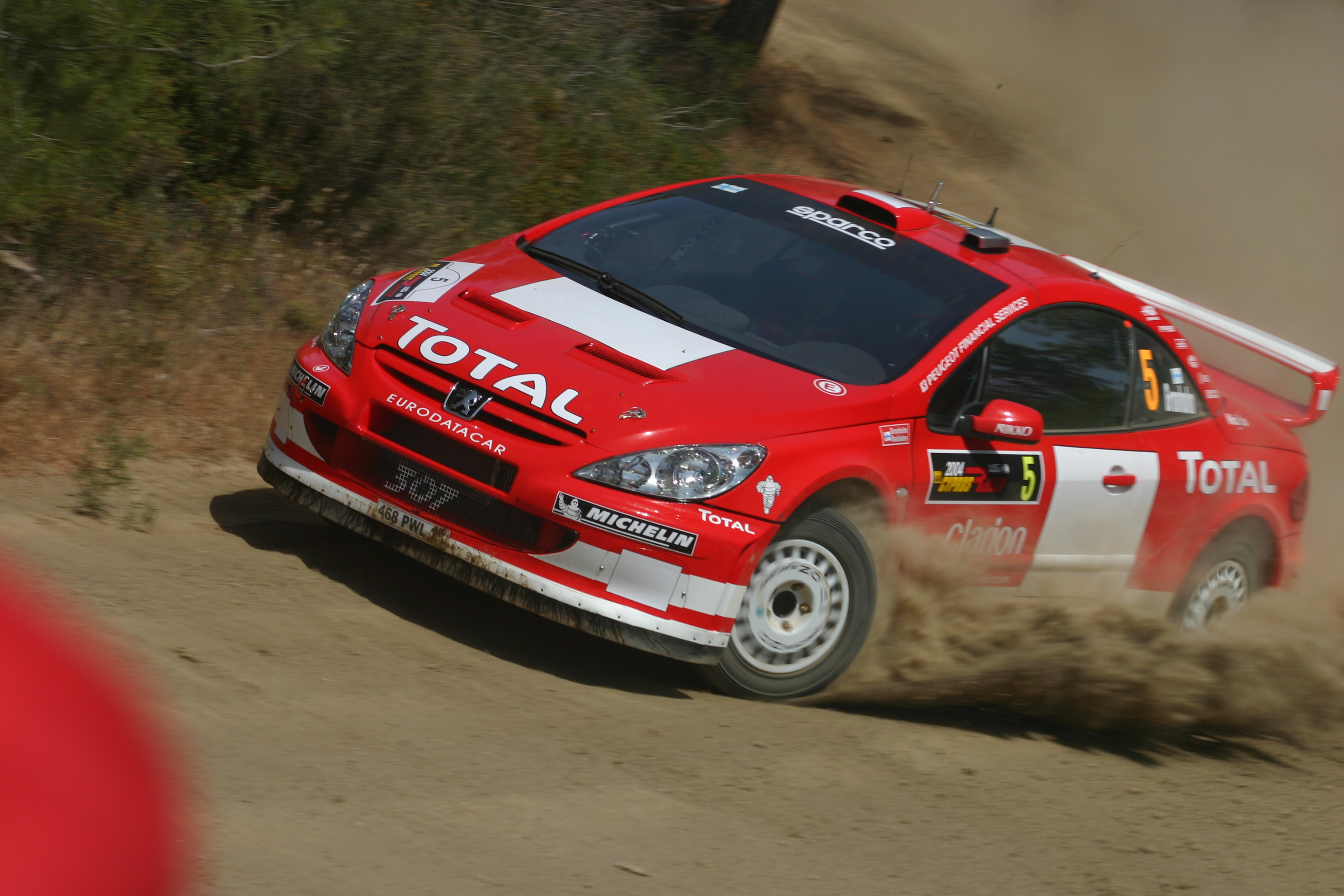
Peugeot 307 CC WRC
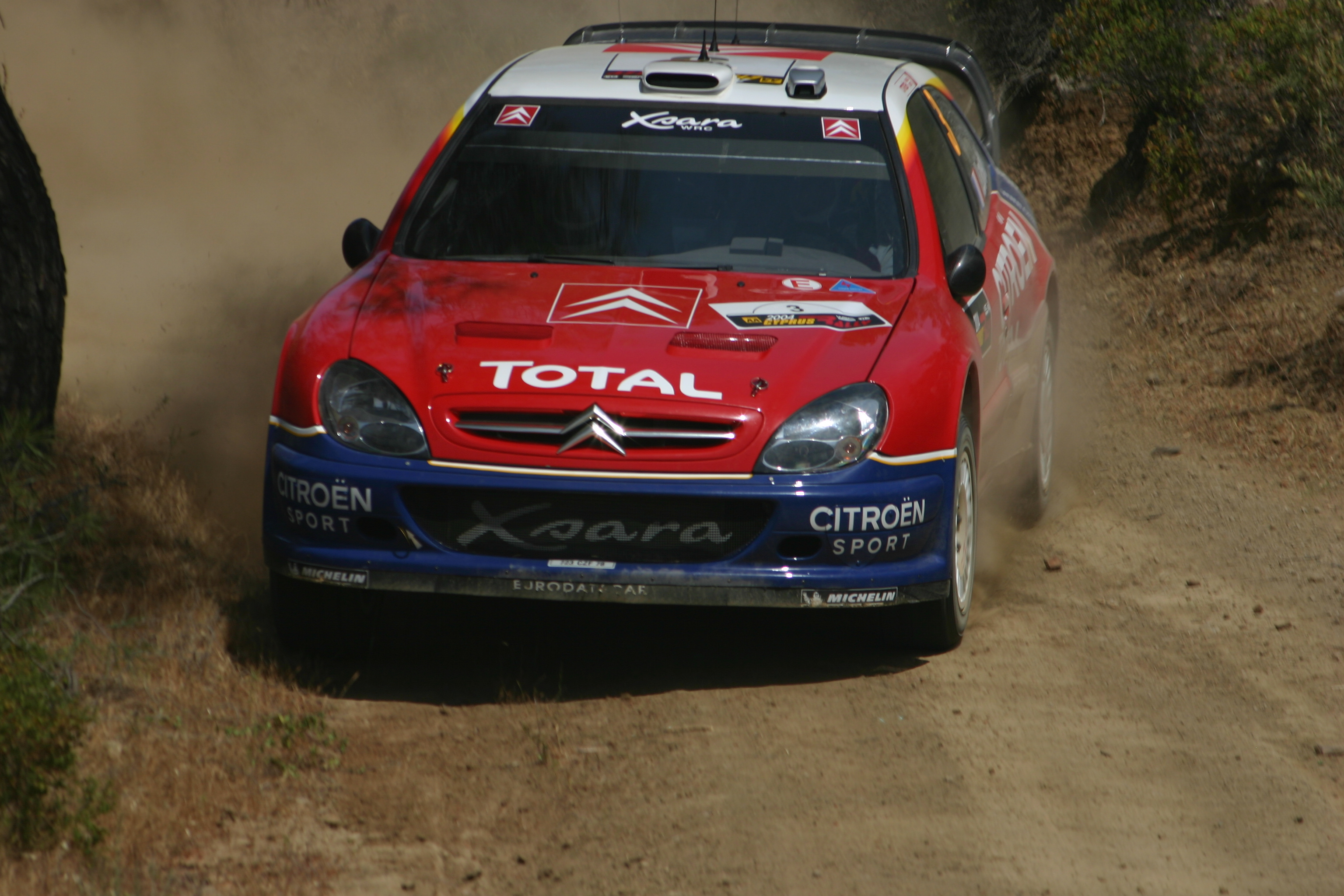
Citroën Xsara WRC
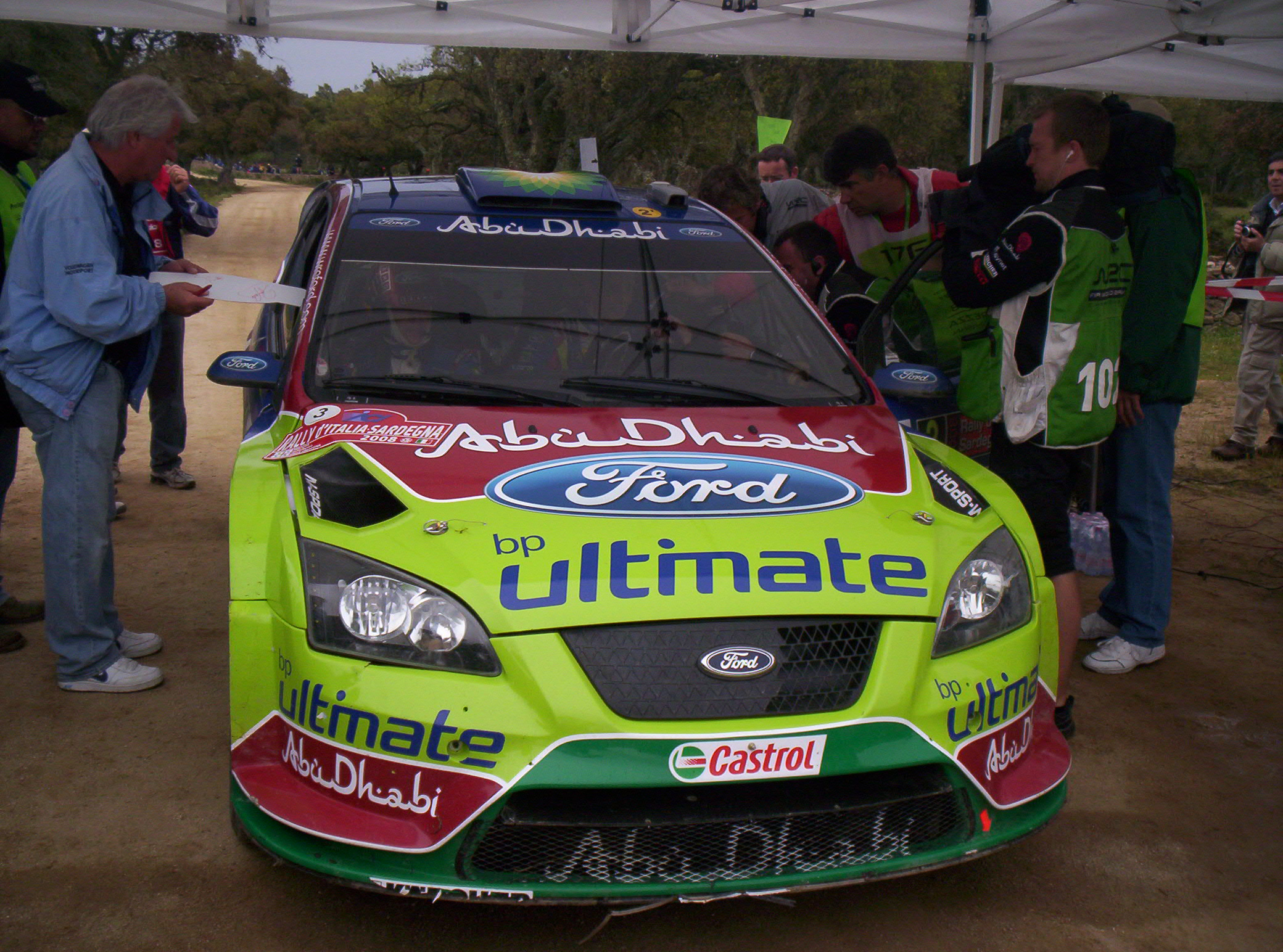
Ford Focus RS WRC 07
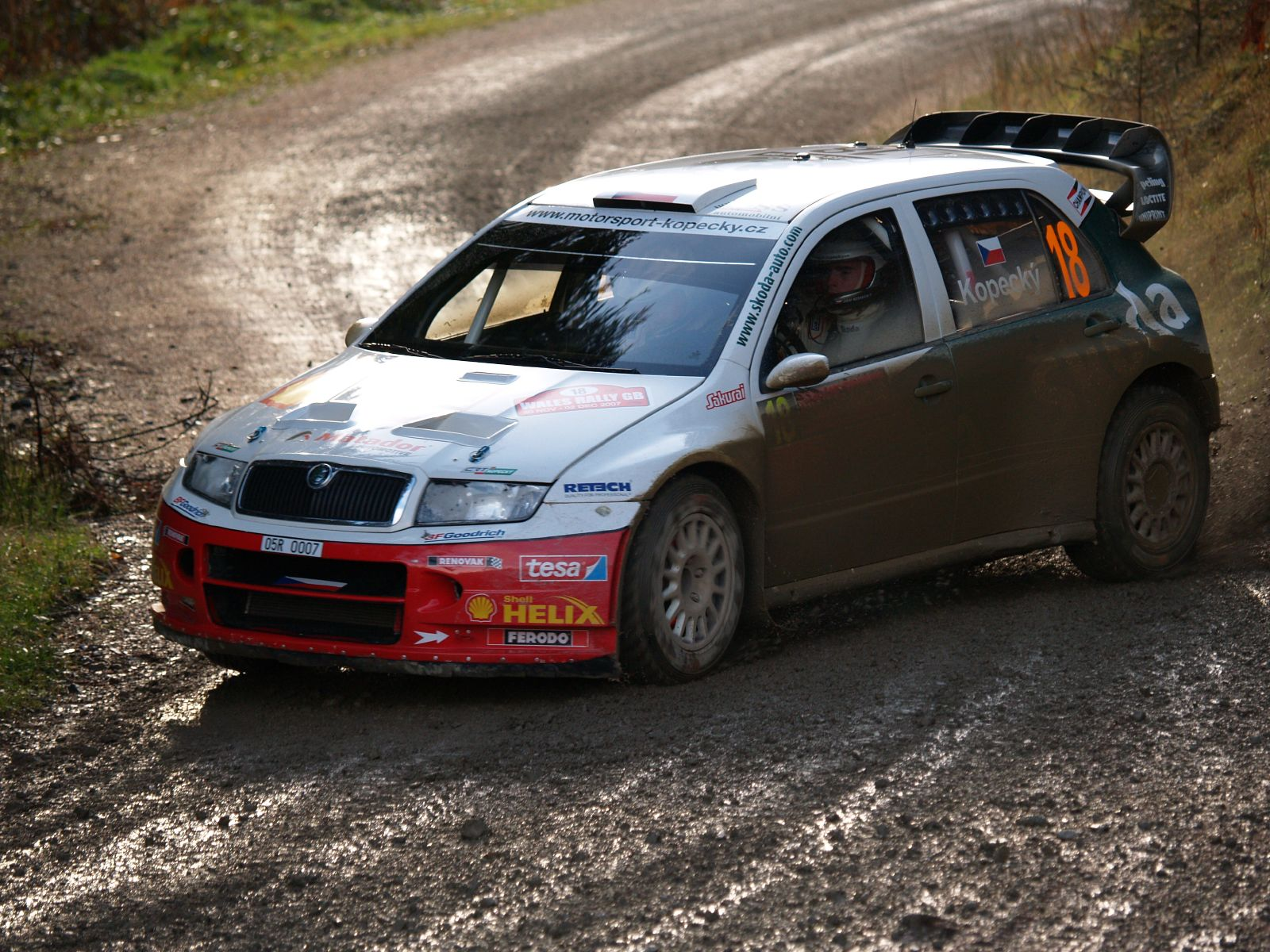
Skoda Fabia WRC
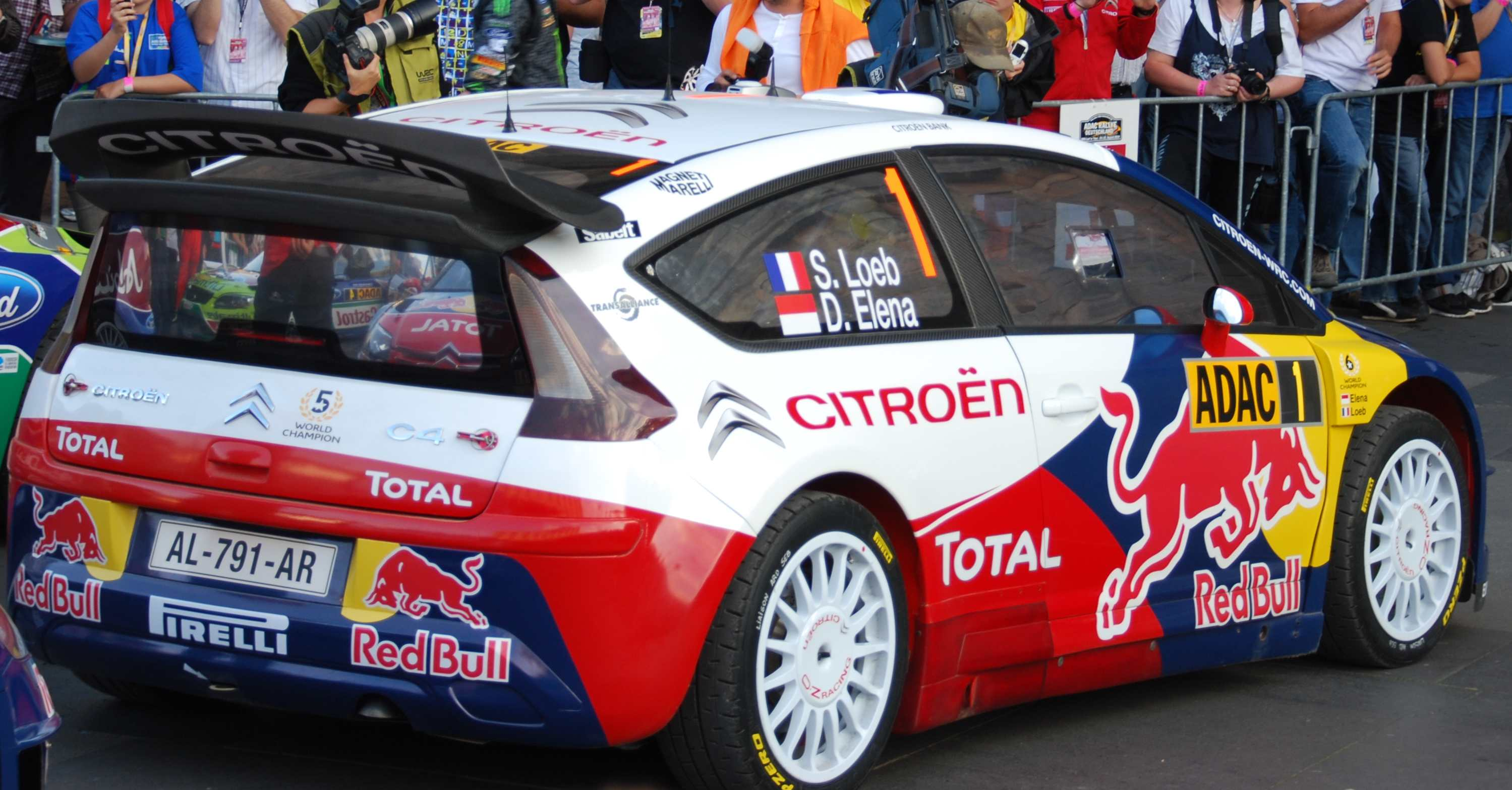
Citroën C4 WRC
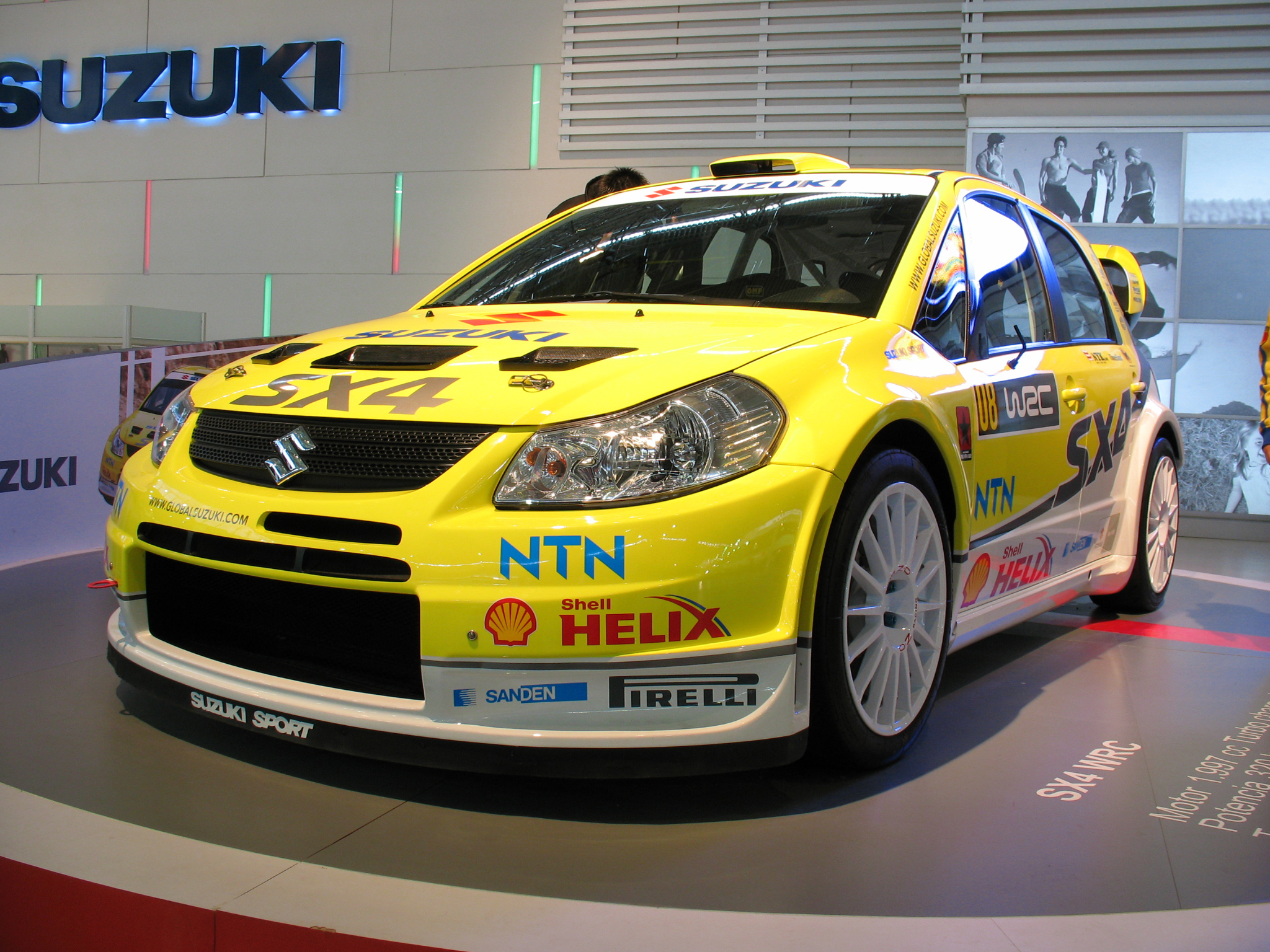
Suzuki SX4 WRC
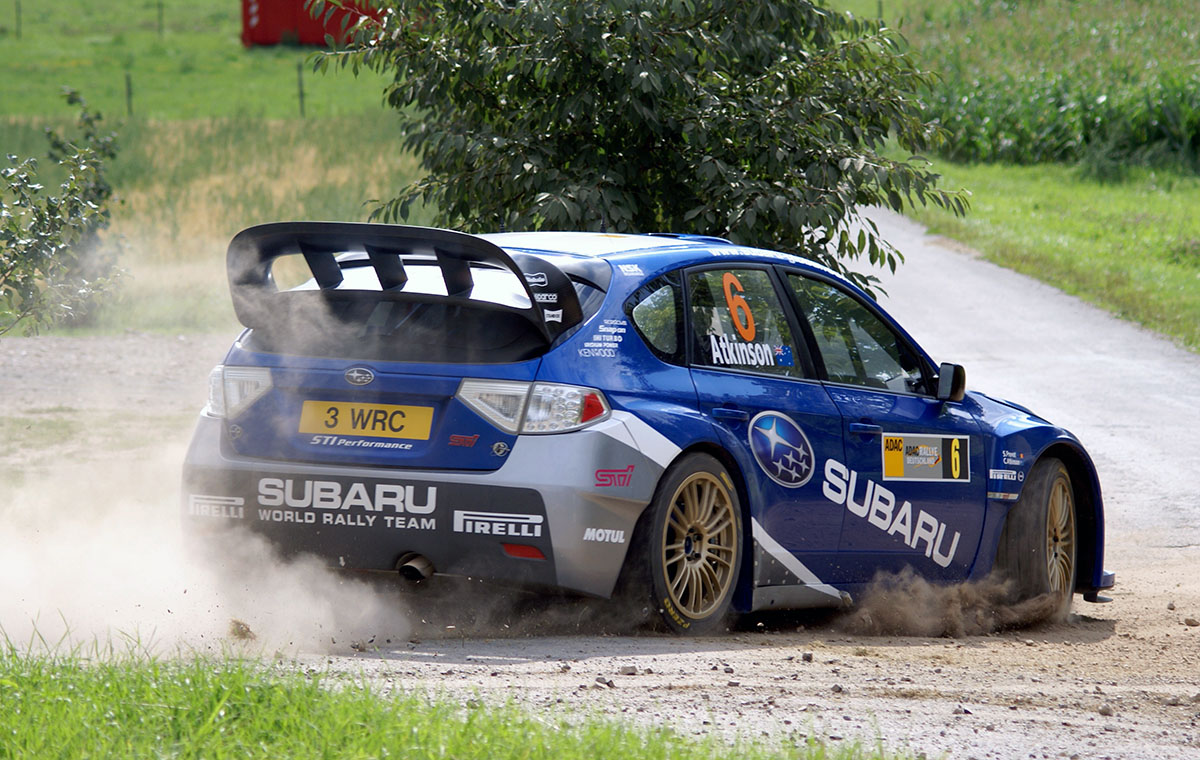
Subaru Impreza WRC 08
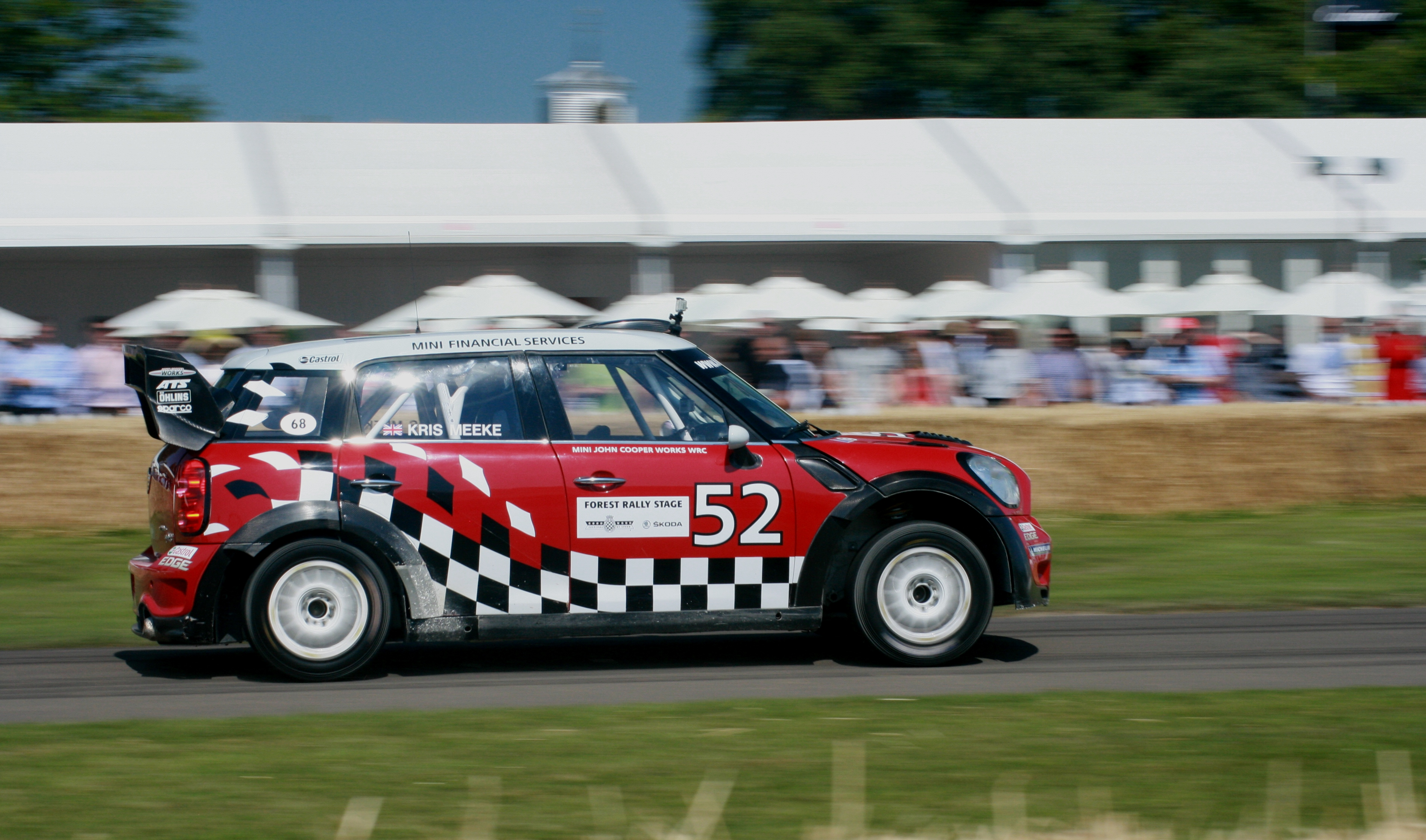
Mini Cooper WRC
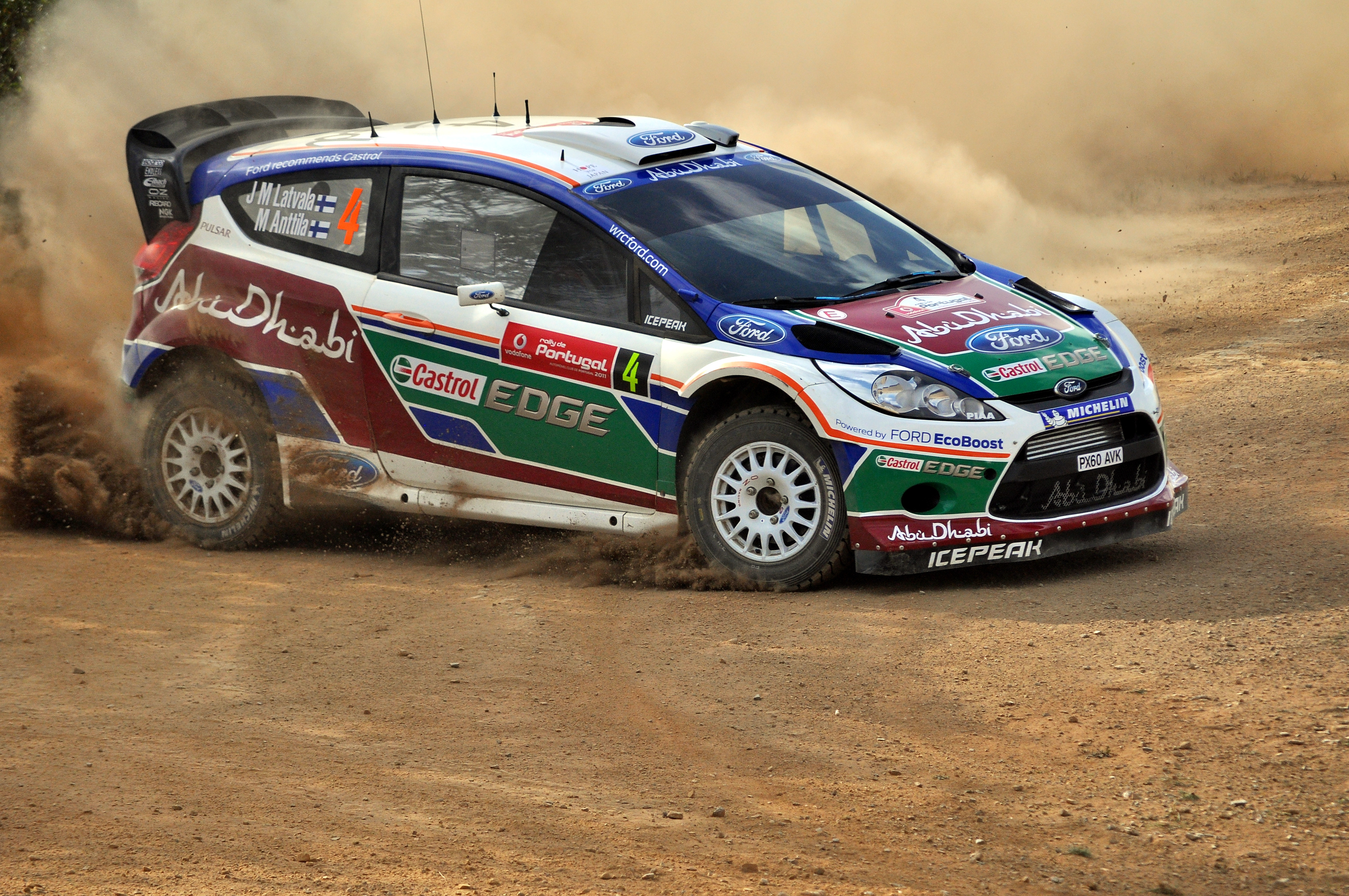
Ford Fiesta RS WRC
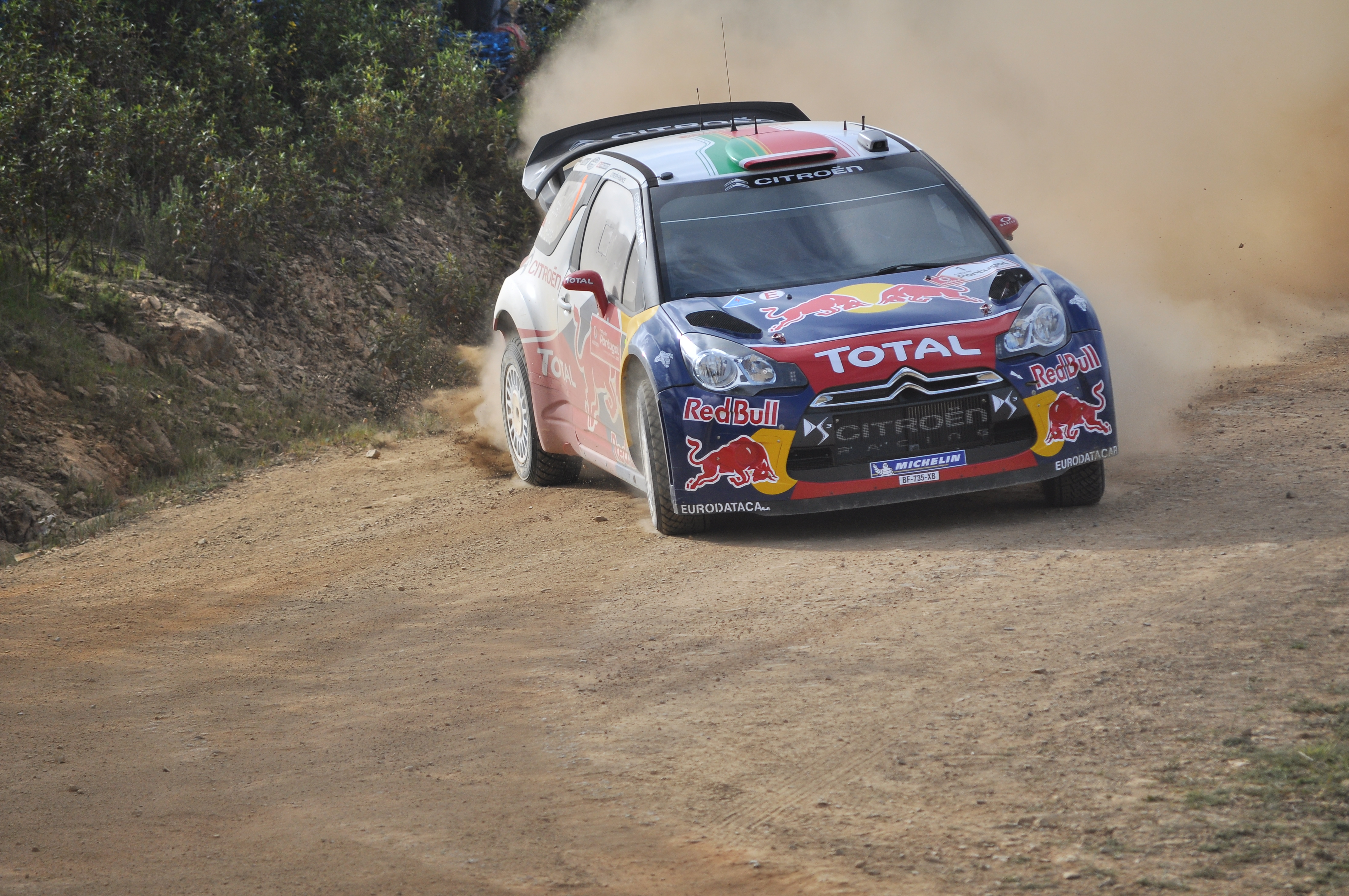
Citroën DS3 WRC
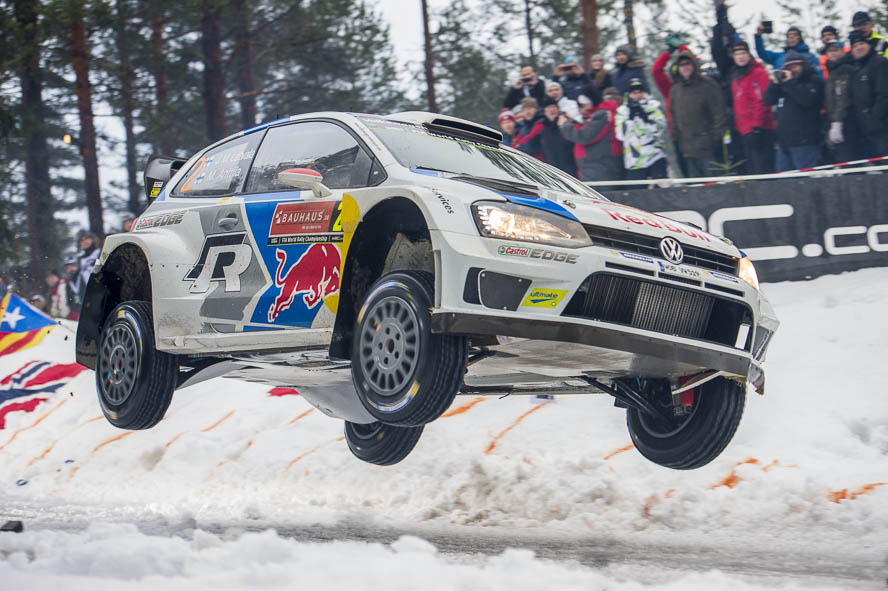
Volkswagen Polo R WRC
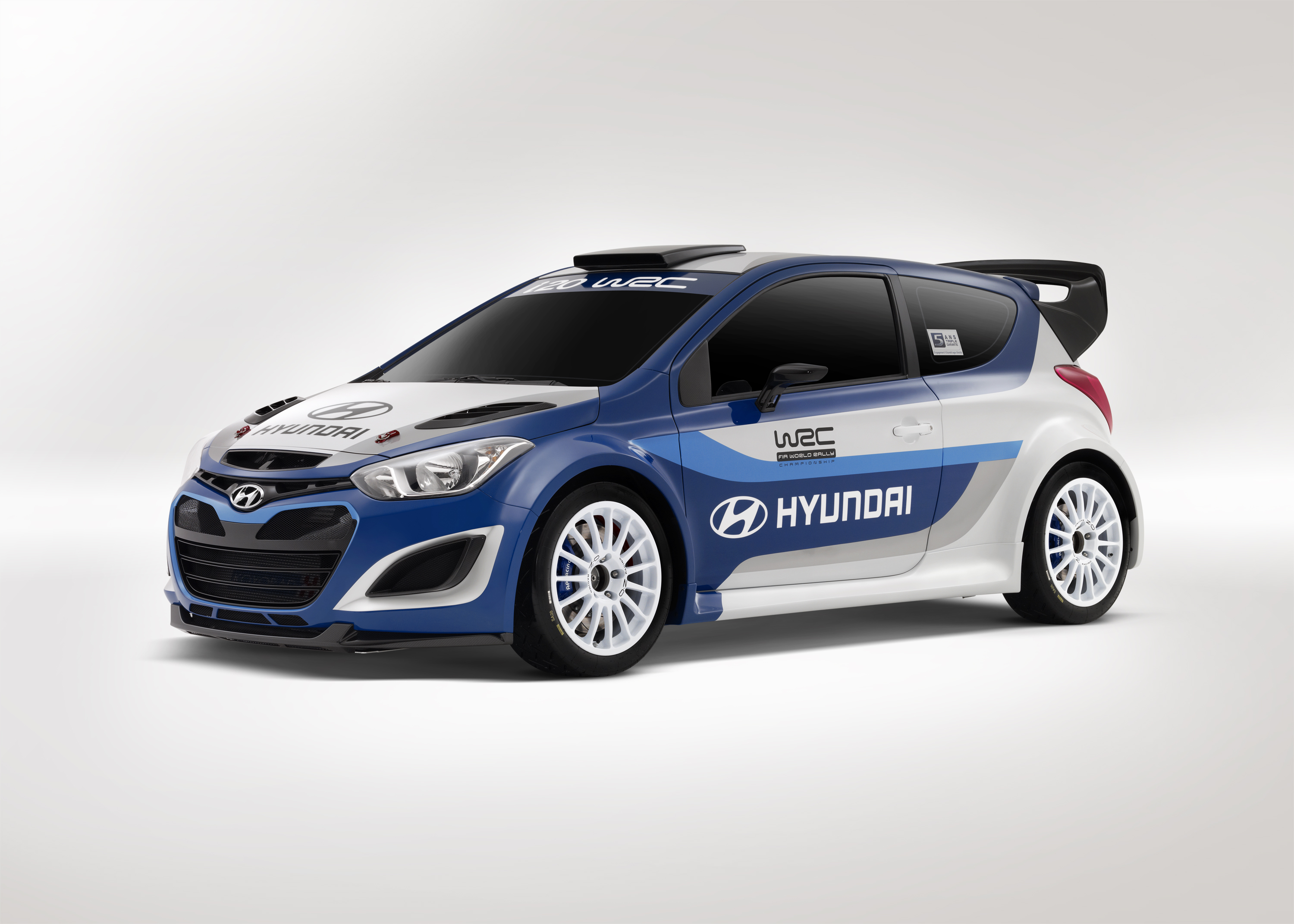
Hyundai i20 WRC
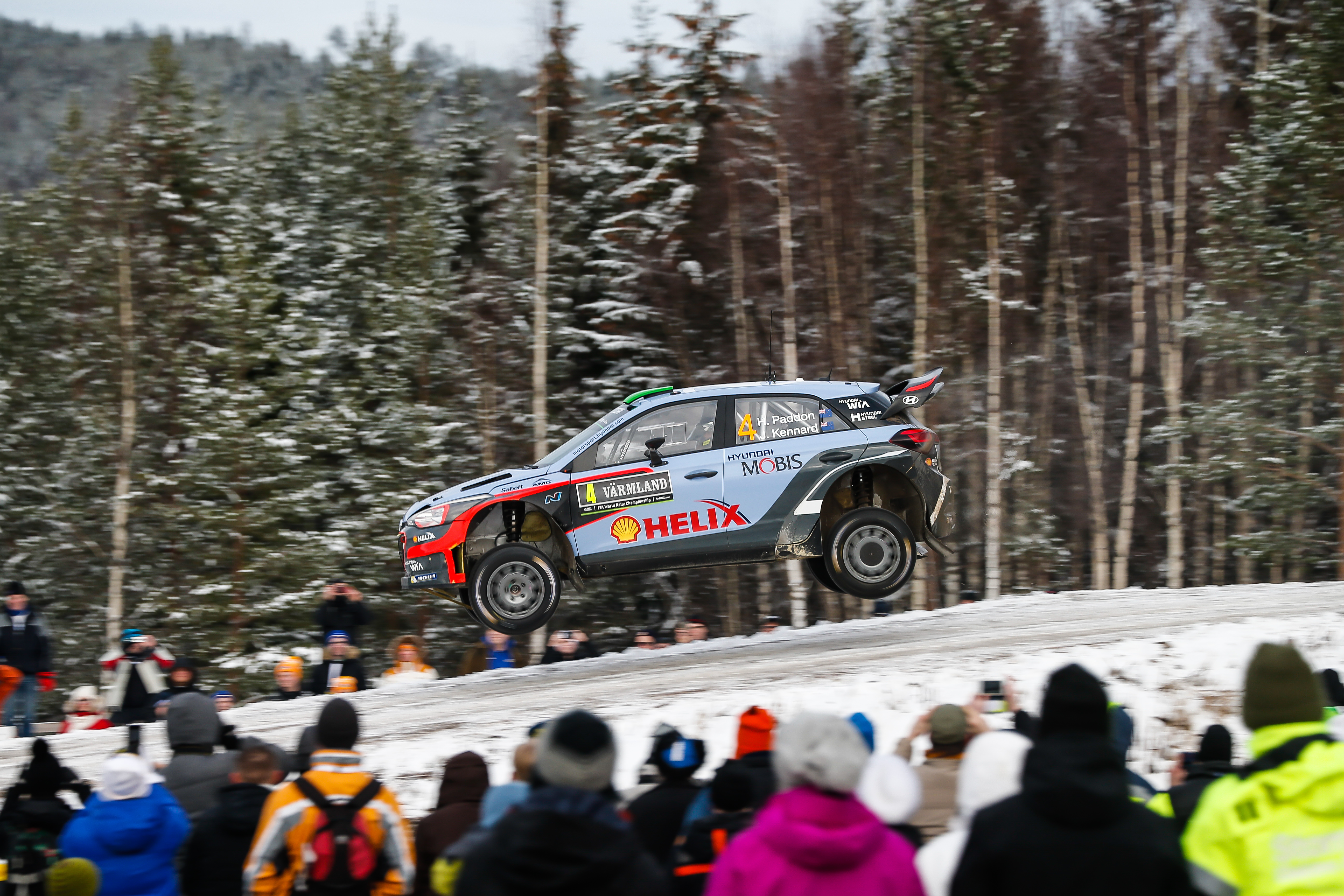
Hyundai i20 NG WRC

## Catégorie Kit-Car: 2L World Cup (1994-1999)

### Historique
Dans le but d'attirer de nouveaux constructeurs et de moderniser son règlement, La FIA crée dès 1994 la coupe du monde des voitures 2L (2L World Cup). Cette coupe se déroule en parallèle de certaines manches WRC et dans certains rallyes ex-WRC subissant l'alternance.
Cette coupe est réservée à des véhicules Kit-Car, permettant à la FIA de proposer une évolution possible du règlement WRC.
Les règles de conception sont celles du Groupe A (dimensions, modèles de grande production). Les véhicules 4 roues motrices sont interdits et seuls les moteurs atmosphériques sont autorisés avec une limite de cylindrée à 2 000 cm3. Afin de rendre ces voitures performantes (S'approchant des Groupe A 4RM) pour attirer des constructeurs ne disposant pas de véhicules 2,5L turbo 4RM dans leurs gammes, de plus amples modifications par rapport au Groupe A sont autorisées (poids minimal inférieur à 1 000 kg, modifications des trains roulants, de la caisse ...)
Les Kit-Car seront une proposition de la FIA faite aux constructeurs dans les négociations pour l'établissement de la future règlementation WRC (permettant à de nombreux constructeurs ne disposant pas de modèle 2L Turbo 4RM dans leurs gammes). La FIA l'utiliserait face aux constructeurs : si ceux-ci refusaient la proposition de réglementation des WRC, la FIA menaça de restreindre les modèles à des deux roues motrices sans turbo.
Plusieurs constructeurs (Skoda, Seat, Peugeot, Renault, Citroën, Volkswagen, Ford, Fiat, Hyundai, Opel...) se disputeront la coupe avec des voitures de plus en plus performantes, surtout sur l'asphalte ou les 2RM sont moins pénalisantes, (2e place d'une Peugeot 306 Maxi au rallye de Corse 1998 et deux victoires de la Citroën Xsara Kit-Car au Tour de Corse (Doublé) et rallye de Catalogne 1999).
À partir de fin 1999, les Kit-Car vont voir leurs poids minimal augmentés, ce qui va les rendre moins compétitives, y compris sur les rallyes asphaltes, leur surface de prédilection. La Coupe du Monde 2L sera elle aussi supprimée, pour être remplacé par un championnat "Super 1600" destiné aux jeunes talents.
Dès lors, la plupart des constructeurs de kit-car vont concevoir des voitures répondant à la réglementation WRC.

### Photos

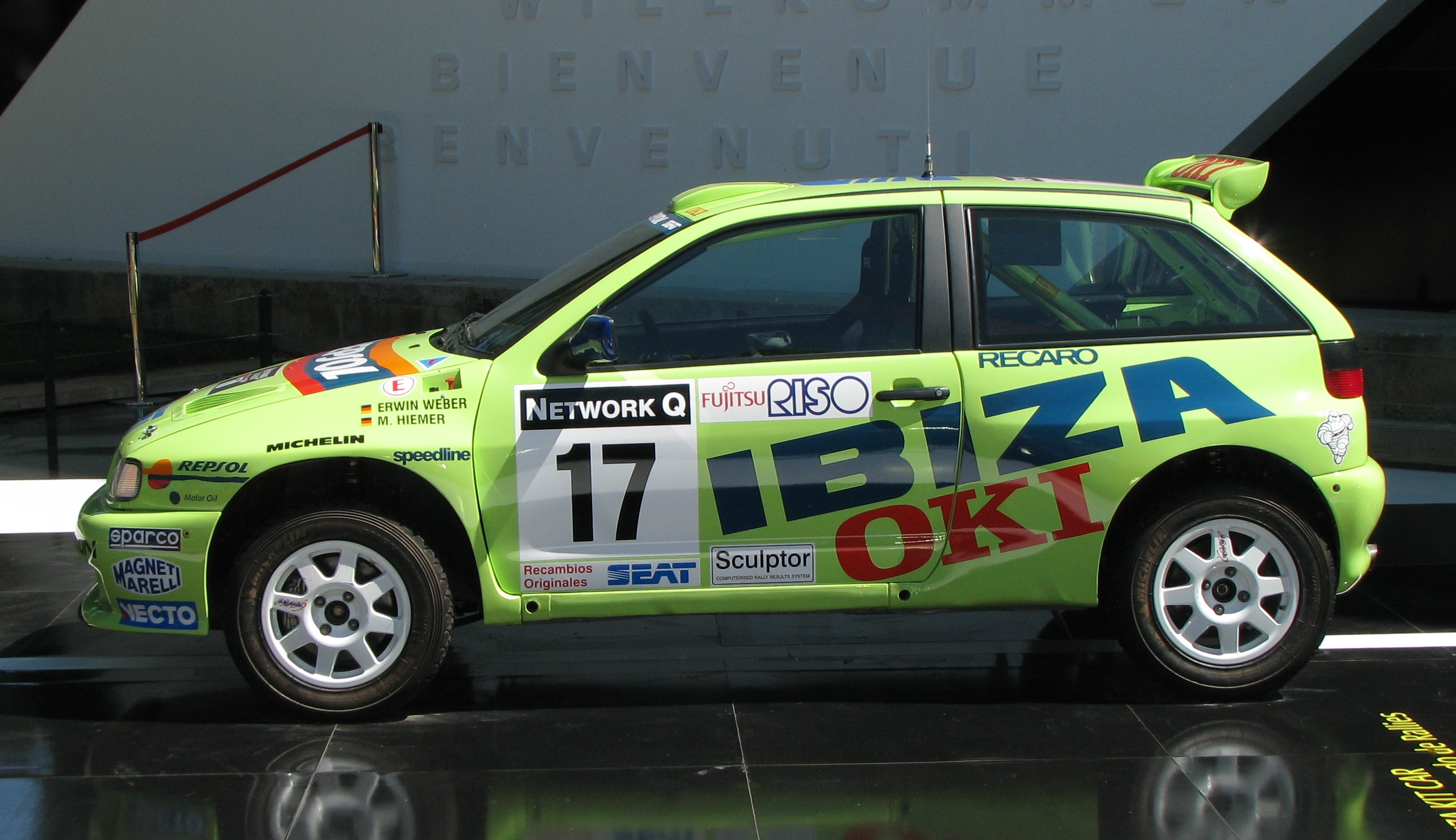
Seat Ibiza Kit-Car
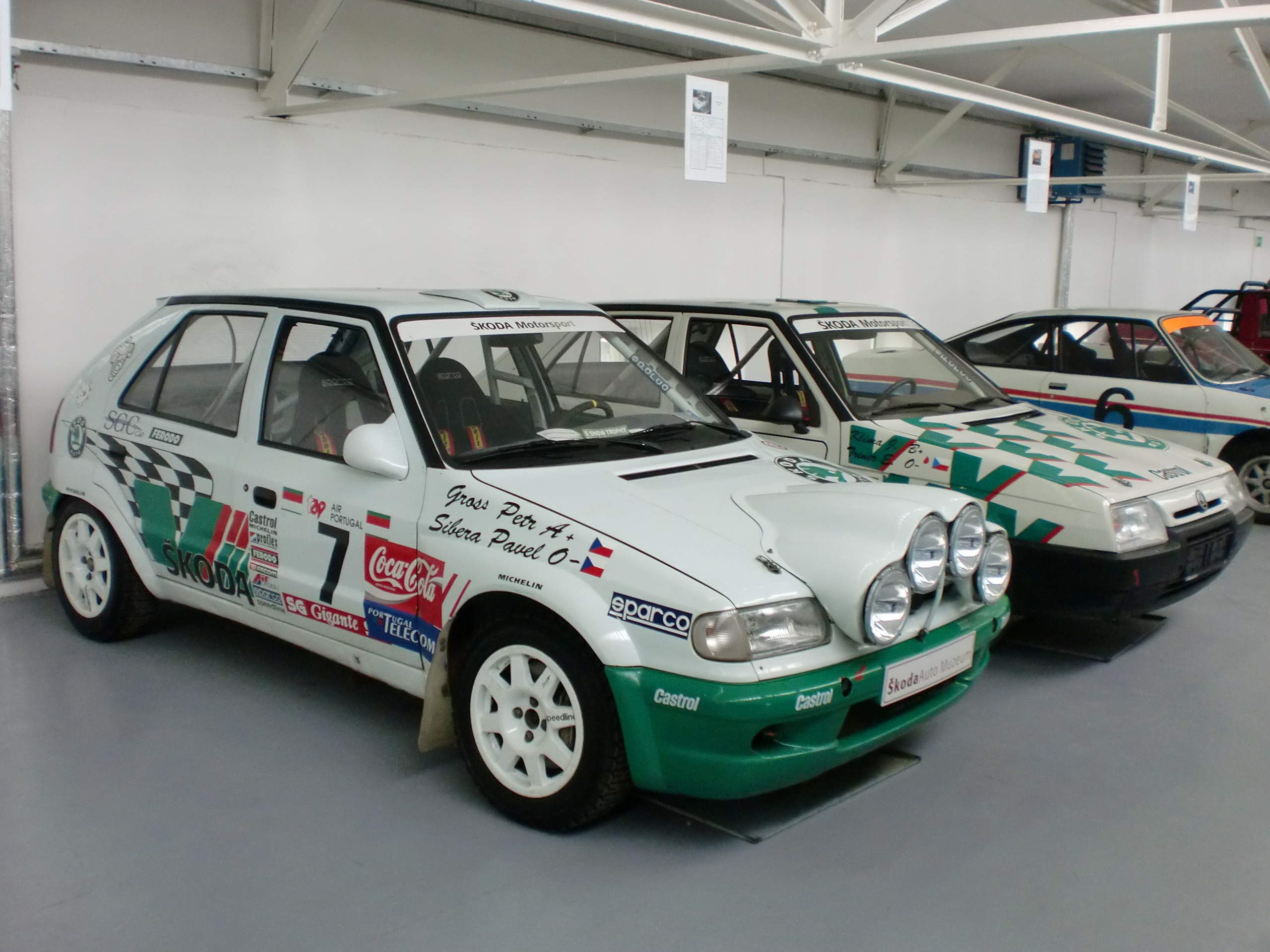
Skoda Felicia Kit-Car
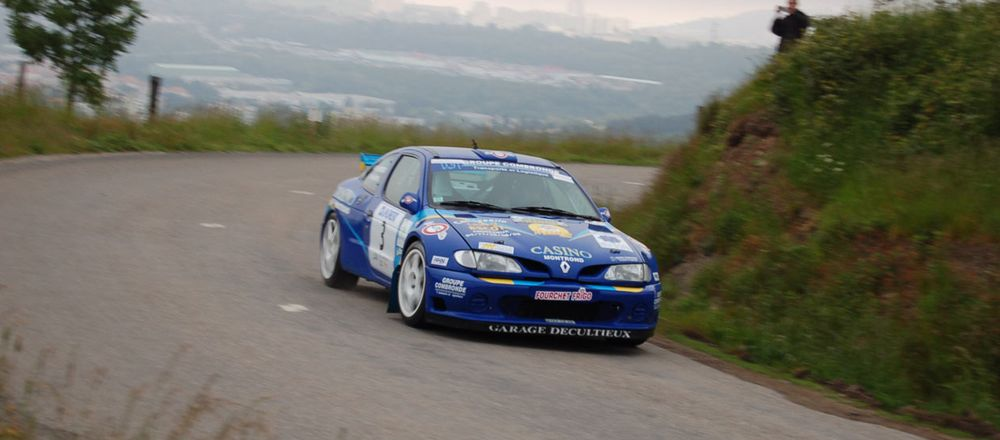
Renault Maxi Megane
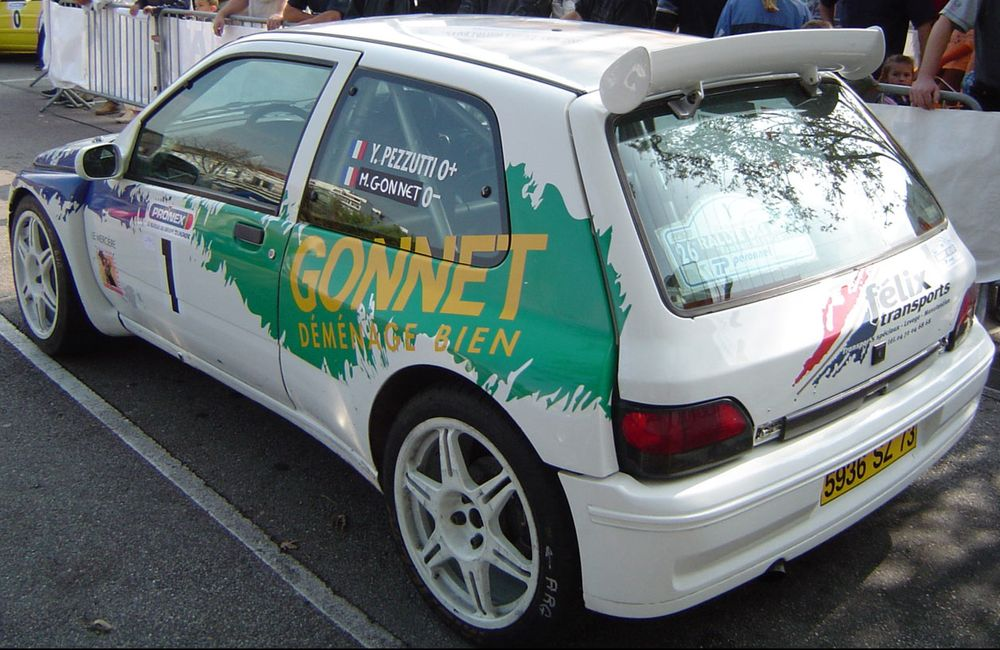
Renault Clio Maxi
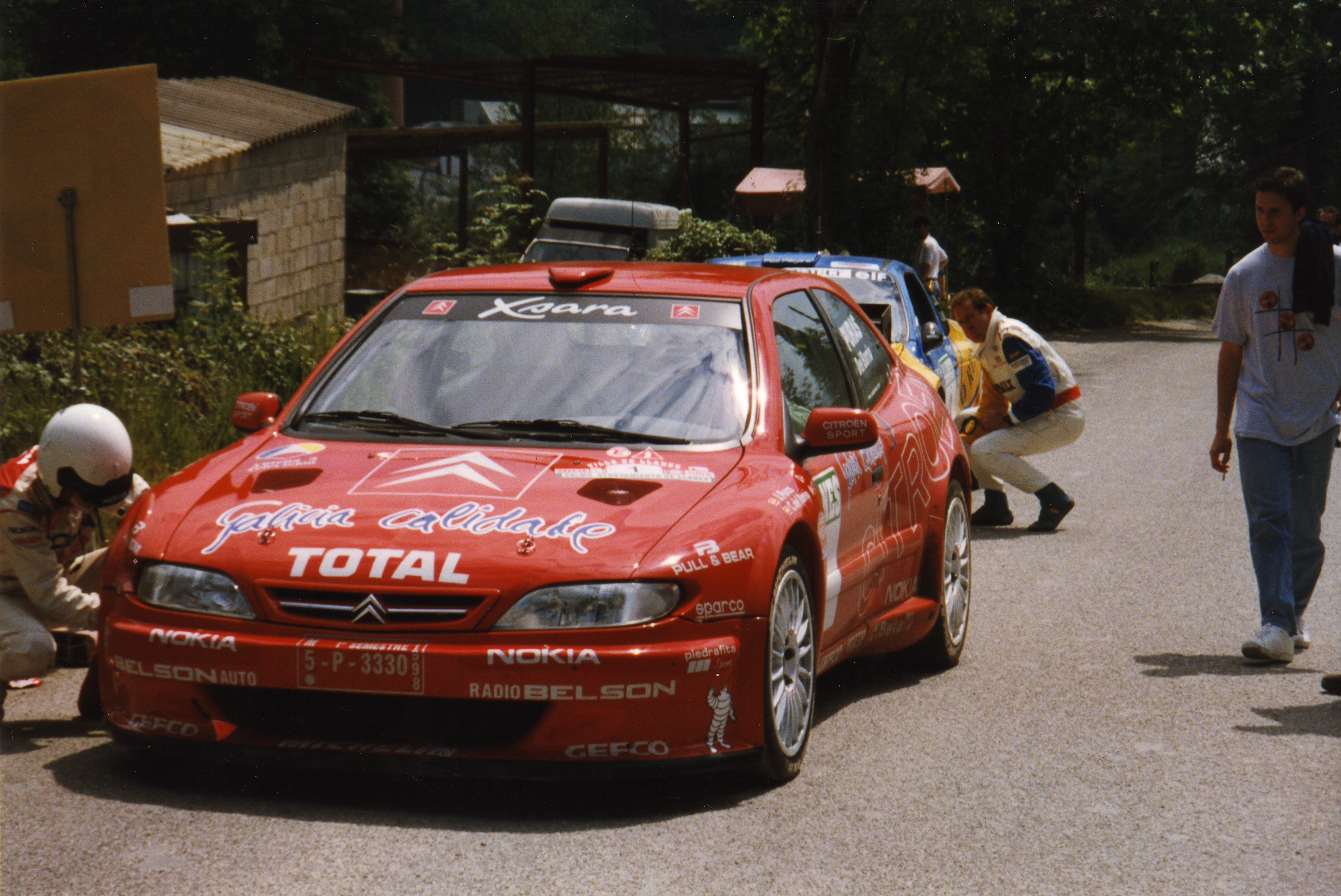
Citroën Xsara Kit-Car
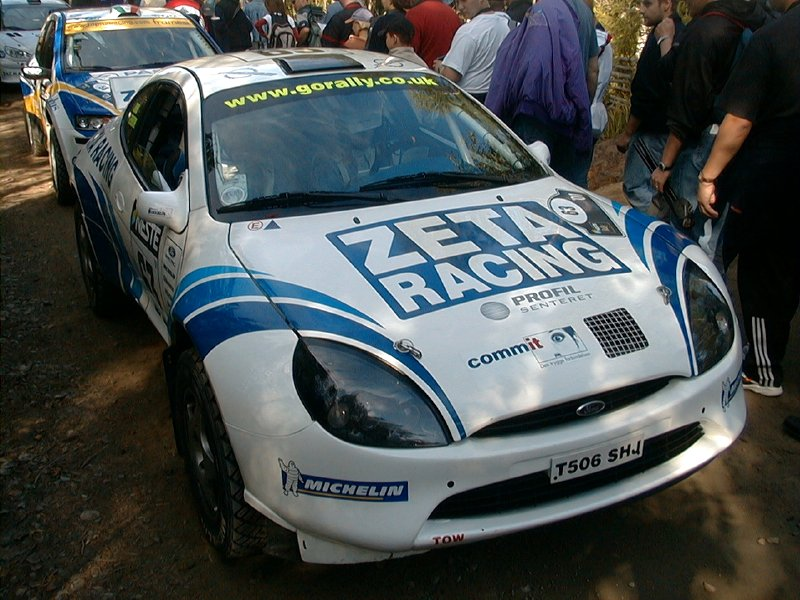
Ford Puma Kit-Car

## Catégorie Super 1600: Junior WRC (2001-2010)

### Historique

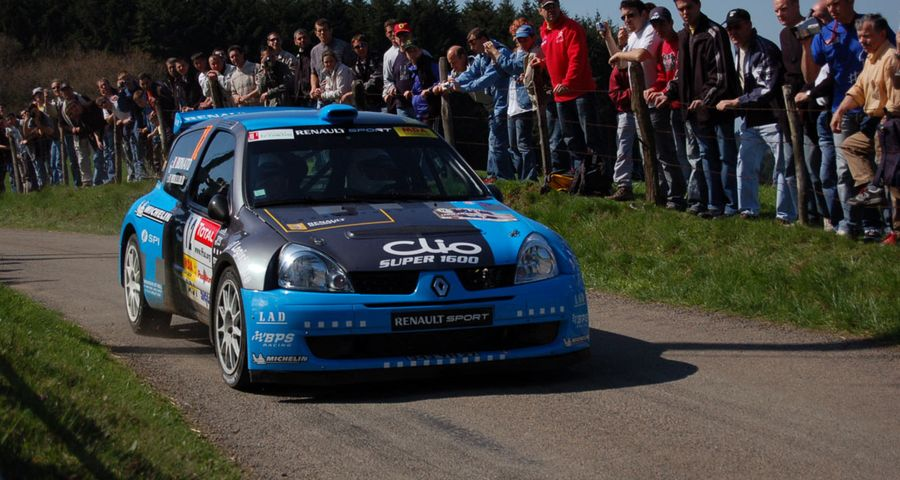
Exemple de S1600 avec la Clio de Bonato-Boulloud.

En 2001, la FIA a créé la sous-catégorie Super 1600, largement inspirée par les Kit-Cars A6. Les voitures sont 2RM équipées d'un moteur de 1 600 cm3. Comme les règlements Kit-Car ou WRC, le règlement Super1600 autorise des modifications châssis (travail de la coque, des points d'encrage de trains, etc), des modifications de carrosserie (rajout d'appendices aérodynamique, rajout de prise d'air, etc.).
Cette sous-catégorie fait l'objet d'un championnat mondial, réservé aux jeunes pilotes, le JWRC (Junior World Rally Championship).
Lors de la création du Groupe R, ces véhicules seront mis en concurrence avec les véhicules de la classe R3 moyen onéreux.
Les constructeurs se tourneront vers les catégories Super2000 ou R3 et arrêteront le développement de Super1600.

### Photos

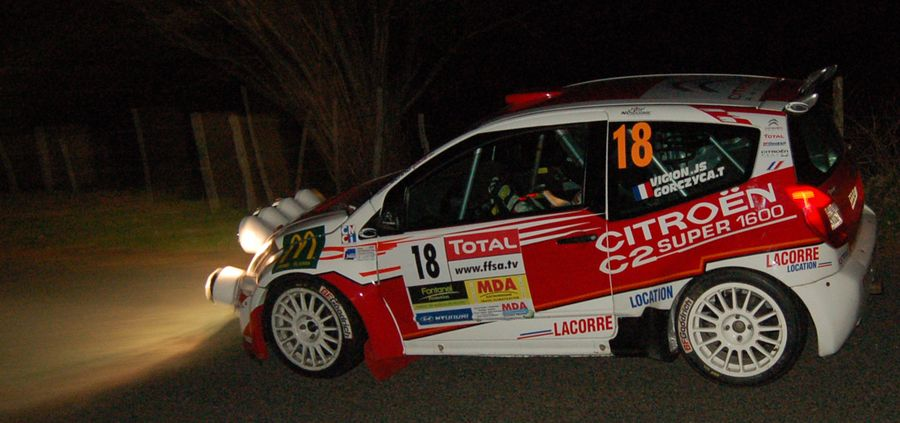
Citroën C2 S1600
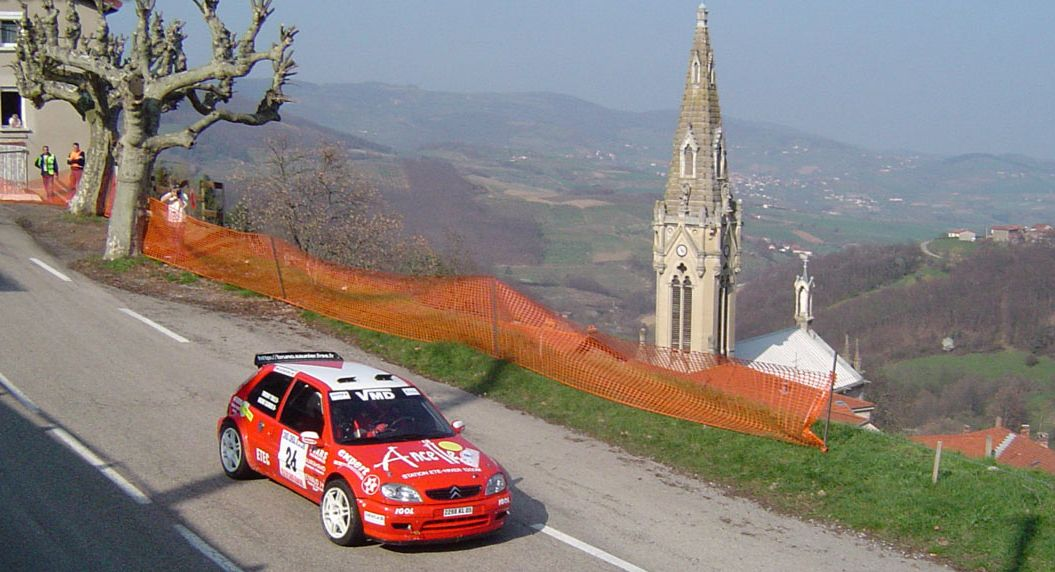
Citroën Saxo Super 1600
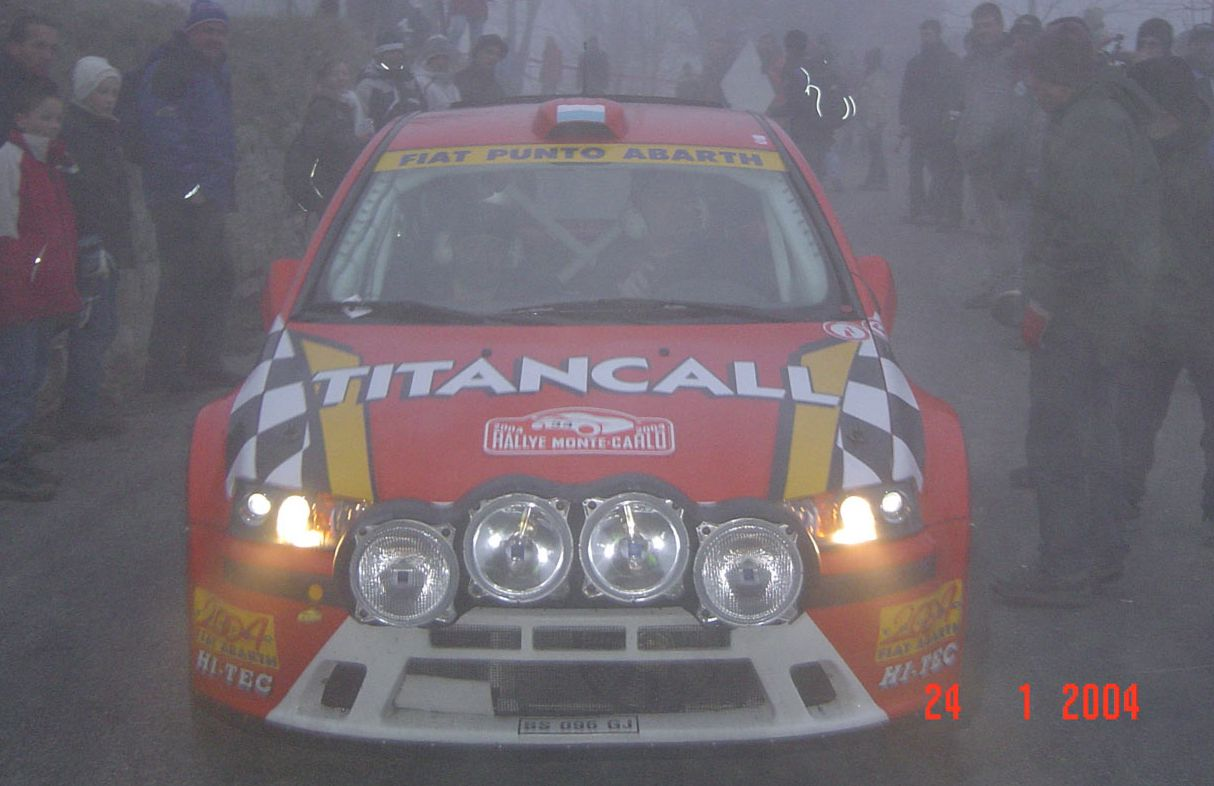
Fiat Punto S1600
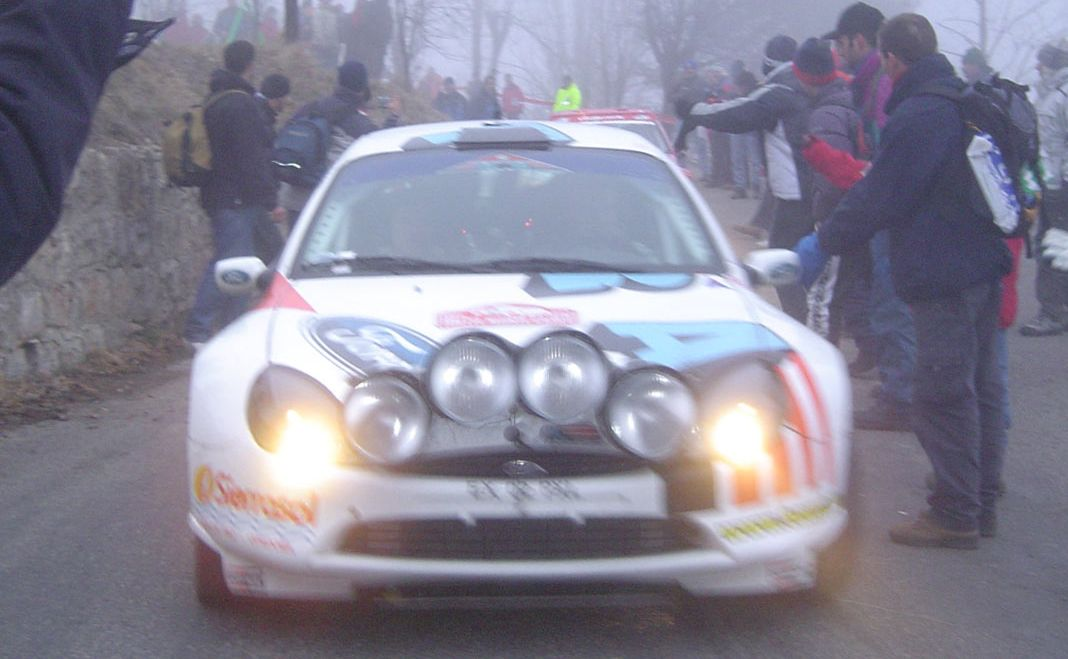
Ford Puma Super 1600
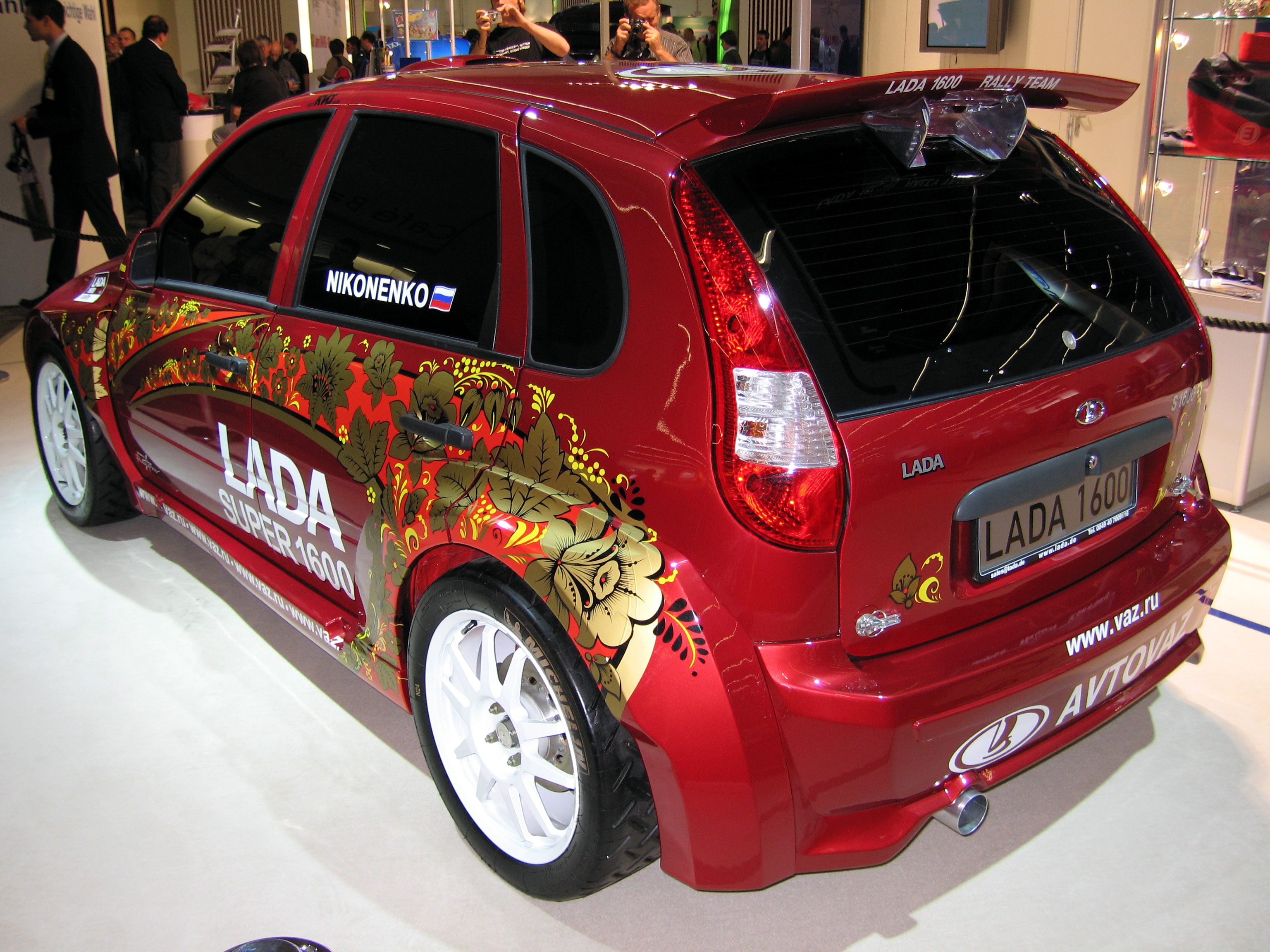
Lada Kalina Super 1600
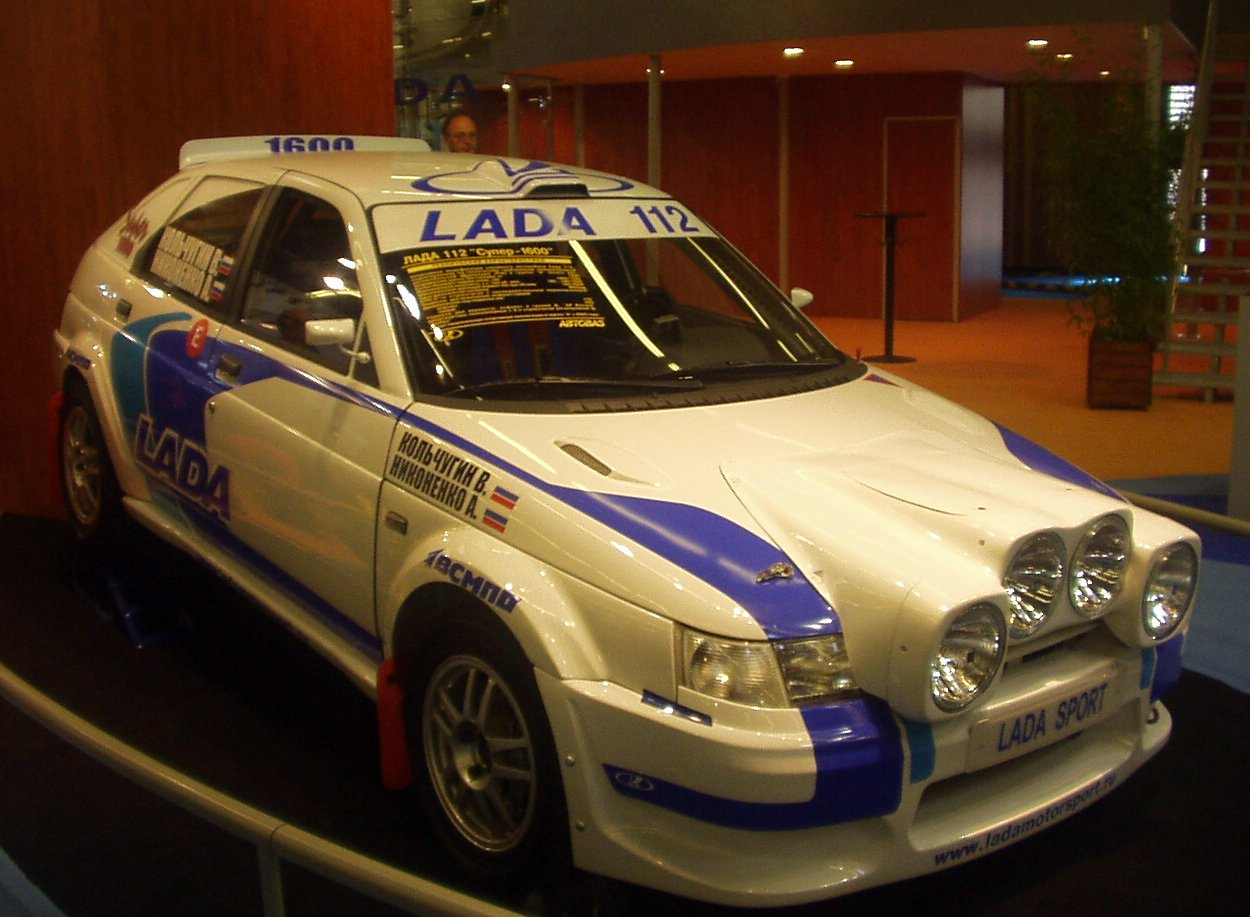
Lada 112 Super 1600
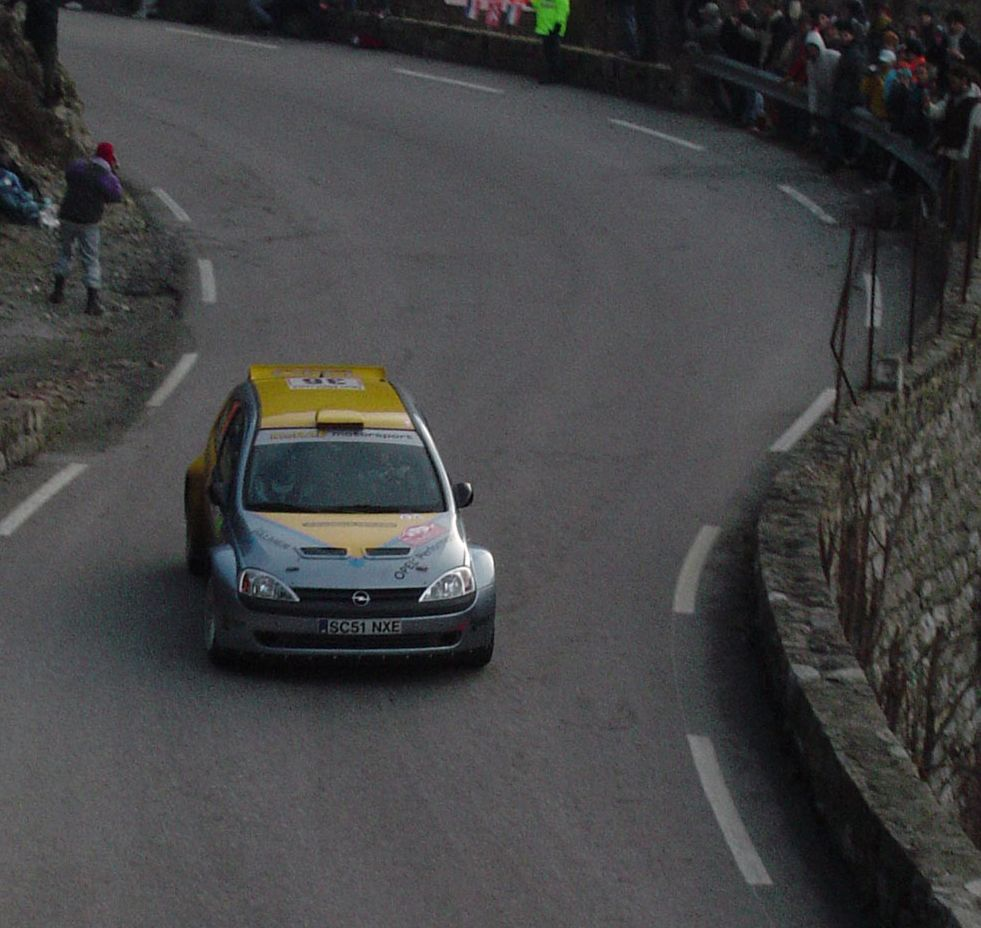
Opel Corsa Super 1600
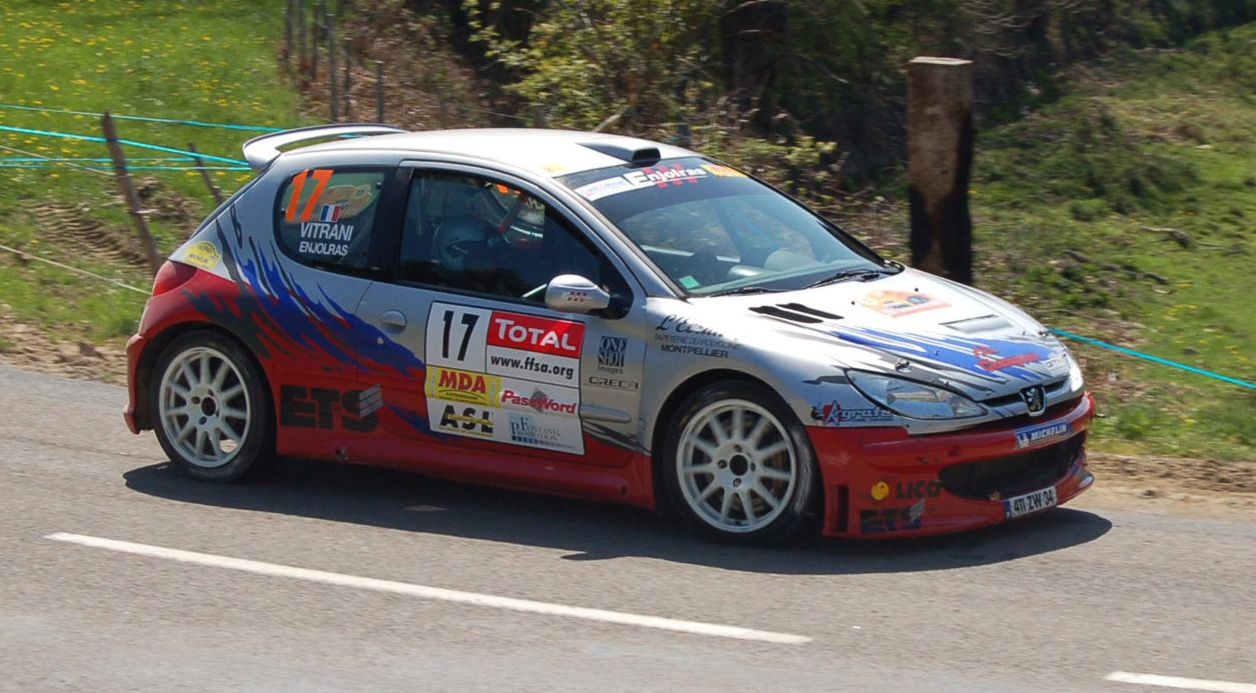
Peugeot 206 Super 1600
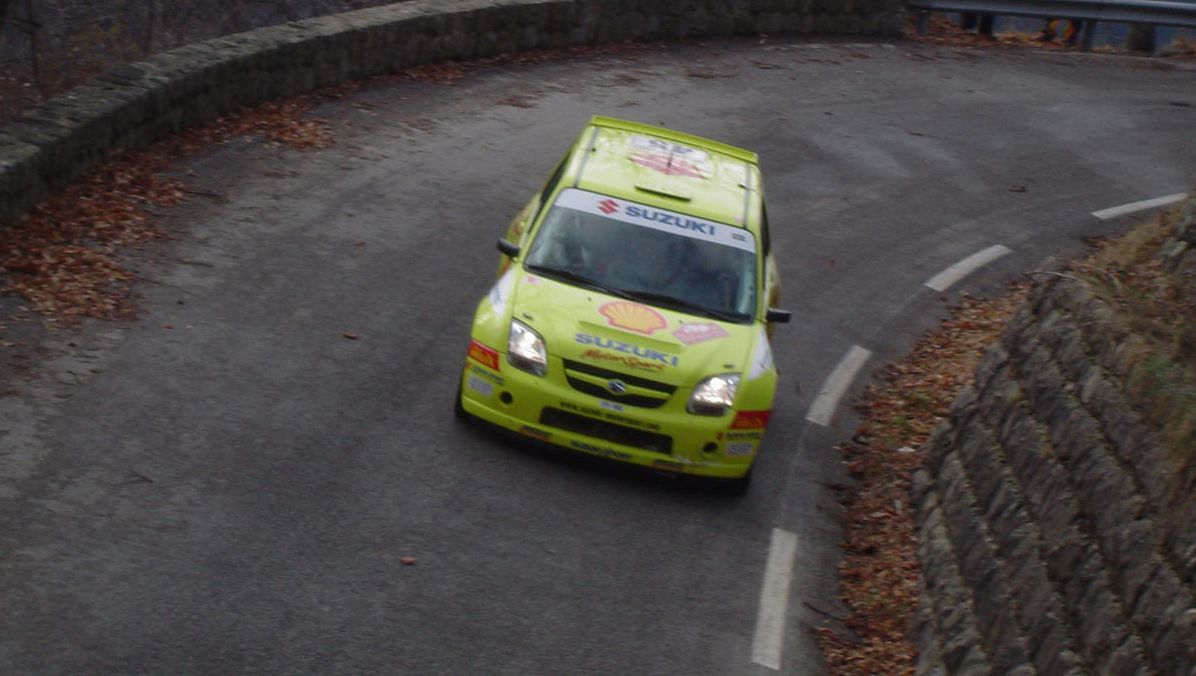
Suzuki Ignis Super 1600
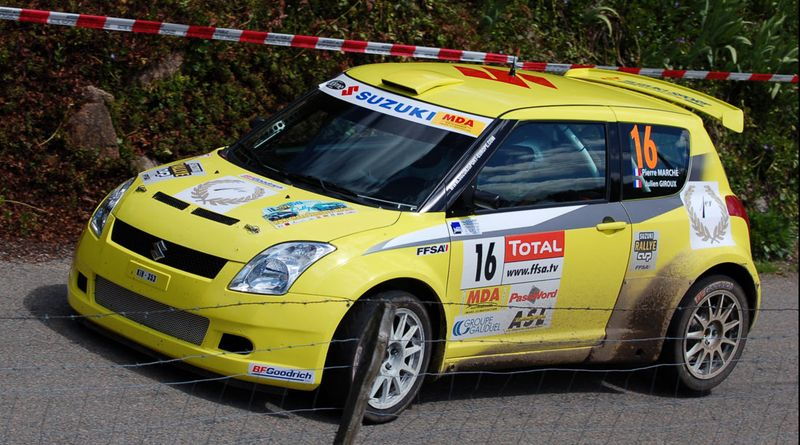
Suzuki Swift Super 1600

## Catégorie Super 2000: International Rally Challenge, S-WRC (2006-2012)

### Historique

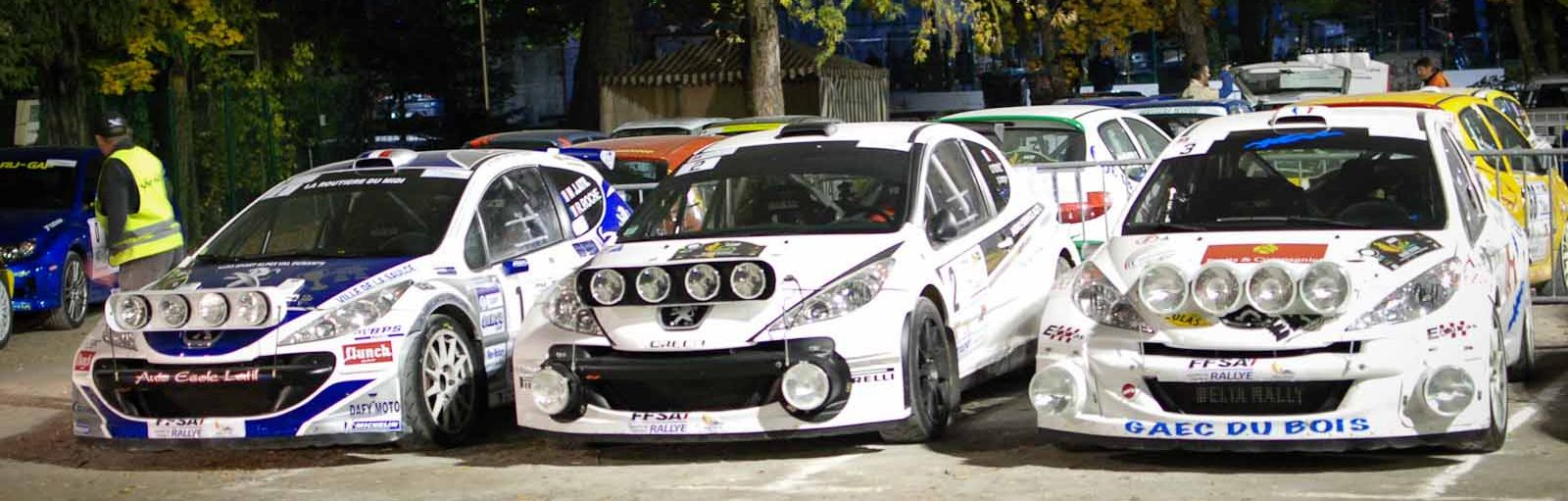
Peugeot 207 Super2000.

Cette catégorie a été spécifiquement créée pour attirer les constructeurs à participer à l'Intercontinental Rally Challenge. Qui sous l'impulsion de son organisateur tentera de concurrencer le championnat WRC de 2006 à 2012. À partir de 2013, il fusionnera avec le championnat Européen ERC, organisé par la FIA.
Les Véhicules homologués dans la sous-catégorie Super2000 ou S2000 possèdent un moteur 2L atmosphérique ainsi qu'une propulsion 4RM. Ces véhicules seront plus performant que les S1600 mais resteront inférieurs aux WRC.
La concurrence avec des véhicules RRC (basé sur des WRC mais bridés au moteur et avec un kit aérodynamique similaire aux S2000) et les véhicules de la catégorie R5, toutes deux équipées de 4RM et de moteur 1 600 cm3 turbo, arrêtera la catégorie.
La plupart des constructeurs présents en S2000 (Škoda, Peugeot, Ford) développeront des véhicules de type "R5".

### Photos

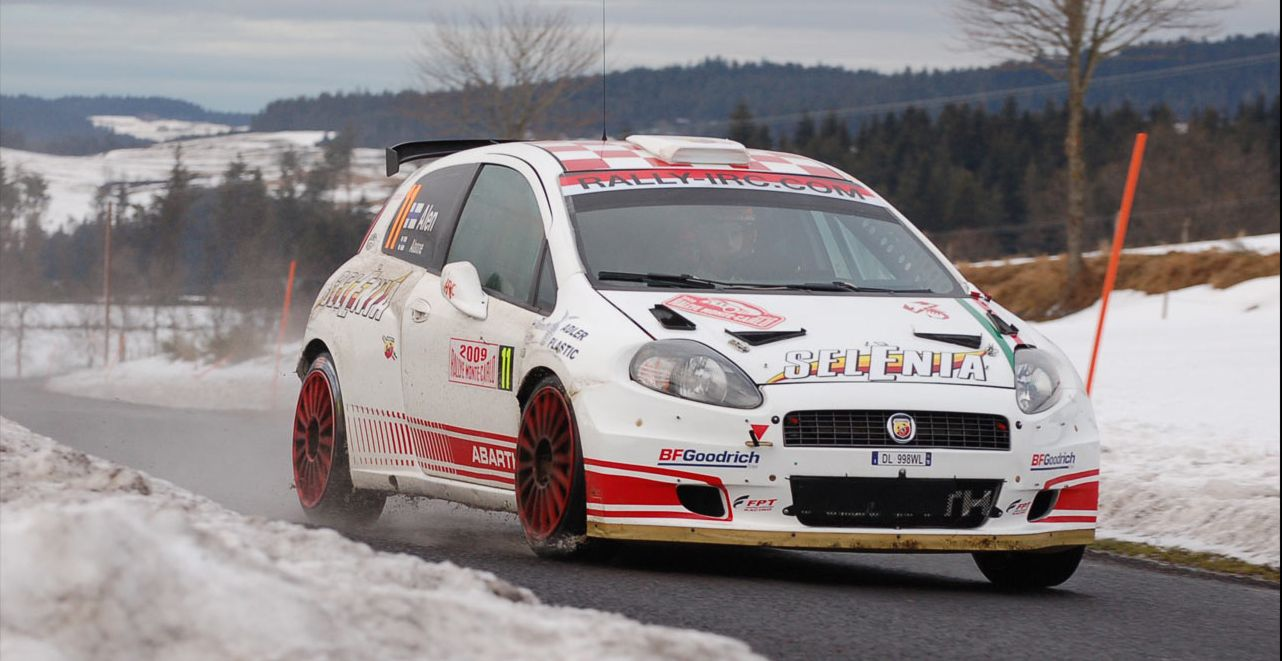
Fiat Punto S2000
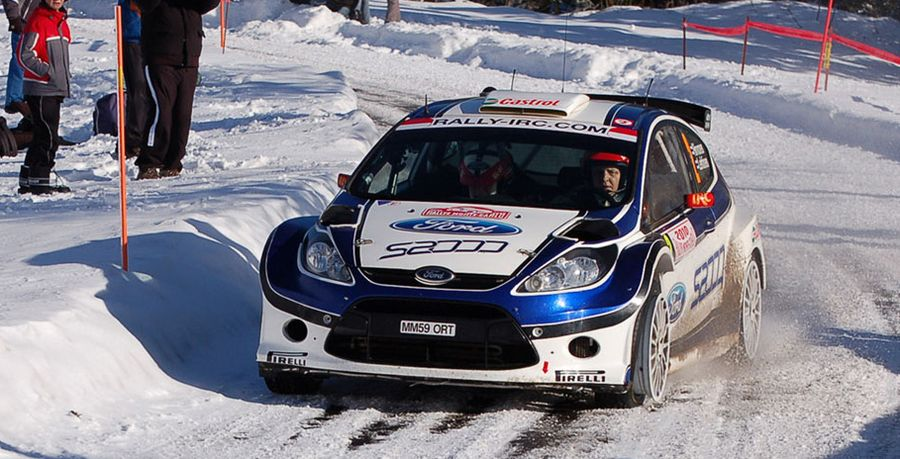
Ford Fiesta S2000
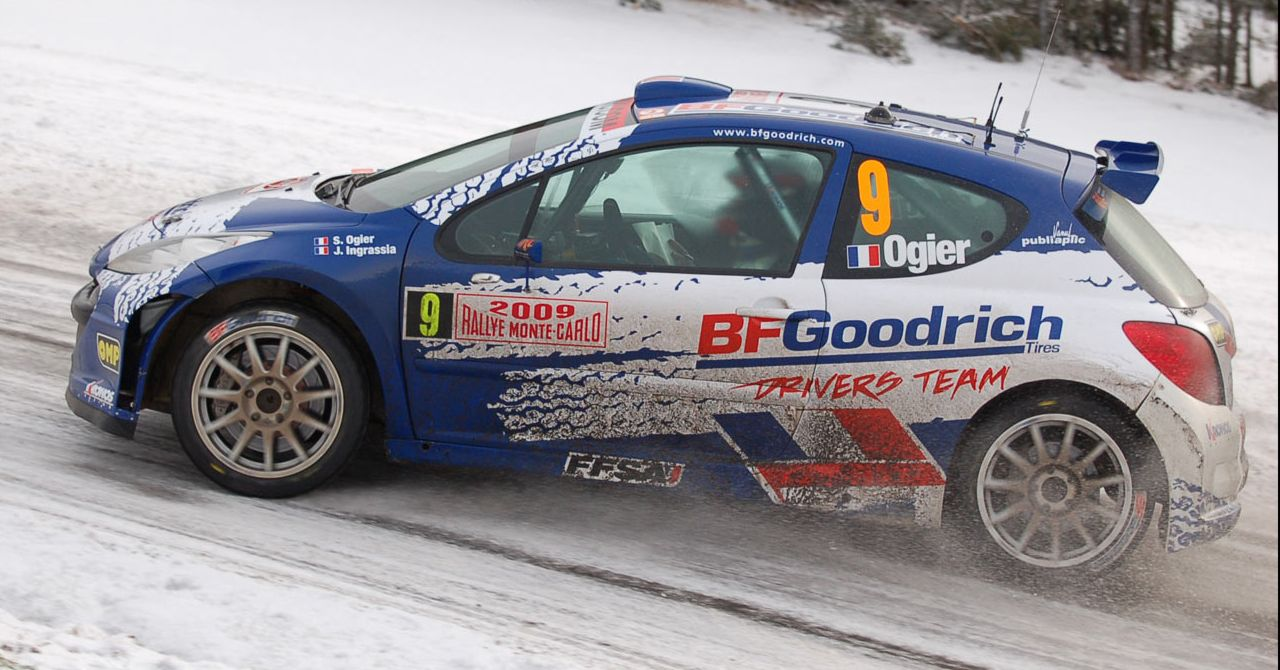
Peugeot 207 S2000
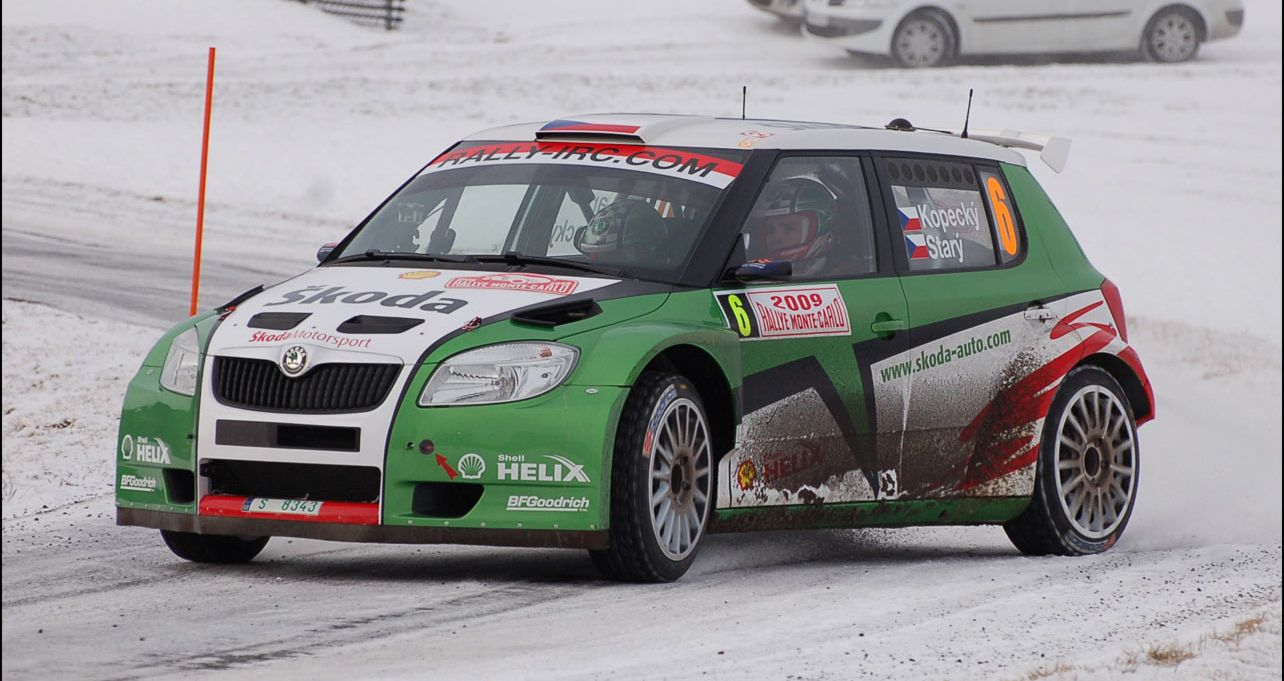
Skoda Fabia S2000
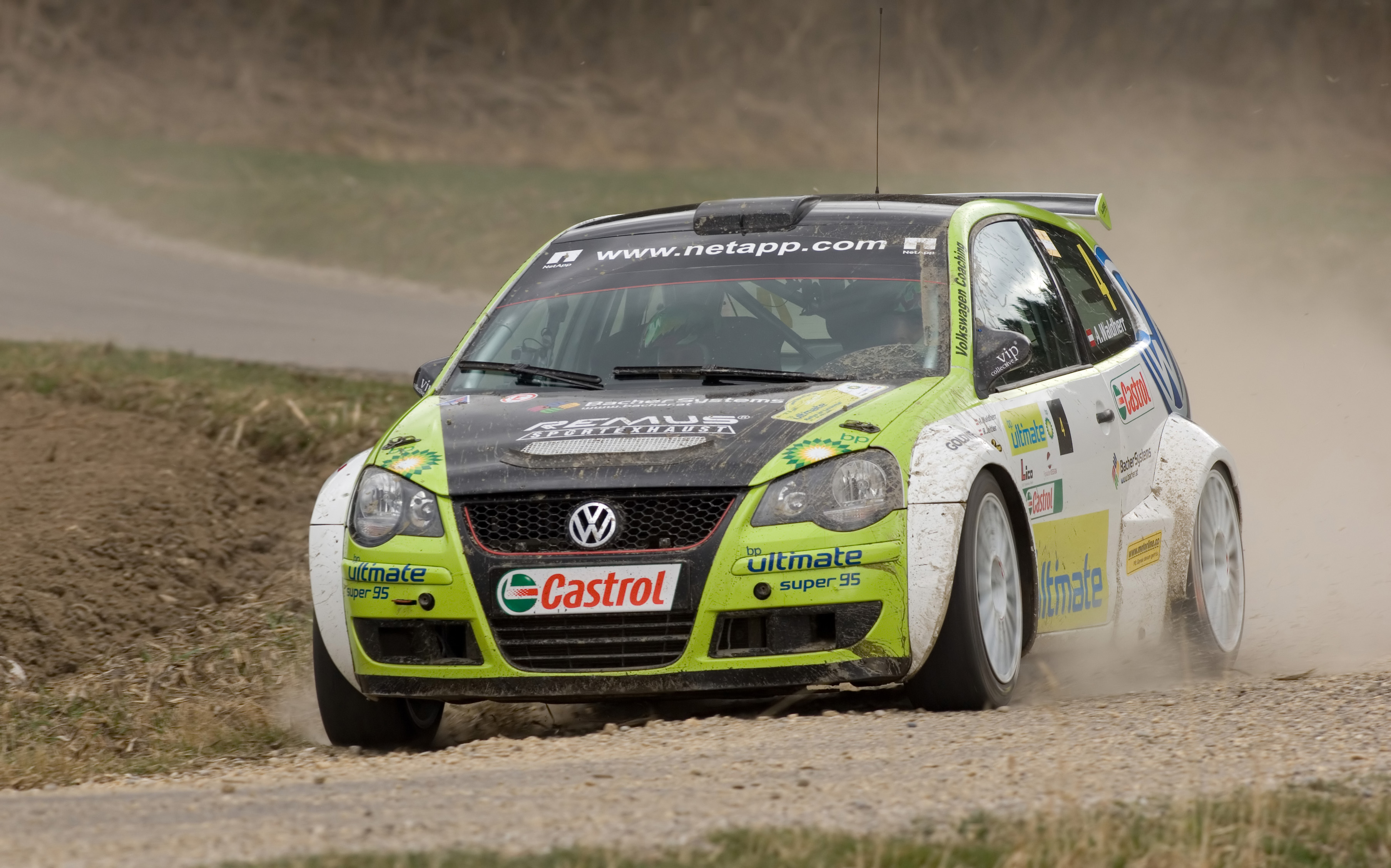
VW Polo S2000

## Evolution du Groupe A: Les Groupes R puis "Rally" (2010-Aujourd'hui)

### Historique
Comme les kit-Car ou les S1600 avant elles, les véhicules du Groupe R sont des évolutions de véhicules du Groupe A (basé sur des voitures de production de série), permettant de plus amples modifications et ainsi de meilleures performances.
Le Groupe R est complet, il permet ainsi plusieurs niveaux de préparation : 
- R1 (proche série)
- R2 & R3 (équivalent kit-car ou S1600 avec possibilité de moteur turbo),
- R4 (évolution des voitures Gr.N4 - essentiellement Subaru & Mitsubishi)
- R5 (évolution des catégories S2000 & RRC)

Lors de la création des Catégories "Rally", les véhicules du Groupe R seront renommés Rally1 à Rally5. Mais la phylosophie de développement reste la même.

## Catégorie Rally1: Championnat du monde des rallyes (depuis 2022)

### Historique
À partir de 2022, les voitures de Rally1 succèdent aux World Rally Car. Elles sont toutes équipées d'un système hybride conçu par Compact Dynamics.
La Nouvelle réglementation "Rally 1" n'est plus basée sur des voitures de production de série mais sur des voitures construites à l'unité et uniquement destinées à la
compétition.

### Photos

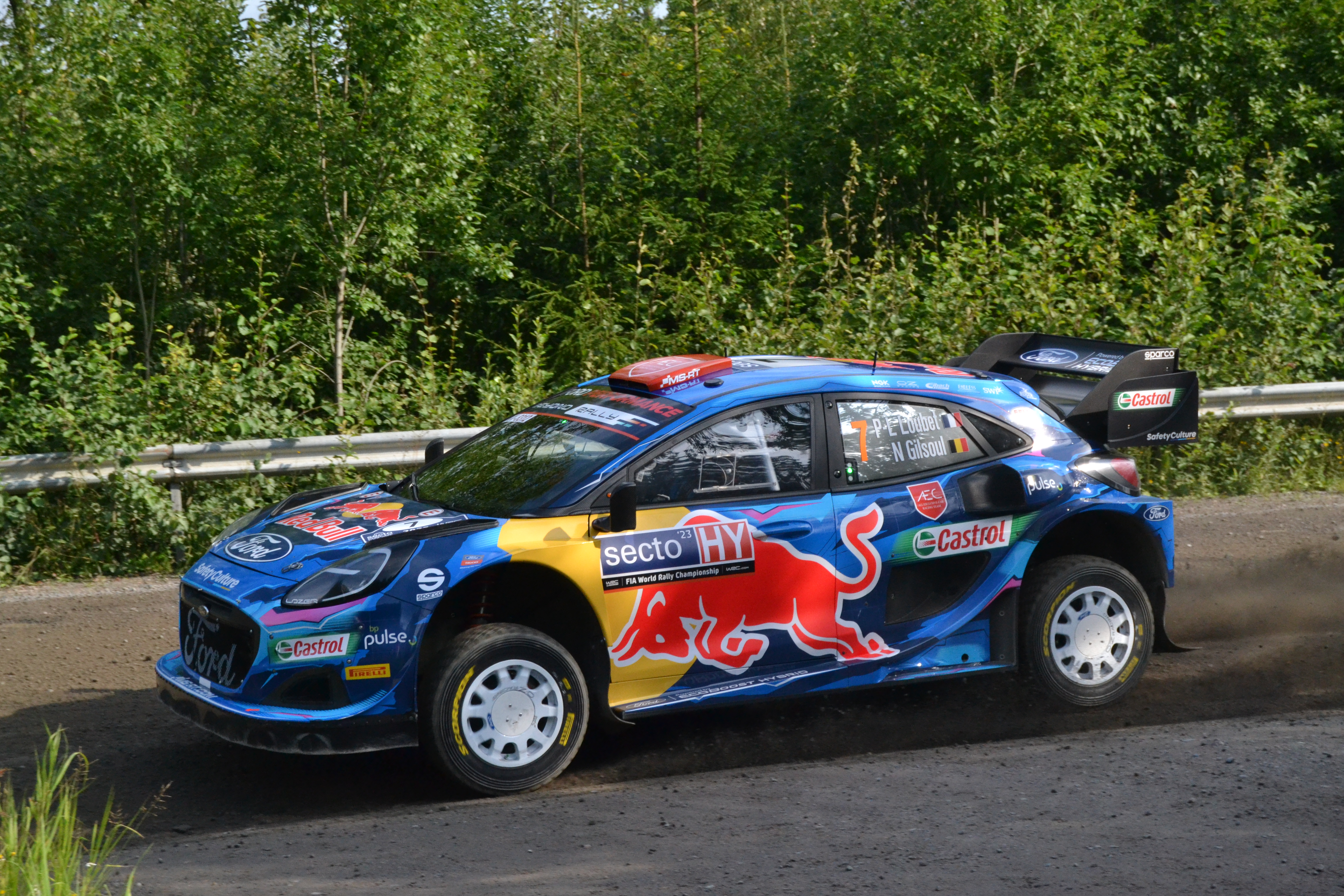
Ford Puma Rally1
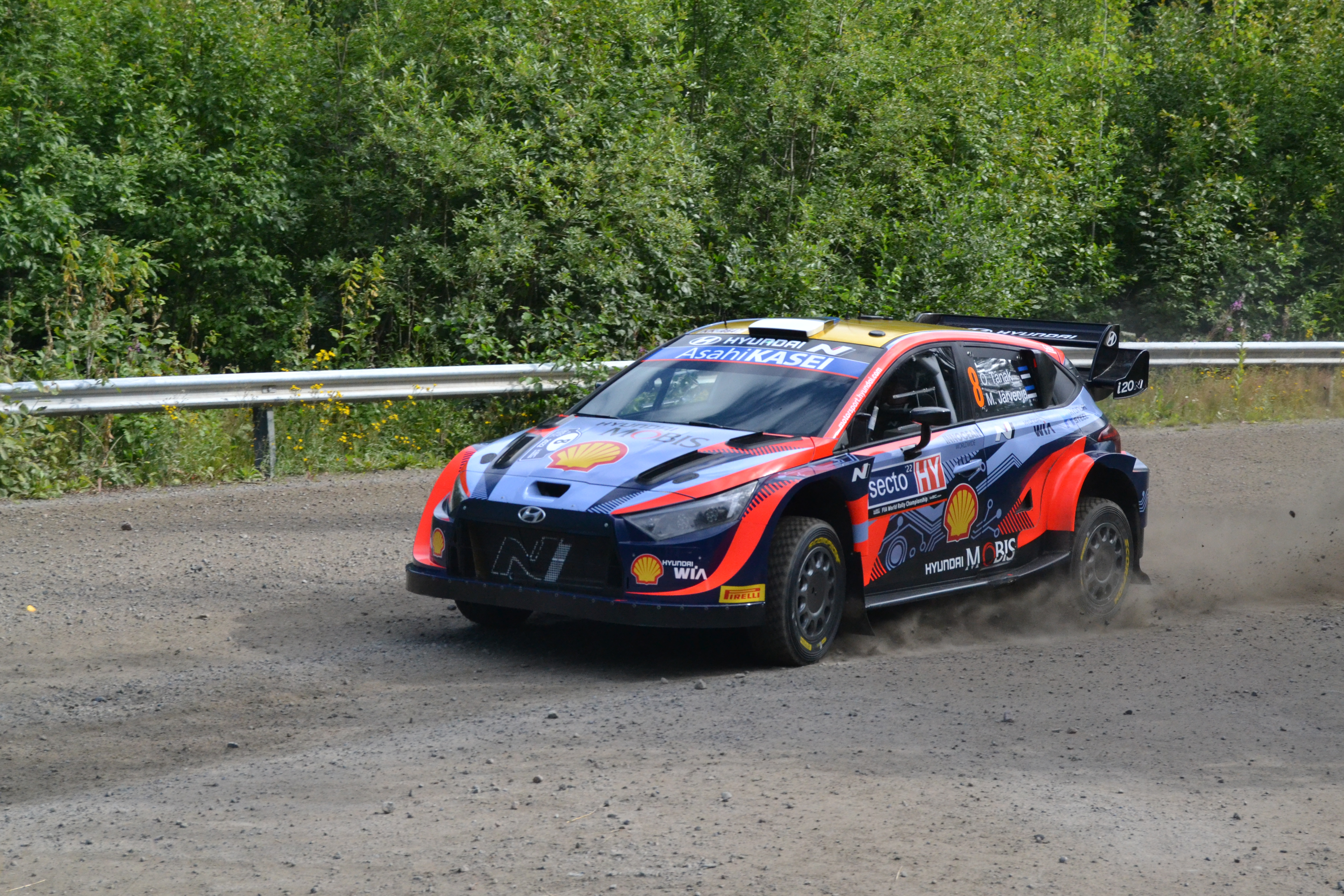
Hyundai i20 N Rally1.
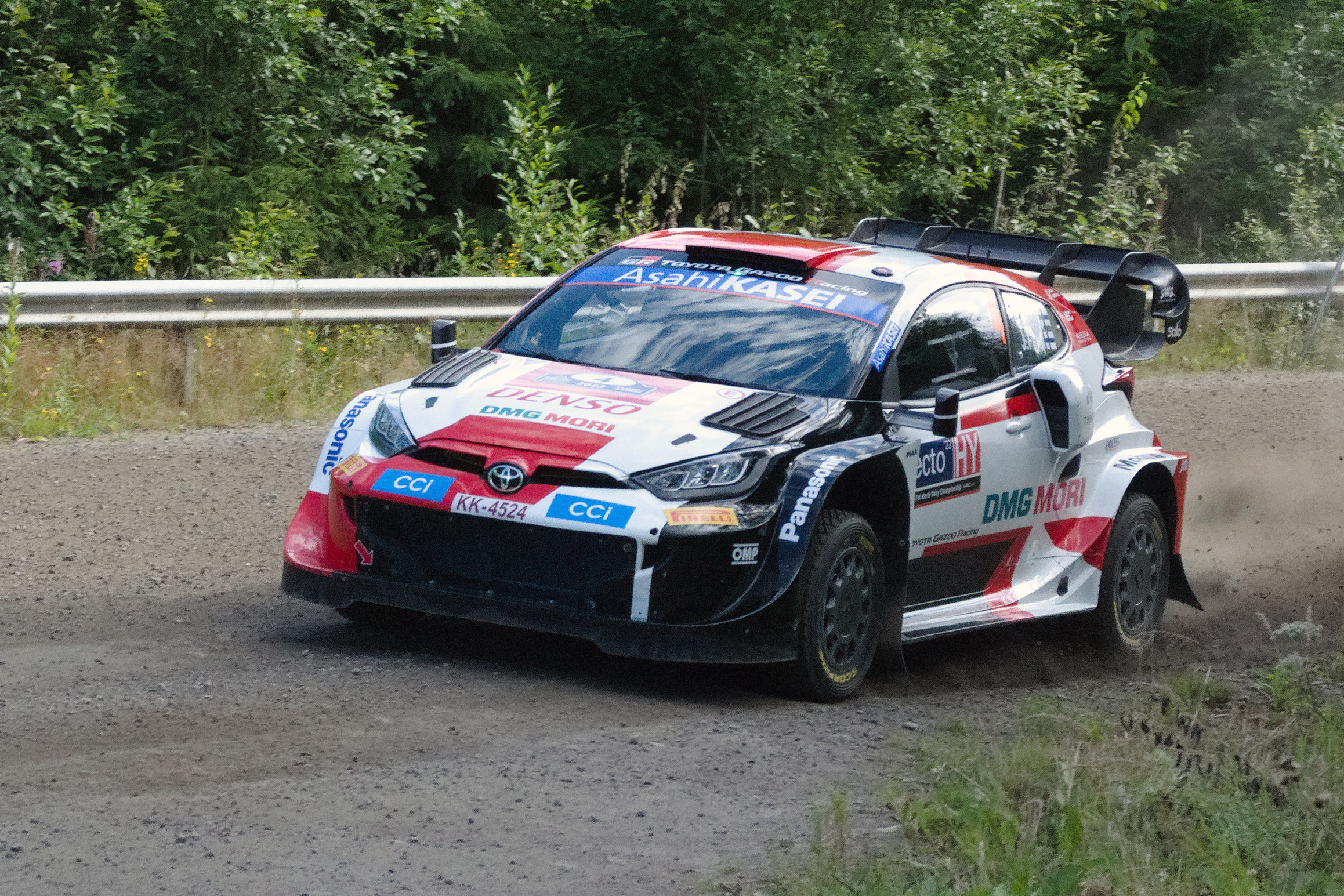
Toyota GR Yaris Rally1.